# Doulaincourt-Saucourt
Doulaincourt-Saucourt est une commune française située dans le département de la Haute-Marne, en région Grand Est. La commune est formée en 1972 par la fusion des communes de Doulaincourt, devenue chef-lieu de la commune, et de Saucourt-sur-Rognon, devenue commune associée. En 2010, la commune de Doulaincourt-Saucourt a pris le statut de commune nouvelle, Doulaincourt et Saucourt devenant des communes déléguées.

## Géographie

### Localisation
La commune de Doulaincourt-Saucourt se trouve dans la vallée inférieure du Rognon et dans le bassin de vie de Joinville. Le chef-lieu Doulaincourt est à 19 km de Joinville, à 30 km de la préfecture Chaumont, à 50 km de la sous-préfecture Saint-Dizier et à 19 km de Bologne, bureau centralisateur du canton. Doulaincourt-Saucourt n'est incluse dans aucune unité urbaine et est donc qualifiée de rurale. Elle est rattachée à la zone d’emploi de Chaumont - Langres (code 2106) et au bassin de vie de Joinville (code 52250). Le territoire de la commune est limitrophe de ceux de huit communes.
| Donjeux          | Vaux-sur-Saint-Urbain | Domremy-Landéville           |
| Gudmont-Villiers | Doulaincourt-Saucourt | Épizon (Pautaines-Augeville) |
| Froncles         | Vignory               | Roches-Bettaincourt          |

| - Carte de la commune sur fonds OpenStreetMap. - Localisation de la commune dans le bassin de vie de Joinville.. - Localisation dans la zone d'emploi de Chaumont-Langres.. |

### Géologie et relief

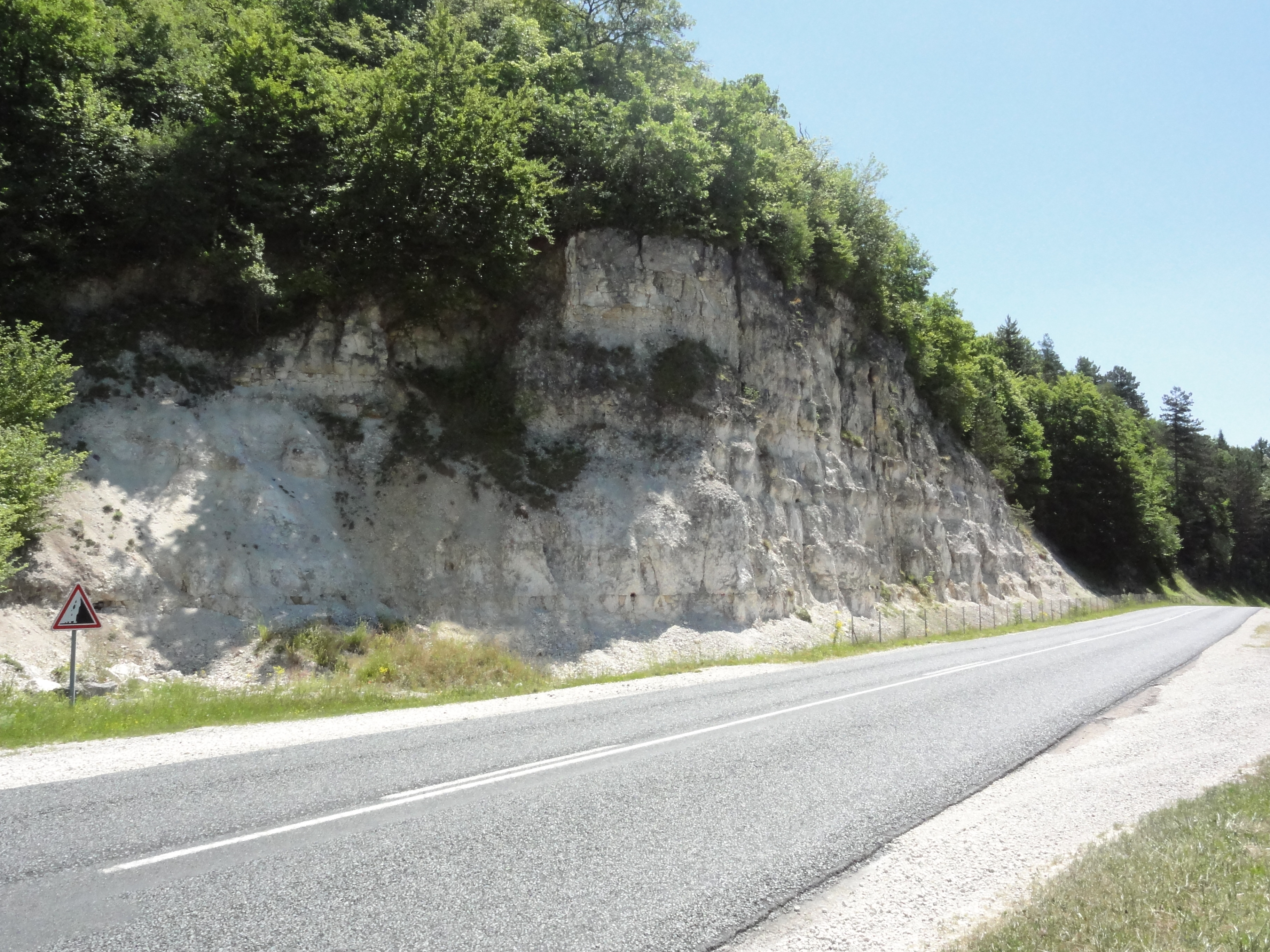
Oolithe de Lamothe, mis à nu pour le passage de la D 67a.

La commune de Doulaincourt-Saucourt s'étire sur 11 km du nord au sud et sur 7 km de l'est à l'ouest dans la vallée inférieure du Rognon et sur les collines environnantes. La superficie de la commune est de 43,86 km2, dont 34,19 km2 de forêt. Son altitude varie de 207  à   389 mètres. Les collines sont sèches et largement boisées, les vallées alluviales par contre sont humides, inondables et utilisées surtout comme prés,.
Doulaincourt-Saucourt est située sur la frange orientale du Bassin parisien qui, au sens géologique, est une vaste cuvette sédimentaire aux roches d'origines marine, lacustre et lagunaire, puis fluviatile, accumulées, au centre du bassin, sur 3 000 mètres de profondeur sur un socle hercynien. La coupe géologique du Bassin parisien montre les formations sédimentaires en pile d’assiettes. Au droit de la commune ce sont des terrains du Jurassique supérieur qui affleurent (161.2 ± 4.0 à 145.5 ± 4.0 Ma) dénommés plus précisément étages séquaniens supérieur (J7c), moyen (J7b) ou inférieur (J7a). Ils ont été ravinés par le Rognon créant une vallée encaissée orientée NO-SE dans laquelle se sont accumulés des alluvions en provenance des matériaux d'érosion, et par ses affluents les combes de Prêle et de Benne.
Le niveau supérieur du Séquanien (J7c) est formé par des calcaires beiges durs généralement à grain fin, en dalles bien stratifiées. Les fossiles sont rares, mais certaines plaquettes calcaires sont couvertes par les moules de types Astarte supracorallina. On rencontre également Rhynchonella pugnus, Terebratula subsella, Zeilleria humeralis et quelques autres fossiles. Ces calcaires sont exploités comme pierre de taille et pour l'empierrement des routes (nombreuses carrières). L'épaisseur de ce niveau est d'environ 25 m.
Le niveau moyen du Séquanien (J7b), appelé Oolithe de Lamothe, est constitué par des calcaires oolithiques blancs friables avec des variétés crayeuses ou graveleuses. La faune est surtout caractérisée par les fossiles du faciès oolithique-corallien : nombreux polipiers, Nerinea sequana, N. gradata, N. curmontensis, N. desvoidyi, Diceras suprajuEuro-Information Telecomrense. Malgré leur mauvaise qualité, ces calcaires sont exploités dans quelques carrières. L'épaisseur est d'environ 15 m.
Le niveau inférieur du Séquanien (J7a) comprend divers calcaires assez sombres ainsi que des intercalations marneuses : calcaires compacts, grenus, marneux, à fausses oolithes ; une assise de calcaire oolithique dur sombre dit Oolithe de Saucourt s'intercale au milieu de cette série. La faune fossilifère est riche et variée. Les calcaires durs à grain fin sont exploités pour la construction et pour les routes. Les calcaires oolithiques du niveau dit Oolithe de Saucourt sont également exploités. L'épaisseur du Séquanien inférieur est de 50 à 60 m.
Des alluvions modernes argileuses brunes Fz recouvrent les fonds de vallées du Rognon et de ses affluents.

### Hydrographie
La commune est drainée par trois cours d'eau : le Rognon et deux de ses affluents en rive droite, les combes de Presle et de Benne.
Le Rognon prend sa source à Is-en-Bassigny, une commune située à une cinquantaine de kilomètres au sud de Doulaincourt-Saucourt. D'une longueur de 160,4 km, il traverse la commune d'est en ouest avant de confluer avec la Marne sur la commune de Mussey-sur-Marne, en limite de Donjeux. Il a une incidence très importante sur les écoulements de la Marne en raison de son important bassin versant (près de 620 km2). Le Rognon alimente un bief qui traverse le village de Doulaincourt et un deuxième bief qui traverse le village de Saucourt. La rivière forme quelques îlots à Doulaincourt et le Marais des grands Prés à Saucourt-sur-Rognon. Plusieurs combes descendent des collines vers le Rognon : rive gauche : Combe Saint-Brice, Combe des Fournaux, Combe Jean Bey, Combe de Petite Vau, Combe Roussillon ; et rive droite : Combe des Fossés, Combe de Presle et Combe des Bennes. Ces deux dernières combes sont reliées avec le Rognon par des lits de ruisseaux, la plupart du temps à sec.
Le Rognon et ses affluents sont en grande partie (95 km) gérés par la Communauté de communes Meuse Rognon qui a lancé une étude globale portant sur son domaine de compétence de 2004 à 2006. Un cycle de restauration de la ripisylve a eu lieu de 2011 à 2015 sur le Rognon et la Sueurre. La collectivité souhaite engager un nouveau programme d’intervention sur la végétation du Rognon et de ses affluents.

Vues de la vallée du Rognon.
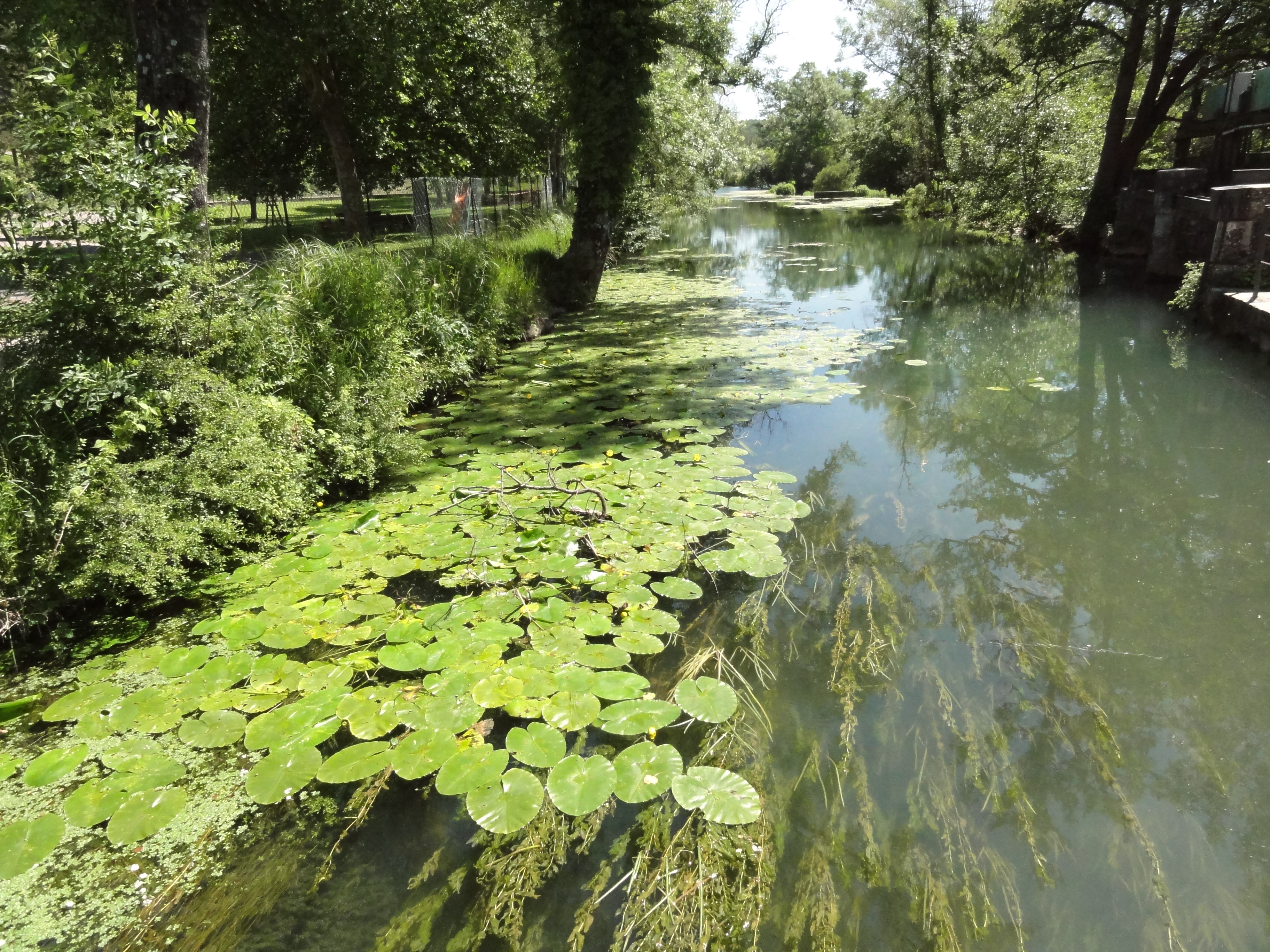
Le Rognon en amont du bief de Doulaincourt.
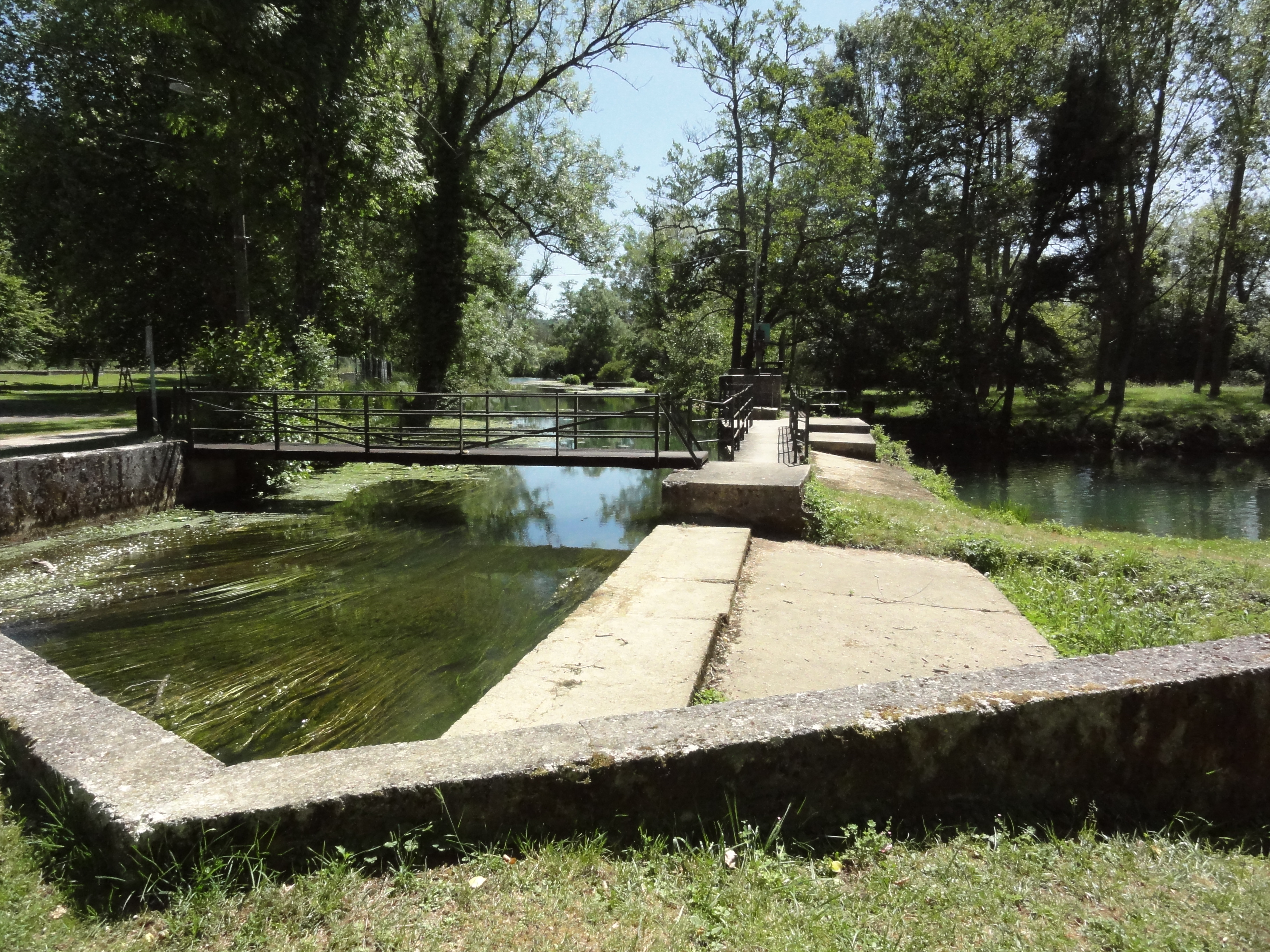
Écluse, début du bief de Doulaincourt.
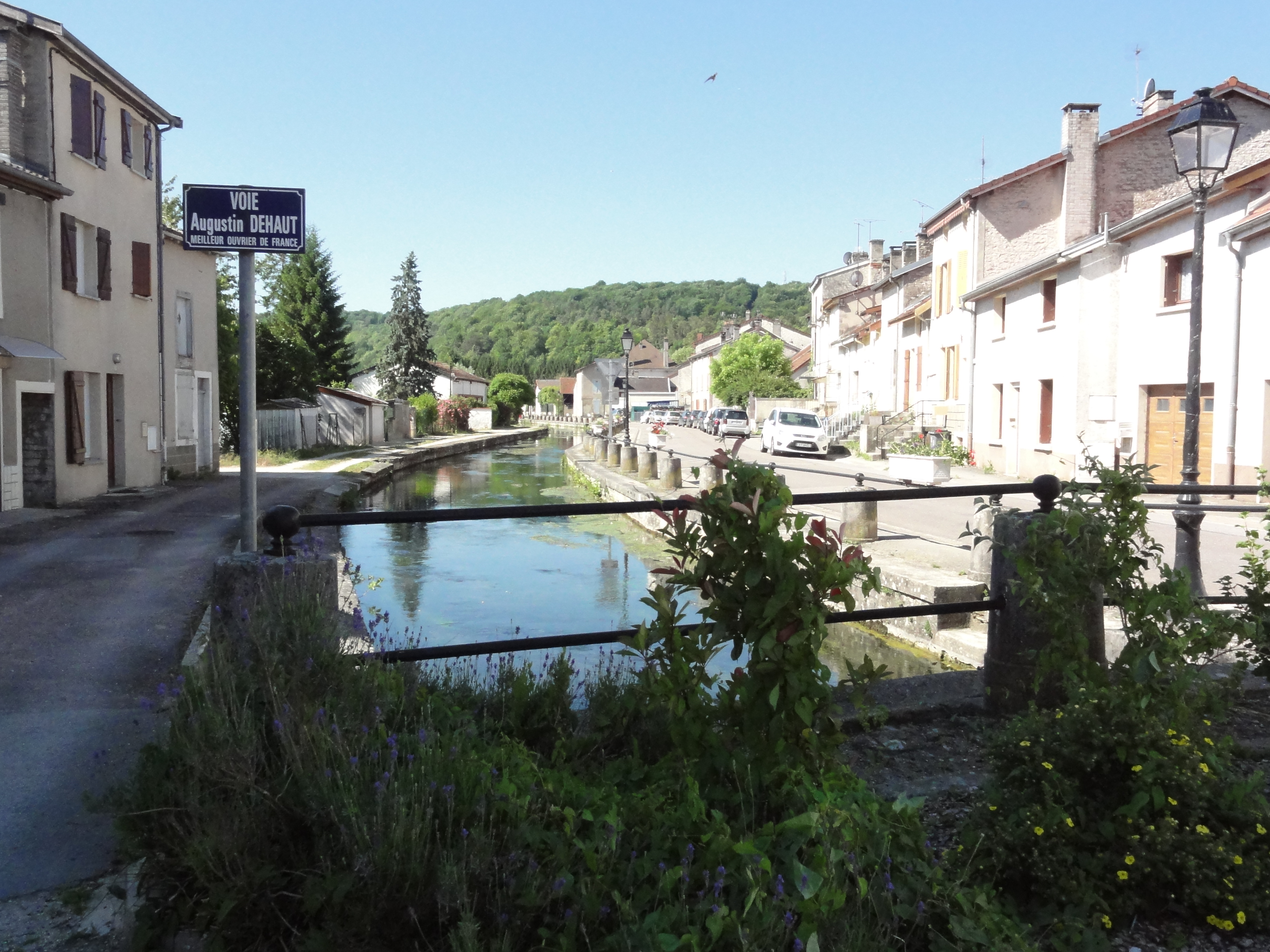
Le bief de Doulaincourt entre la voie Augustin Dehaut et l'avenue du Maréchal de Lattre de Tassigny (ex-rue de la Gare).
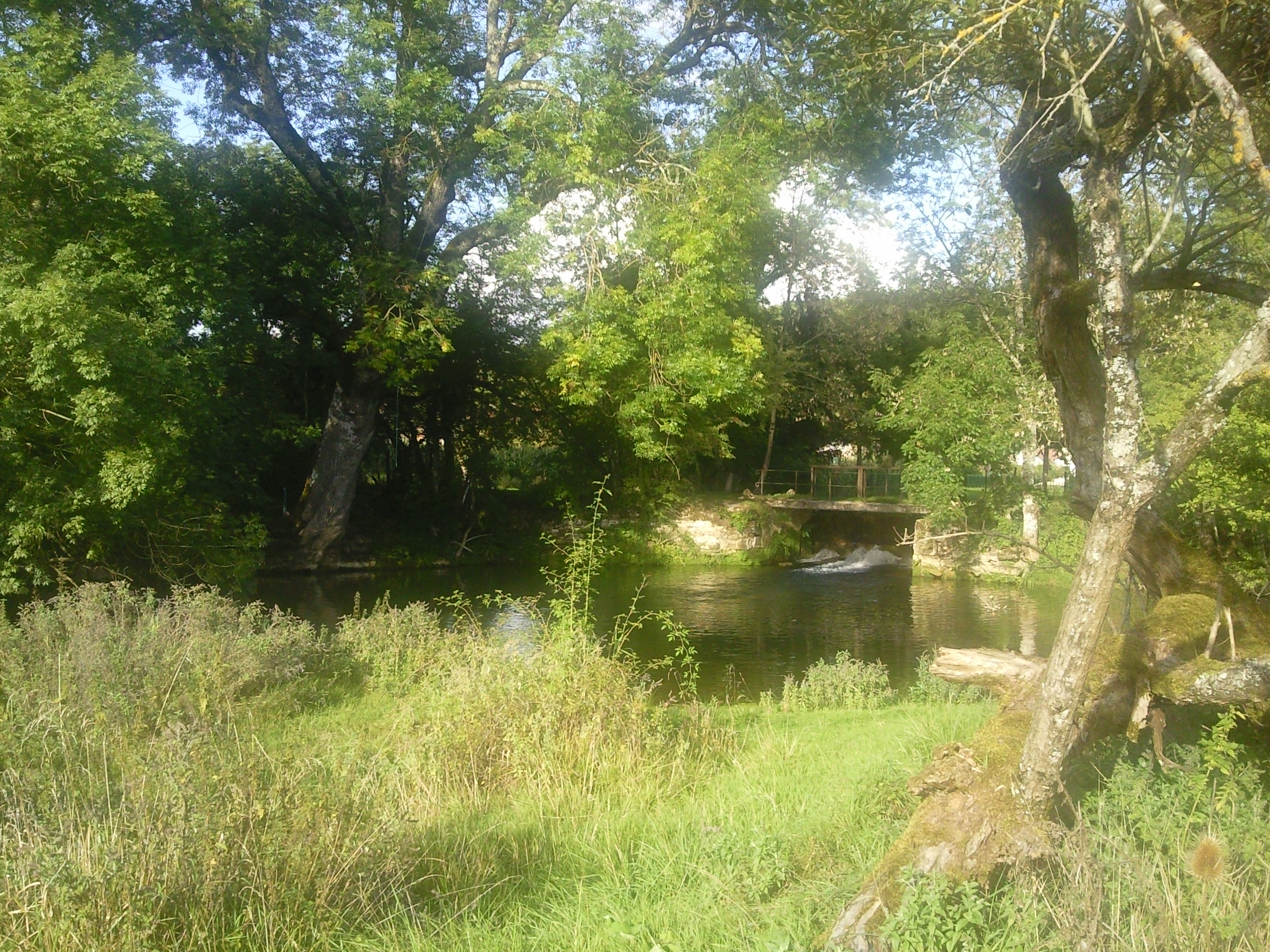
Écluse début du bief de Saucourt-sur-Rognon.

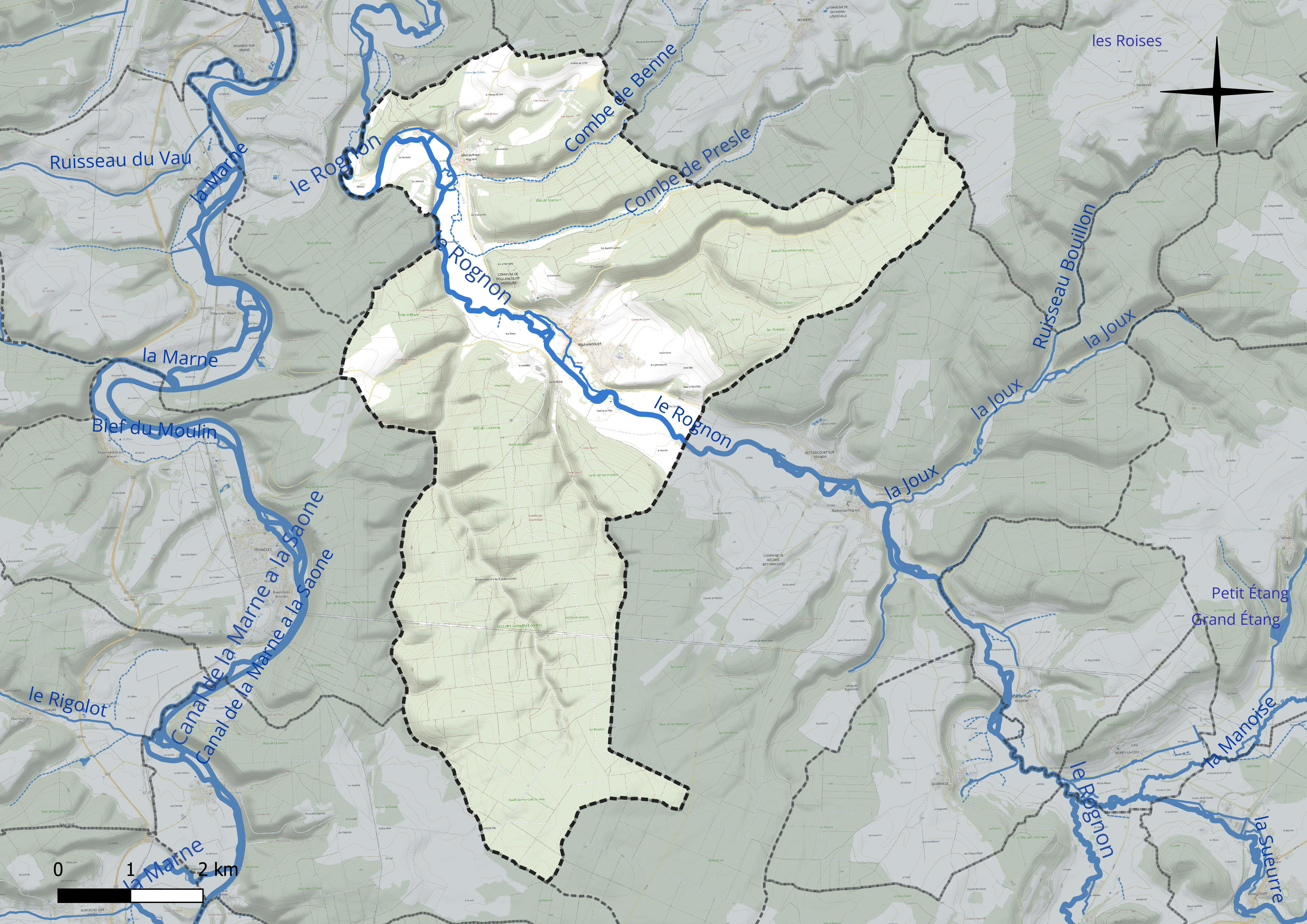
Réseau hydrographique de Doulaincourt-Saucourt.

### Climat
Pour des articles plus généraux, voir Climat du Grand Est et Climat de la Haute-Marne.
En 2010, le climat de la commune est de type climat de montagne, selon une étude du Centre national de la recherche scientifique s'appuyant sur une série de données couvrant la période 1971-2000. En 2020, Météo-France publie une typologie des climats de la France métropolitaine dans laquelle la commune est exposée à un climat océanique altéré et est dans la région climatique Lorraine, plateau de Langres, Morvan, caractérisée par un hiver rude (1,5 °C), des vents modérés et des brouillards fréquents en automne et hiver.
Pour la période 1971-2000, la température annuelle moyenne est de 10,1 °C, avec une amplitude thermique annuelle de 16,1 °C. Le cumul annuel moyen de précipitations est de 982 mm, avec 13,6 jours de précipitations en janvier et 9,4 jours en juillet. Pour la période 1991-2020, la température moyenne annuelle observée sur la station météorologique de Météo-France la plus proche, « Blécourt », sur la commune de Blécourt à 11 km à vol d'oiseau, est de 10,8 °C et le cumul annuel moyen de précipitations est de 879,6 mm. 
La température maximale relevée sur cette station est de 40,2 °C, atteinte le 25 juillet 2019 ; la température minimale est de −18 °C, atteinte le 20 décembre 2009,,.
Les paramètres climatiques de la commune ont été estimés pour le milieu du siècle (2041-2070) selon différents scénarios d'émission de gaz à effet de serre à partir des nouvelles projections climatiques de référence DRIAS-2020. Ils sont consultables sur un site dédié publié par Météo-France en novembre 2022.

### Milieux naturels et biodiversité

#### Espaces protégés
Le marais des « Grands Prés » à Saucourt-sur-Rognon, situé au sein de la zone Natura 2000 de la « Vallée du Rognon, de Doulaincourt à la confluence avec la Marne » a été acquis par la commune et est géré par le conservatoire du patrimoine naturel Champagne-Ardenne afin d'être entièrement protégé.

Le marais des Grands Prés.
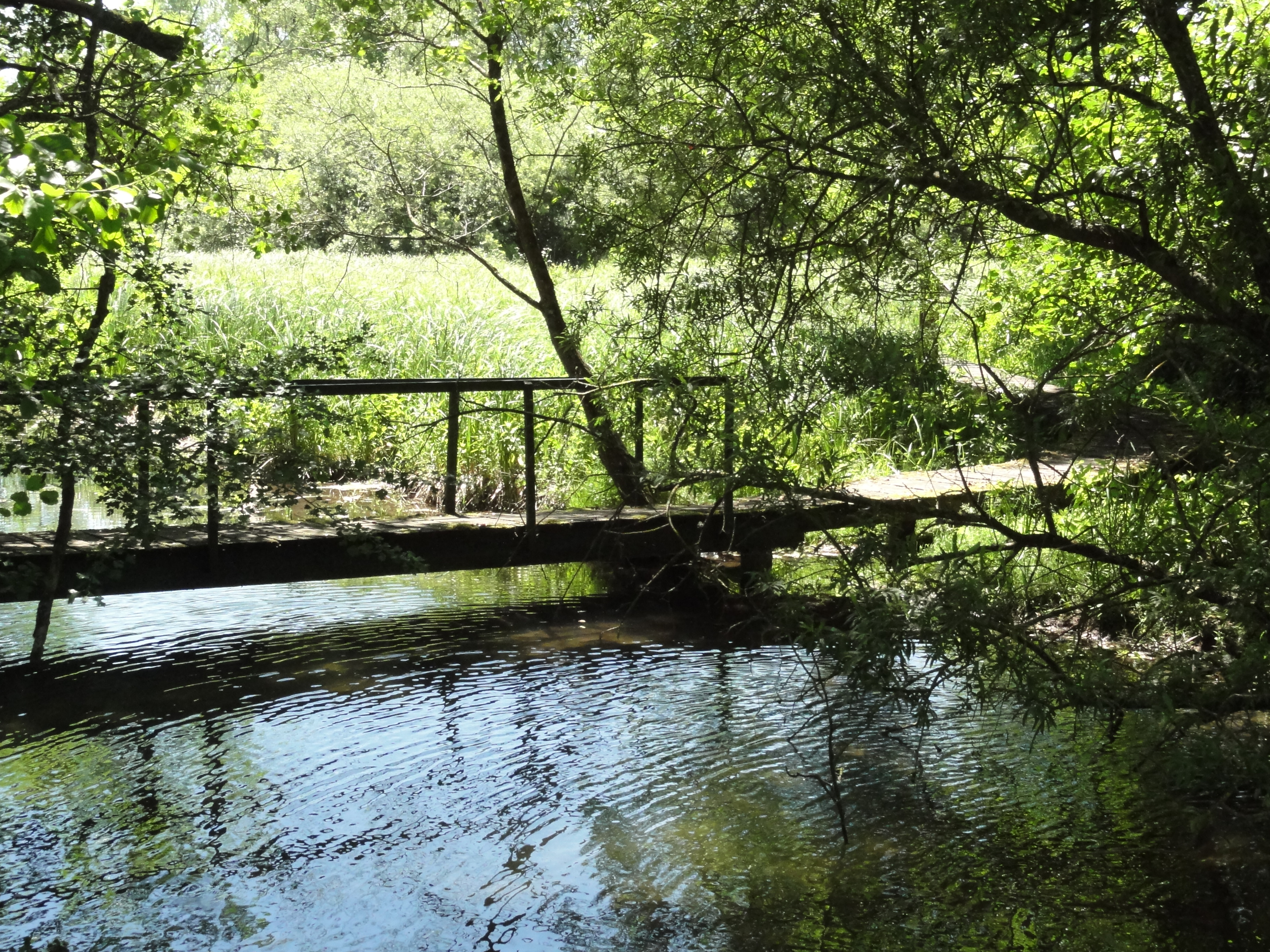
Marais des Grands Prés, passerelle.
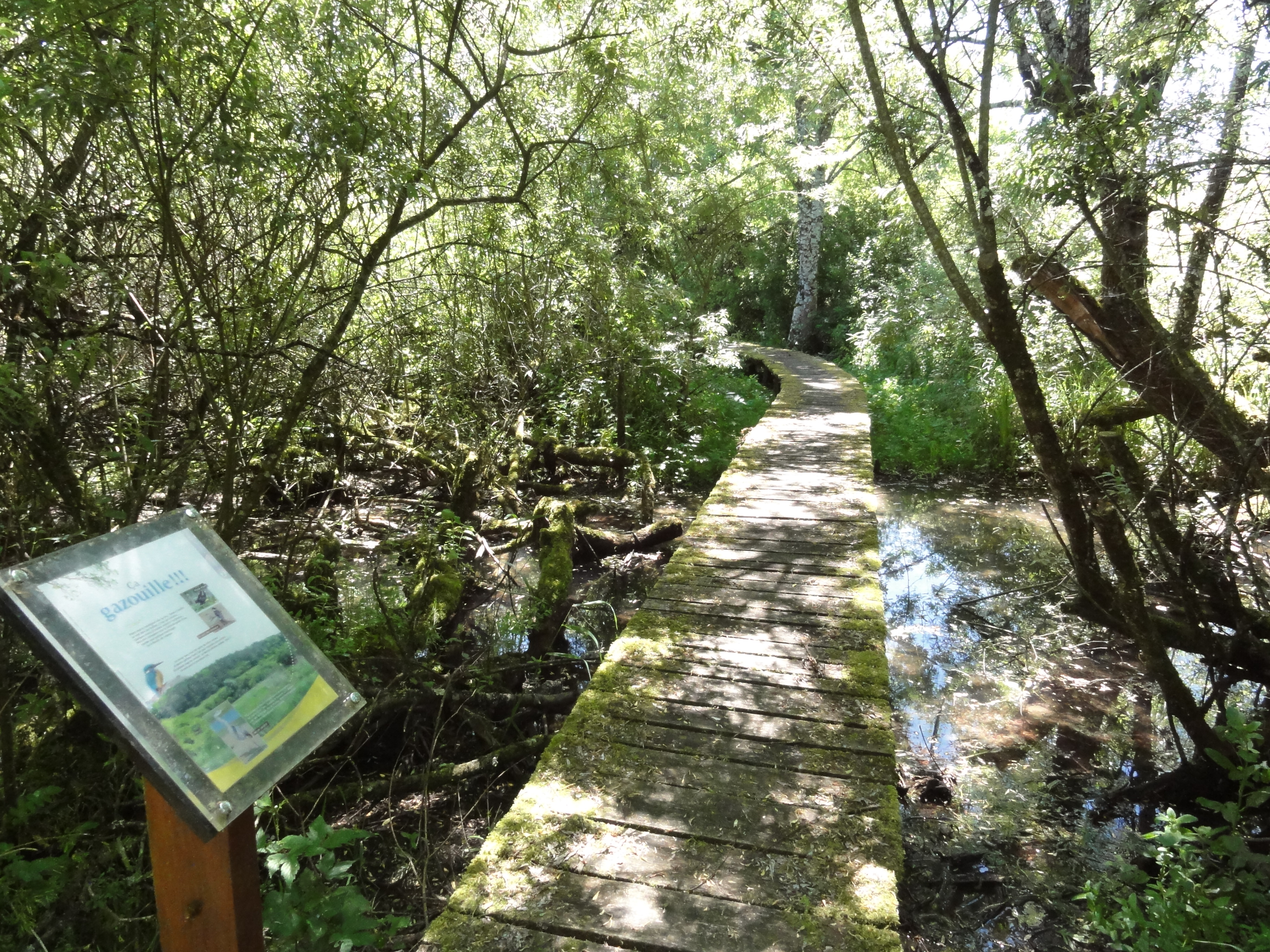
Marais des Grands Prés, panneau.
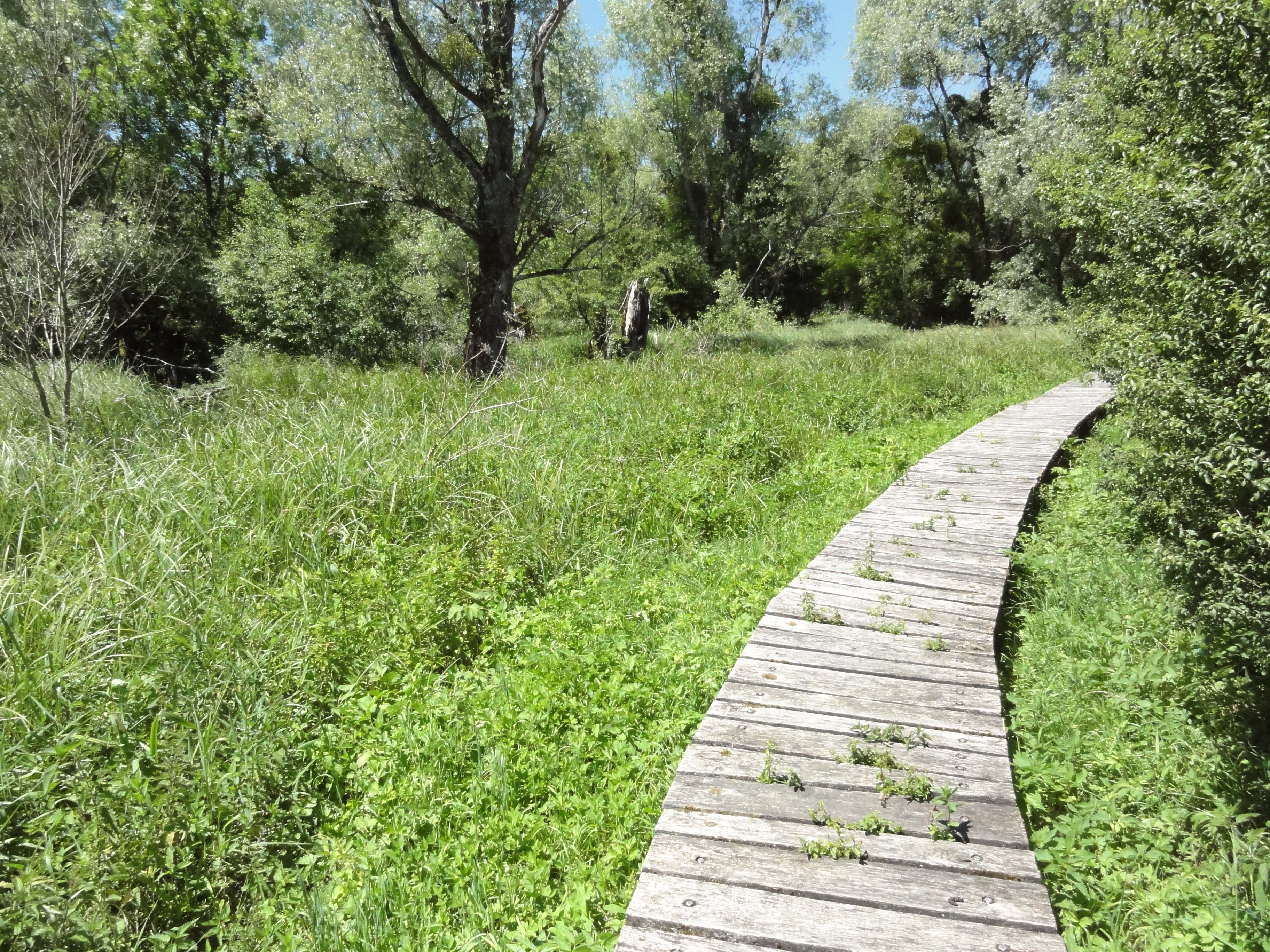
Marais des Grands Prés, caillebotis.
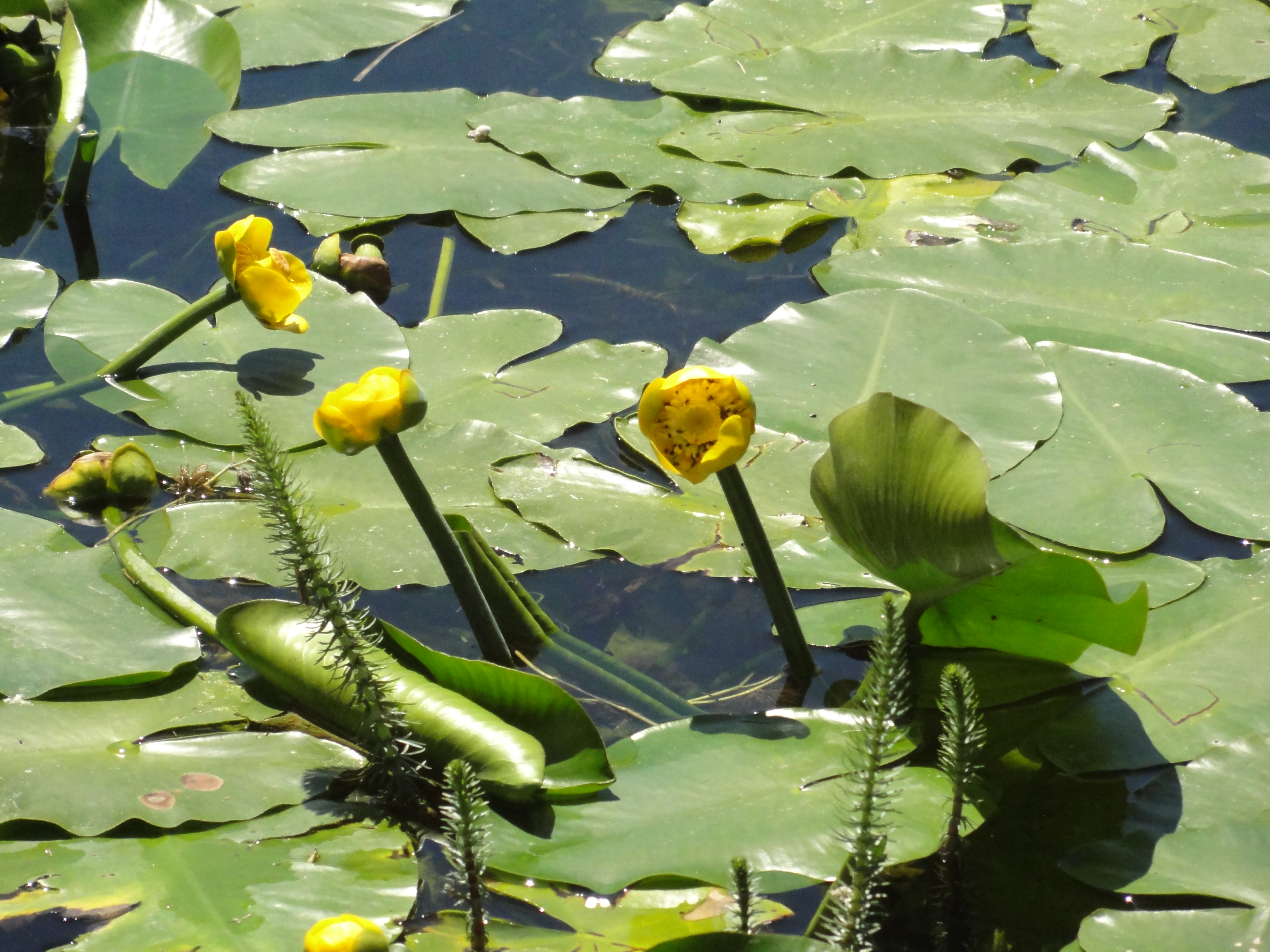
Marais des Grands Prés, renoncules.

#### Réseau Natura 2000
Le réseau Natura 2000 est un réseau écologique européen de sites naturels d’intérêt écologique élaboré à partir des directives «Habitats » et «Oiseaux ». Ce réseau est constitué de Zones Spéciales de Conservation (ZSC) et de Zones de Protection Spéciale (ZPS). Dans les zones de ce réseau, les États membres s'engagent à maintenir dans un état de conservation favorable les types d'habitats et d'espèces concernés, par le biais de mesures réglementaires, administratives ou contractuelles. Les sites Natura 2000 présents sur le territoire communal de la commune sont au nombre de deux : la « Vallée du Rognon, de Doulaincourt à la confluence avec la Marne », classée Site d'importance communautaire (SIC) en 2004 et ZSC en 2008 et la « forêt de Doulaincourt », classée SIC en 2004 et ZSC en 2013.
D'une superficie de 486 ha, le site Natura 2000 de la « Vallée du Rognon, de Doulaincourt à la confluence avec la Marne » s'étend sur 3 communes dont Doulaincourt-Saucourt, il est constitué à 74 % prairies semi-naturelles humides, prairies mésophiles améliorées, de 15 % d'autres terres arables, de 10 % de forêts caducifoliées et de 1 % d'eaux douces (eaux stagnantes ou courantes). Il est de qualité car il s'agit du secteur de référence du schéma piscicole (pression de pêche faible, empoissonnement négligeable, population abondante et présence de nombreuses zones de frais). En outre la rivière possède d'importants peuplements de renoncule flottante qui sont des plus représentatifs de la région. La faune aquatique est caractérisée par l'Ombre commun (Thymallus thymallus), le brochet (Esox lucius Linnaeus), la lamproie de Planer (Lampetra planeri) et le chabot commun (Cottus gobio).
Le site de la « forêt de Doulaincourt » concerne 2 057 ha et s'étend sur quatre communes dont Doulaincourt-Saucourt. Il s'agit d'une vaste forêt de hêtres très représentative du Haut-Pays. Elle abrite en outre une importante population de Sabot de Vénus (Cypripedium calceolus) (plus de 2 000 pieds), ce qui en fait une des plus belles localités de la plaine française,. Ces stations de fleurs ont fait l'objet d'un arrêté préfectoral de protection de biotope en date du 30 mars 1990.

#### Zones d'intérêt

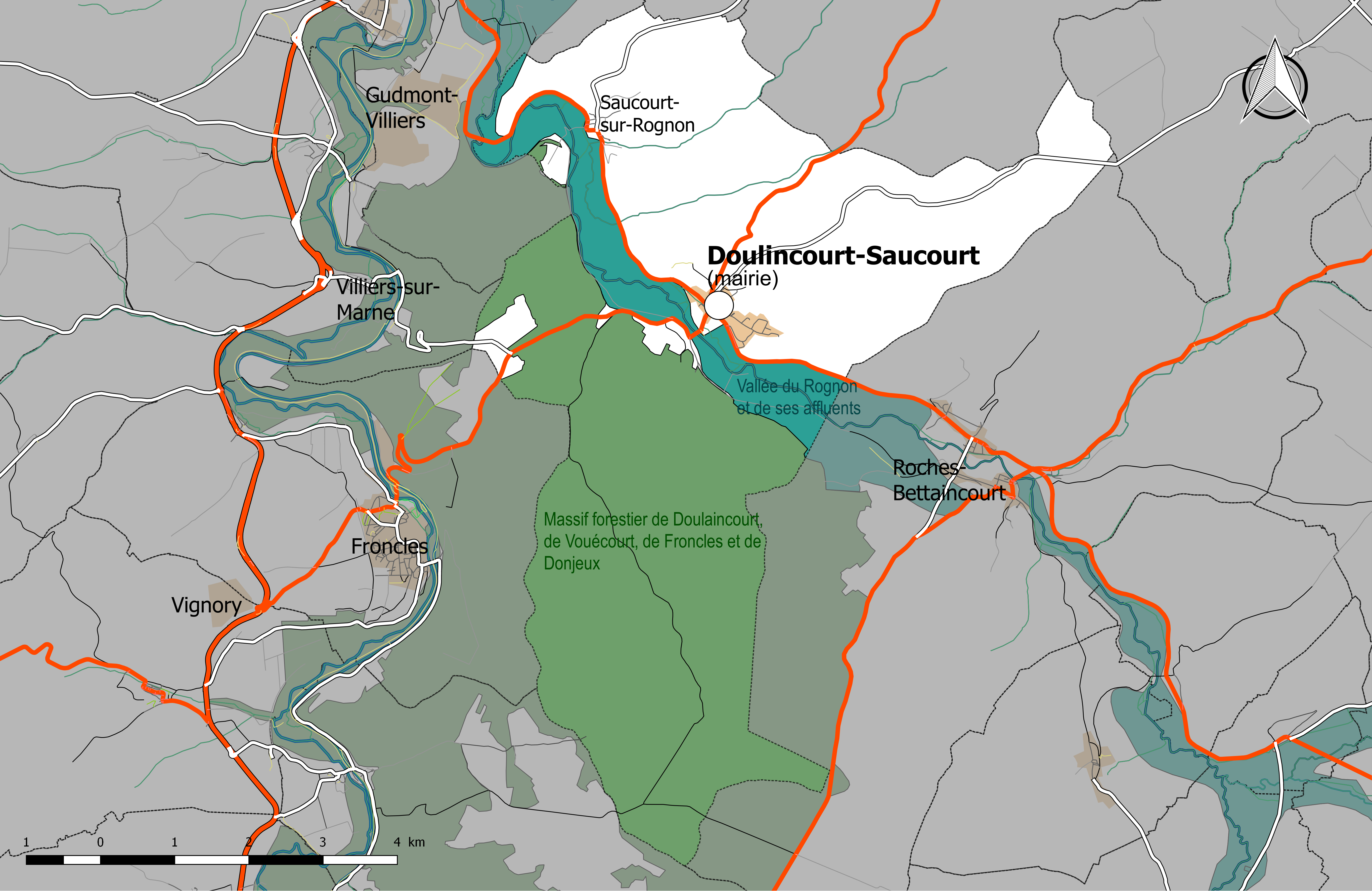
ZNIEFF de type 2 concernant la commune de Doulaincourt-Saucourt.

L’inventaire des zones naturelles d'intérêt écologique, faunistique et floristique (ZNIEFF) a pour objectif de réaliser une couverture des zones les plus intéressantes sur le plan écologique, essentiellement dans la perspective d’améliorer la connaissance du patrimoine naturel national et de fournir aux différents décideurs un outil d’aide à la prise en compte de l’environnement dans l’aménagement du territoire. Le territoire communal est particulièrement riche puisqu'il comprend sept ZNIEFF, deux de type 2 et trois de type 1,.
Le « massif forestier de Doulaincourt, de Vouécourt, de Froncles et de Donjeux » est une vaste ZNIEFF de type 2 qui s'étend sur 4 848 hectares et 7 communes, dont Doulaincourt-Saucourt, où elle occupe toute la partie sud de la commune au sud du Rognon et englobe la zone Natura 2000 de la « forêt de Doulaincourt ». Six grands types forestiers s'y distinguent : la chênaie pubescente, localisée à Froncles (la plus vaste et la plus typique du département), la hêtraie montagnarde sèche à Carex alba des versants exposés au sud et des plateaux, la hêtraie froide à Cardamine à sept folioles sur les versants exposés au nord, la tiliaie-érablaie sur les pentes d'orientation plus mésophile, la chênaie-hêtraie à Carex montana des fonds de combe et la chênaie-charmaie-hêtraie calcicole très largement développée sur les plateaux du massif.
Sur le plan de la faune, la grande étendue du massif, la juxtaposition de milieux très variés et la proximité de la Marne et du Rognon ont un effet très attractif sur la faune aviaire avec la présence de nombreux rapaces (milan noir et milan royal, buse, épervier d'Europe et autour des palombes, bondrée apivore, busard Saint-Martin), grives, tourterelles et pigeons (pigeon ramier et surtout pigeon colombin devenu rare aujourd'hui, inscrit sur la liste rouge régionale). Concernant les insectes, les lépidoptères et les orthoptères sont particulièrement bien représentés avec près de 70 espèces inventoriées, dont une quinzaine inscrite sur les listes rouges régionales. Le lucane cerf-volant, un des coléoptères les plus remarquables du département, possède dans la forêt de Doulaincourt un de ses sites les plus importants pour la Haute-Marne.

Spécimens de la faune du « massif forestier de Doulaincourt, de Vouécourt, de Froncles et de Donjeux ».
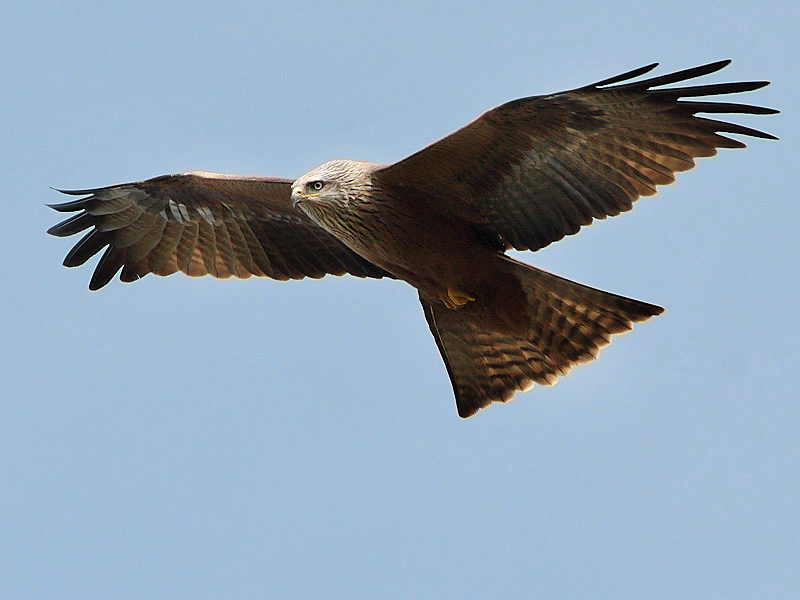
Milan noir.
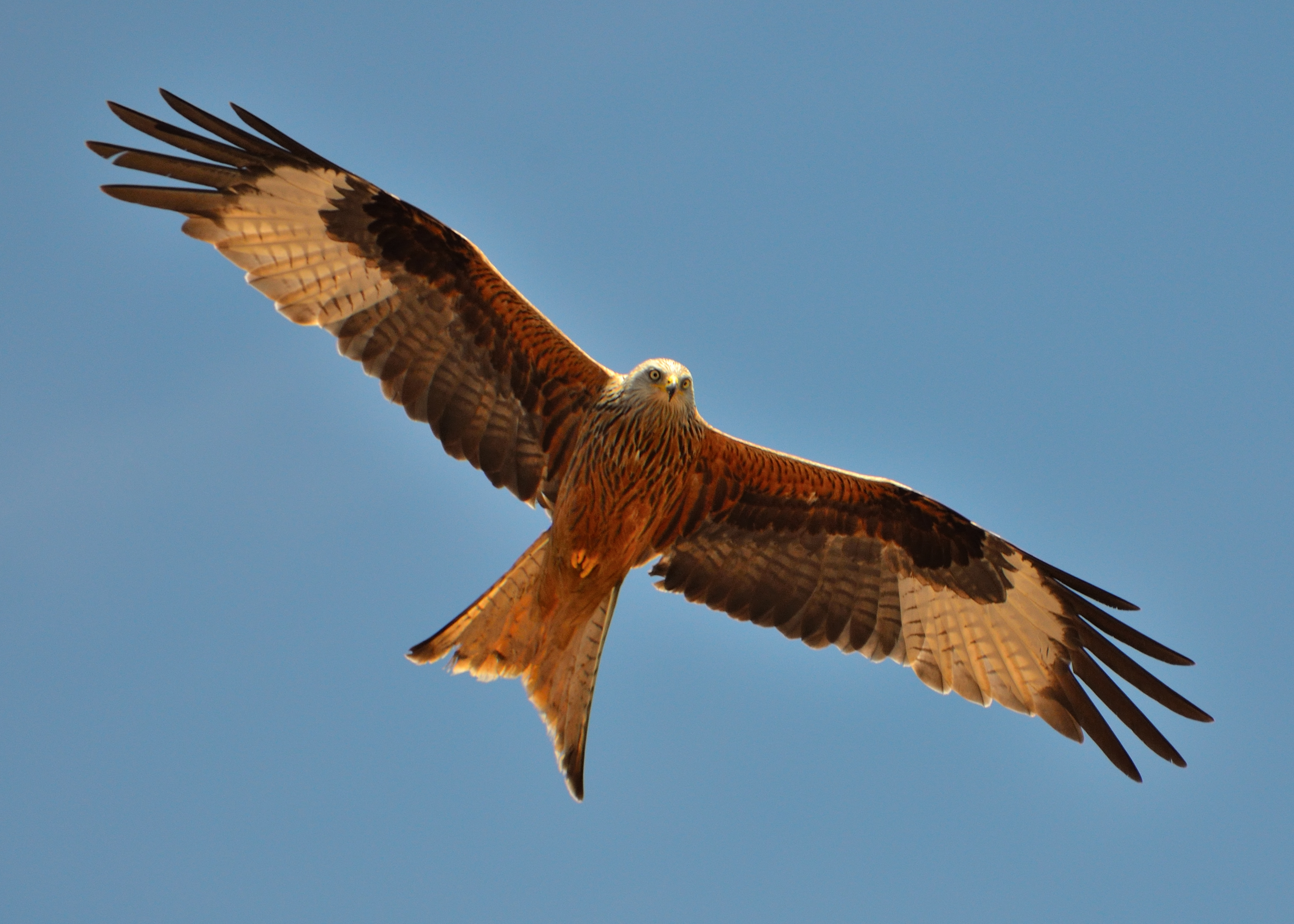
Milan royal.
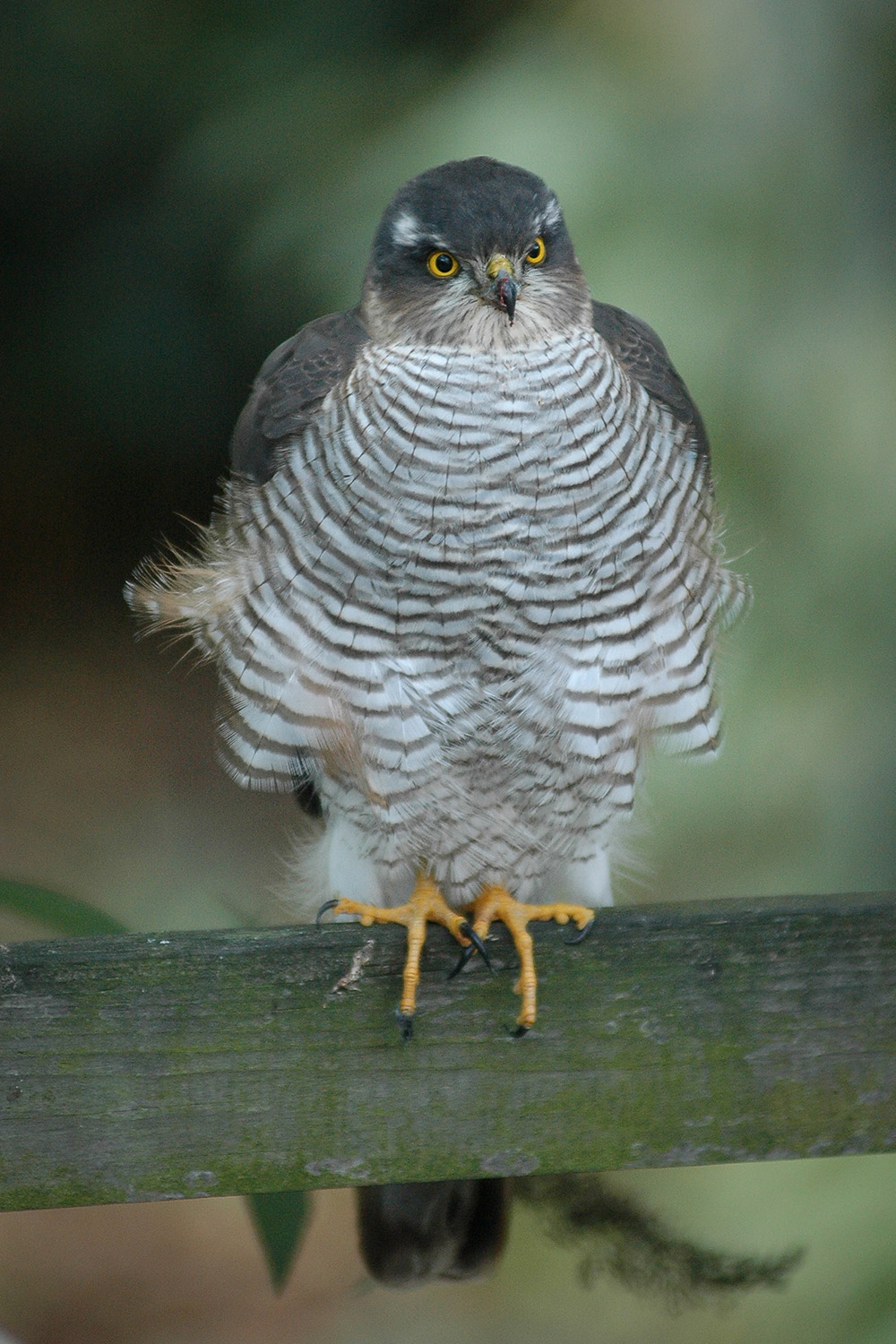
Épervier d'Europe.
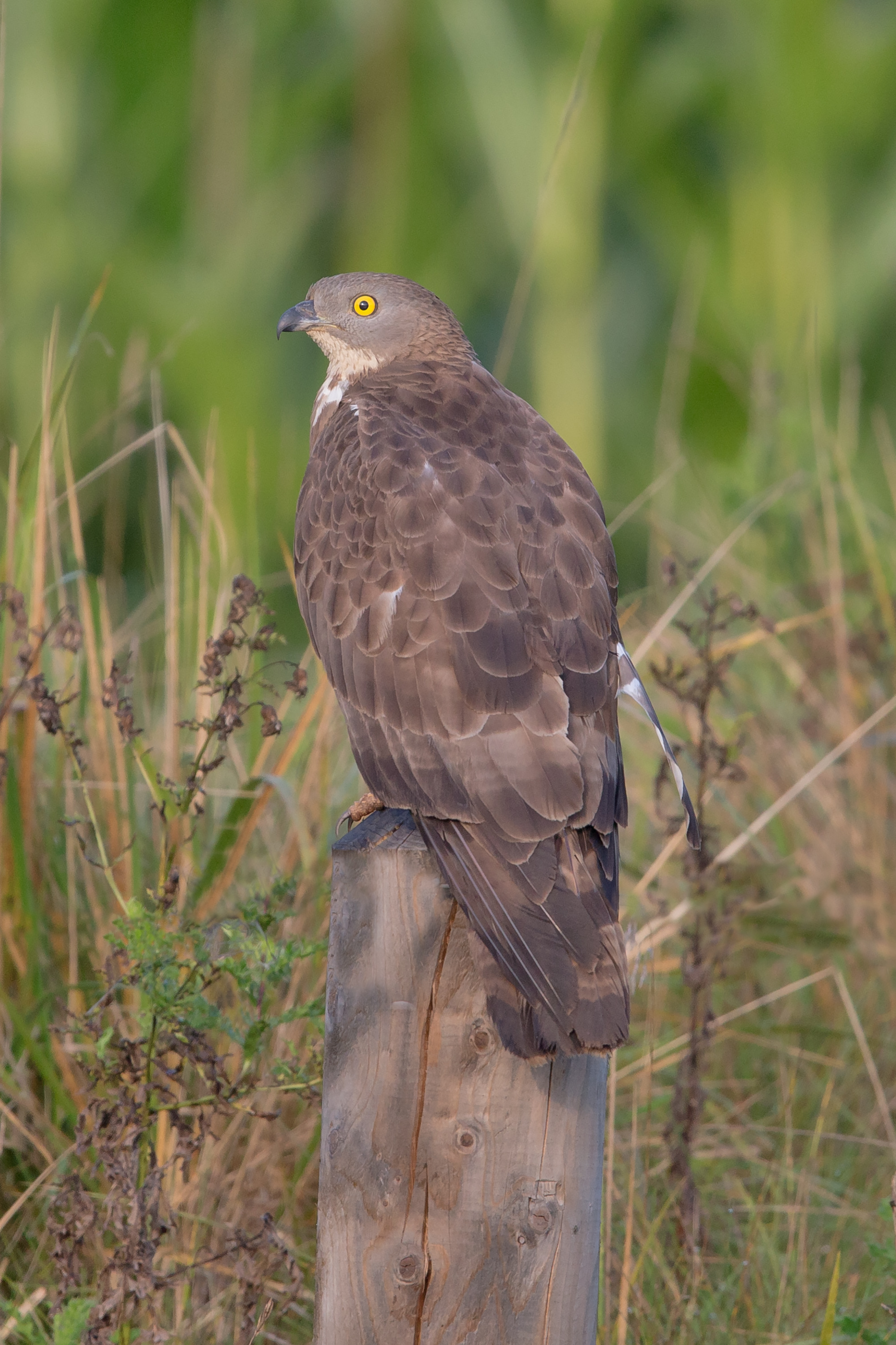
Bondrée apivore.
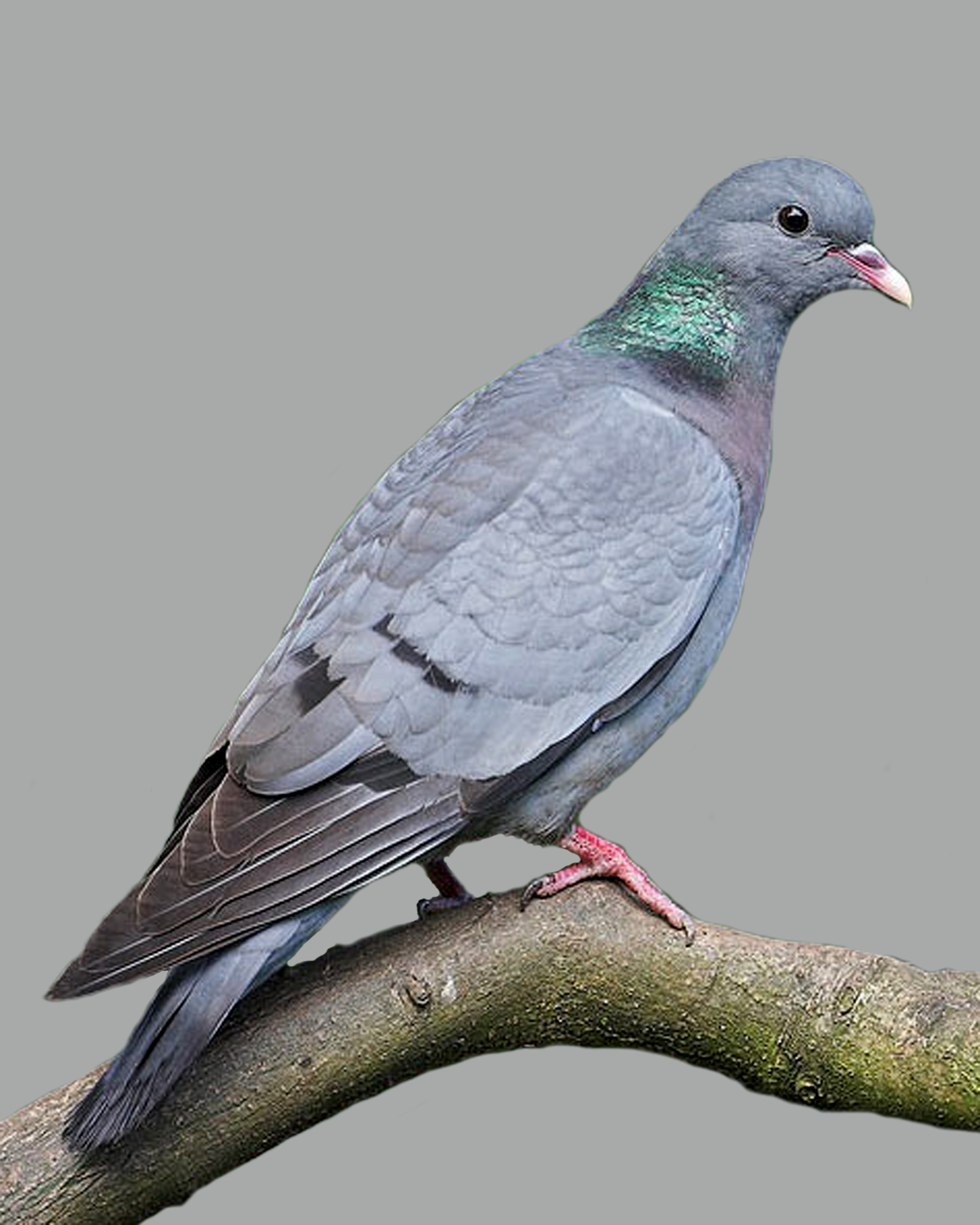
Pigeon colombin.
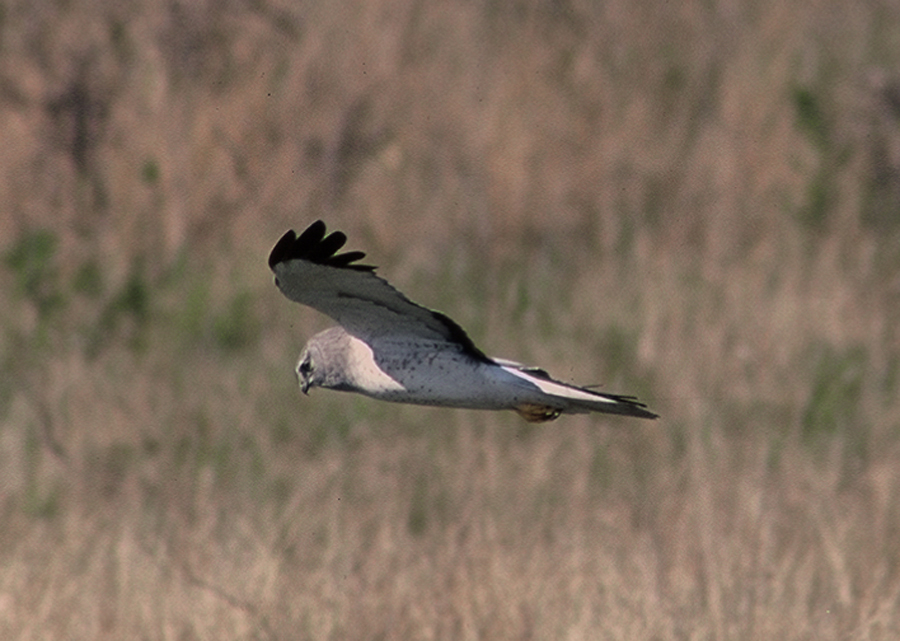
Busard Saint-Martin.
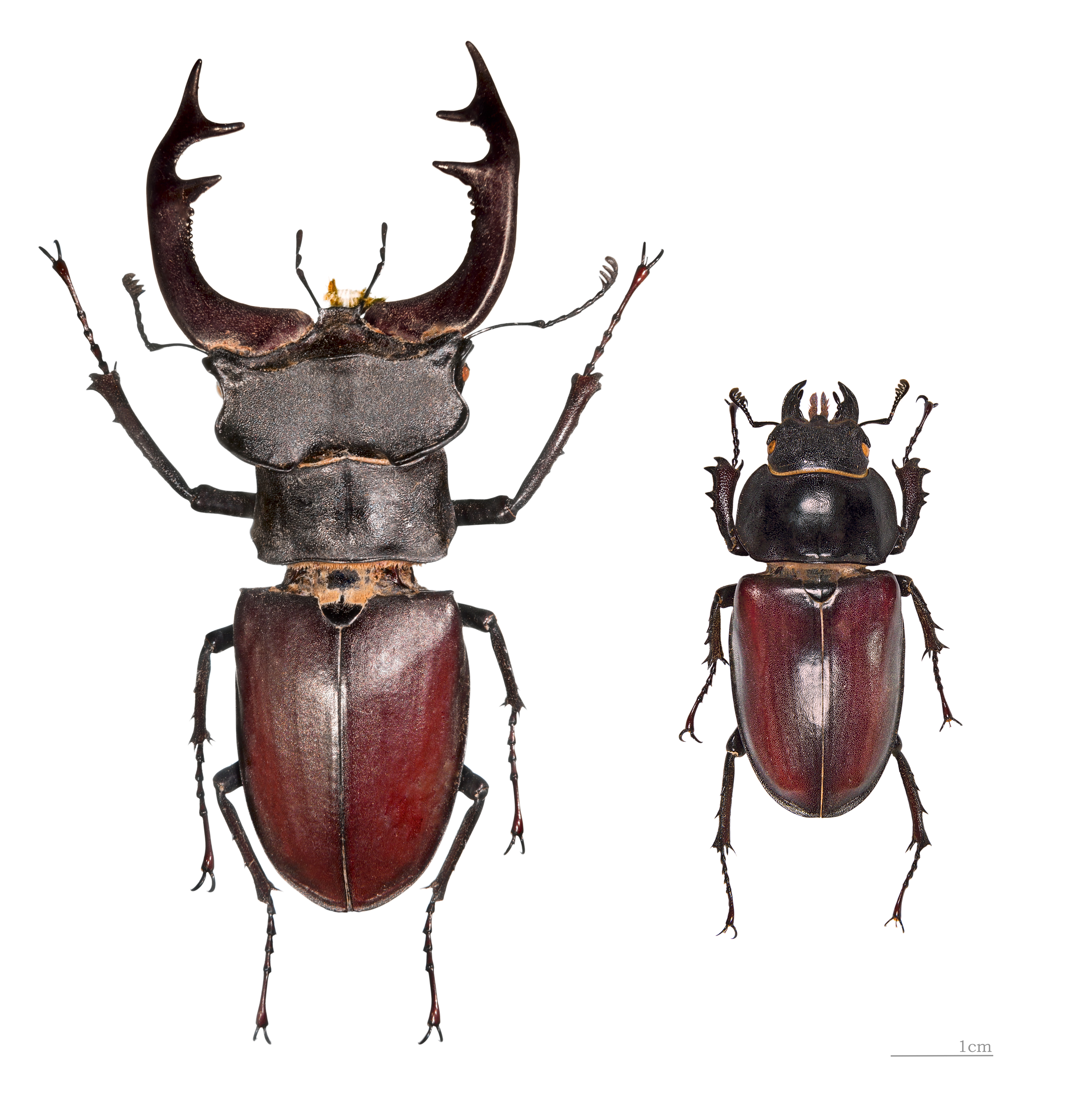
Lucane cerf-volant.

La « vallée du Rognon depuis sa source jusqu'à la confluence avec la Marne » est aussi une grande ZNIEFF de type 2 qui s'étend sur 2 385 hectares et 21 communes, dont Doulaincourt-Saucourt. Il s'agit d'un vaste ensemble très caractéristique des rivières rapides des plateaux jurassiques haut-marnais. Elle renferme trois ZNIEFF de type I dont une entièrement sur la commune, la « partie aval de la vallée du Rognon », d'une superficie de près de 930 hectares, et la zone la plus intéressante de la ZNIEFF II avec une végétation remarquable. La flore comprend des espèces rares ou protégées : l'aconit napel protégé en Champagne-Ardenne, la renoncule aquatique, le groseillier à cassis, inscrits sur la liste rouge régionale, ou encore l'orme lisse, la sous-espèce dentata de la cardamine des prés (nouvelle pour la région), la cardamine amère, la laîche paniculée, etc. Concernant la faune, 16 espèces de batraciens sont dénombrées, 24 espèces protégées d'oiseaux. Des chauve-souris protégées ont aussi été repérées : le grand murin et le vespertilion de Bechstein, protégés en France (depuis 1981) et en Europe (convention de Berne), inscrits sur les listes européennes (annexes II et IV de la Directive Habitats), dans le livre rouge de la faune menacée en France et sur la liste rouge des mammifères de Champagne-Ardenne.
Les poissons sont très caractéristiques des eaux claires peu polluées : truite sauvage, vandoise, vairon, loche franche, ainsi que le brochet et l'ombre commun (excellent indicateur de la qualité des eaux) inscrits dans le livre rouge de la faune menacée en France, le chabot et la petite lamproie (directive Habitats). La rivière est en très bon état et parmi les plus représentatives du département (secteur de référence du schéma départemental piscicole avec une pression de pêche encore assez faible, un réempoissonnement négligeable et la présence de nombreuses zones de frai, en particulier pour les truites et le brochet),.

Spécimens de l'aquafaune de la partie aval du Rognon.
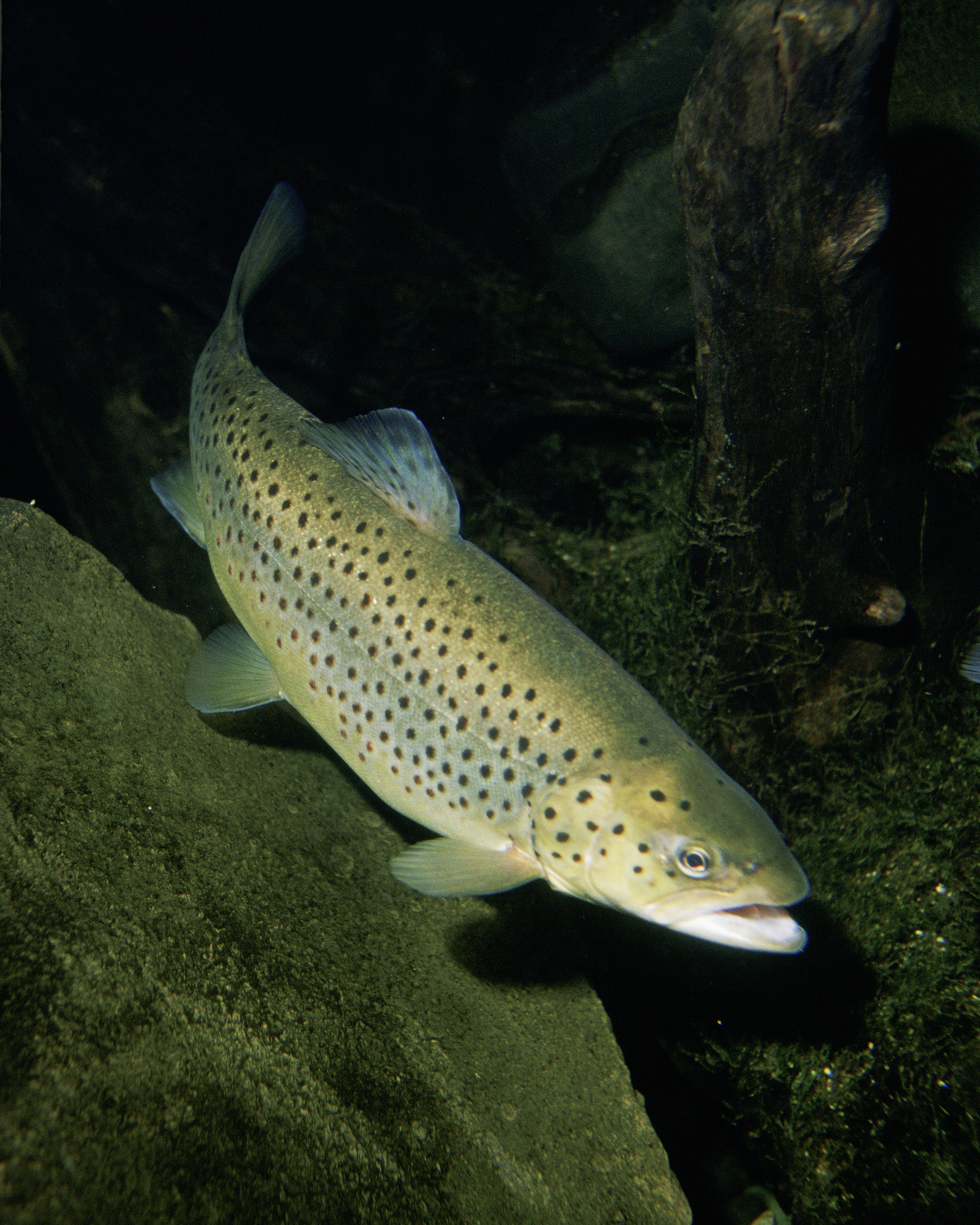
Truite sauvage.
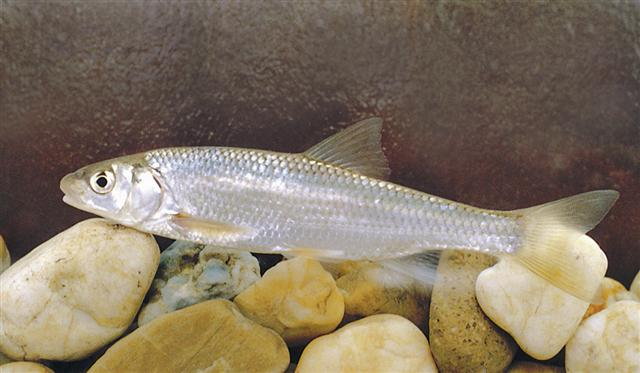
Vandoise.
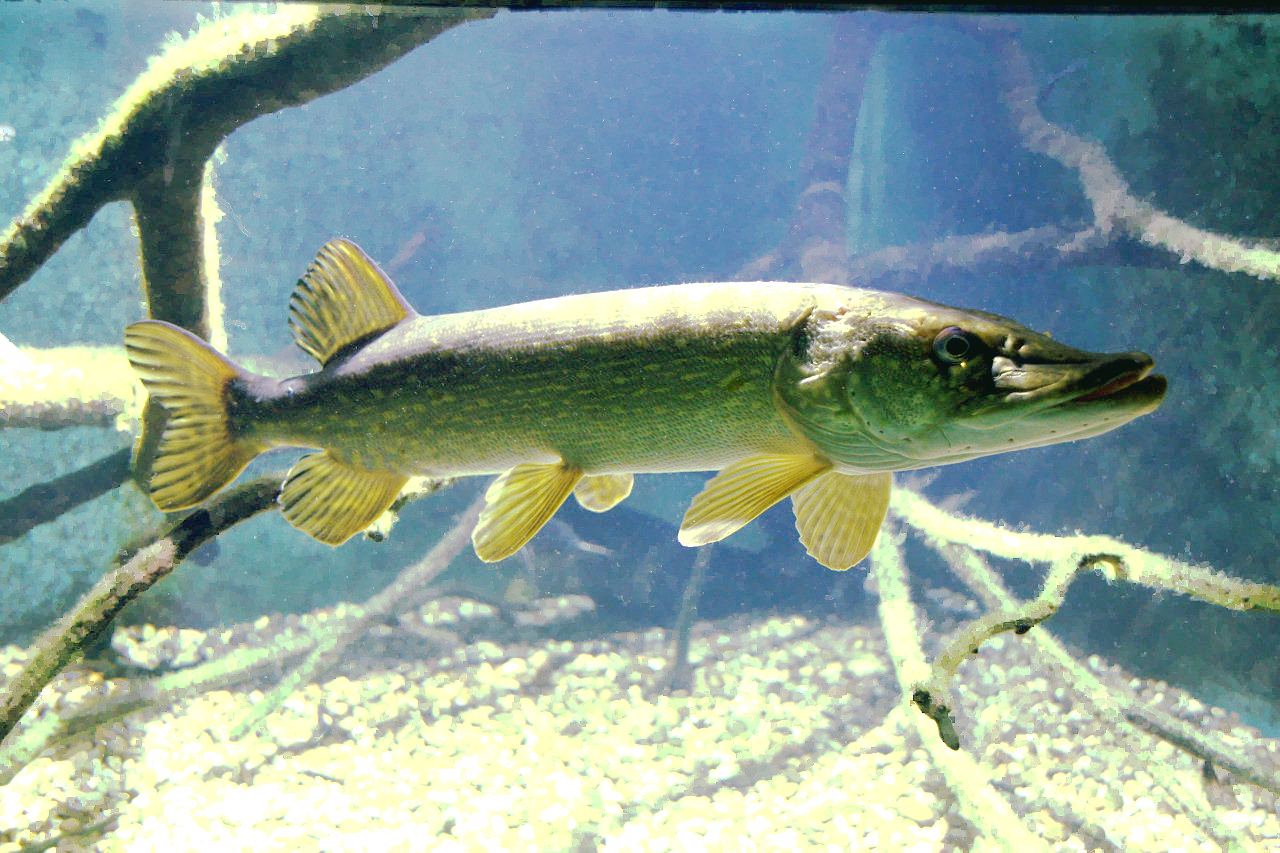
Brochet.
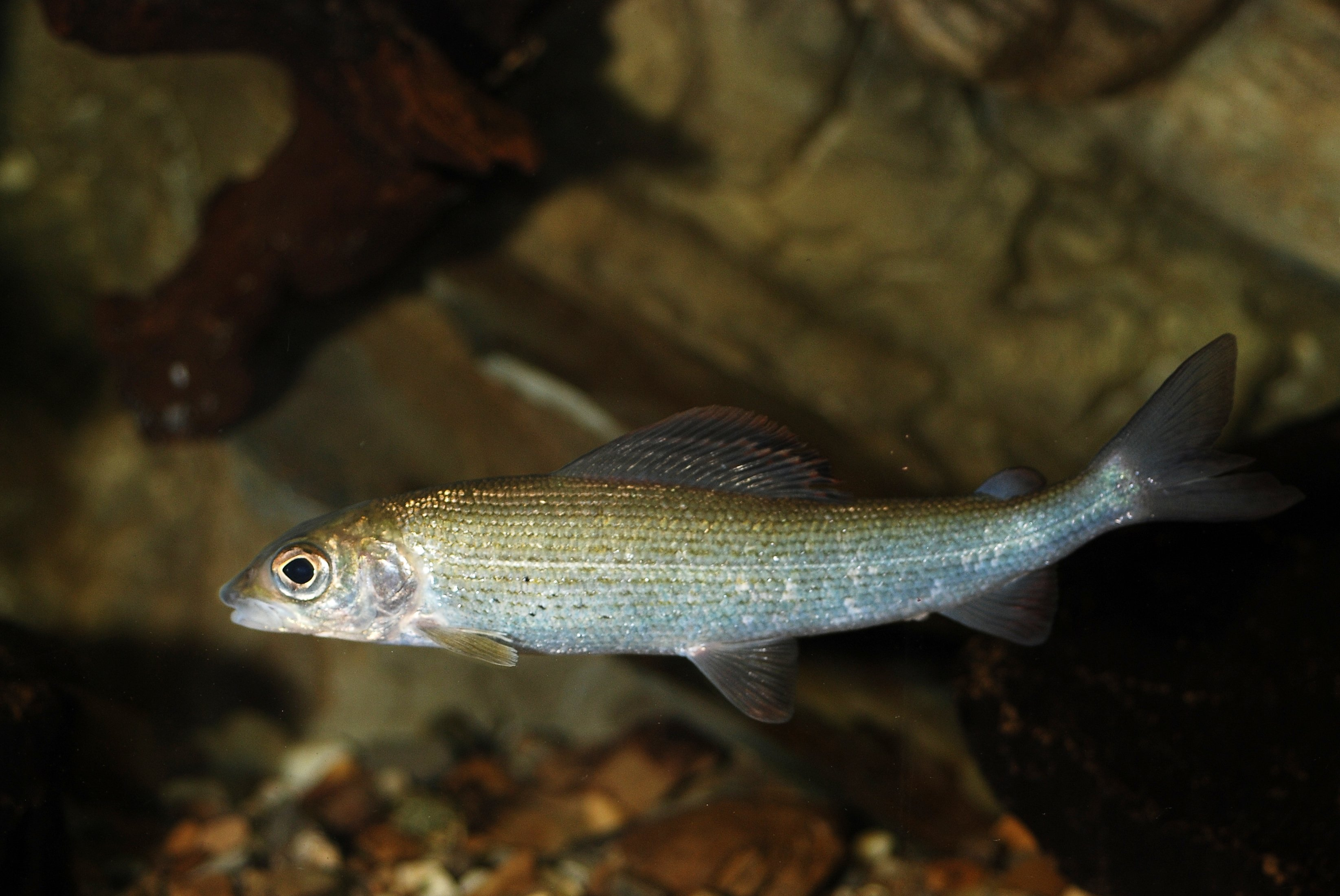
Ombre commun.
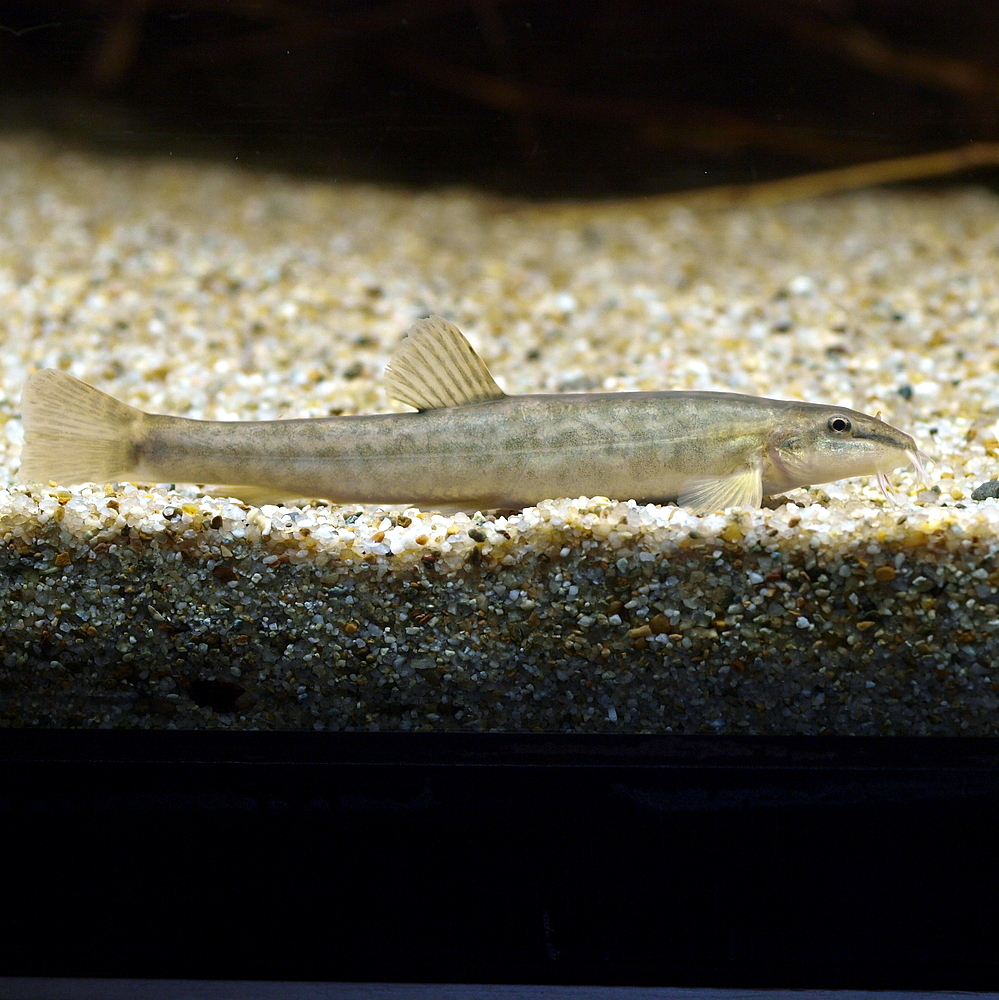
Loche franche.
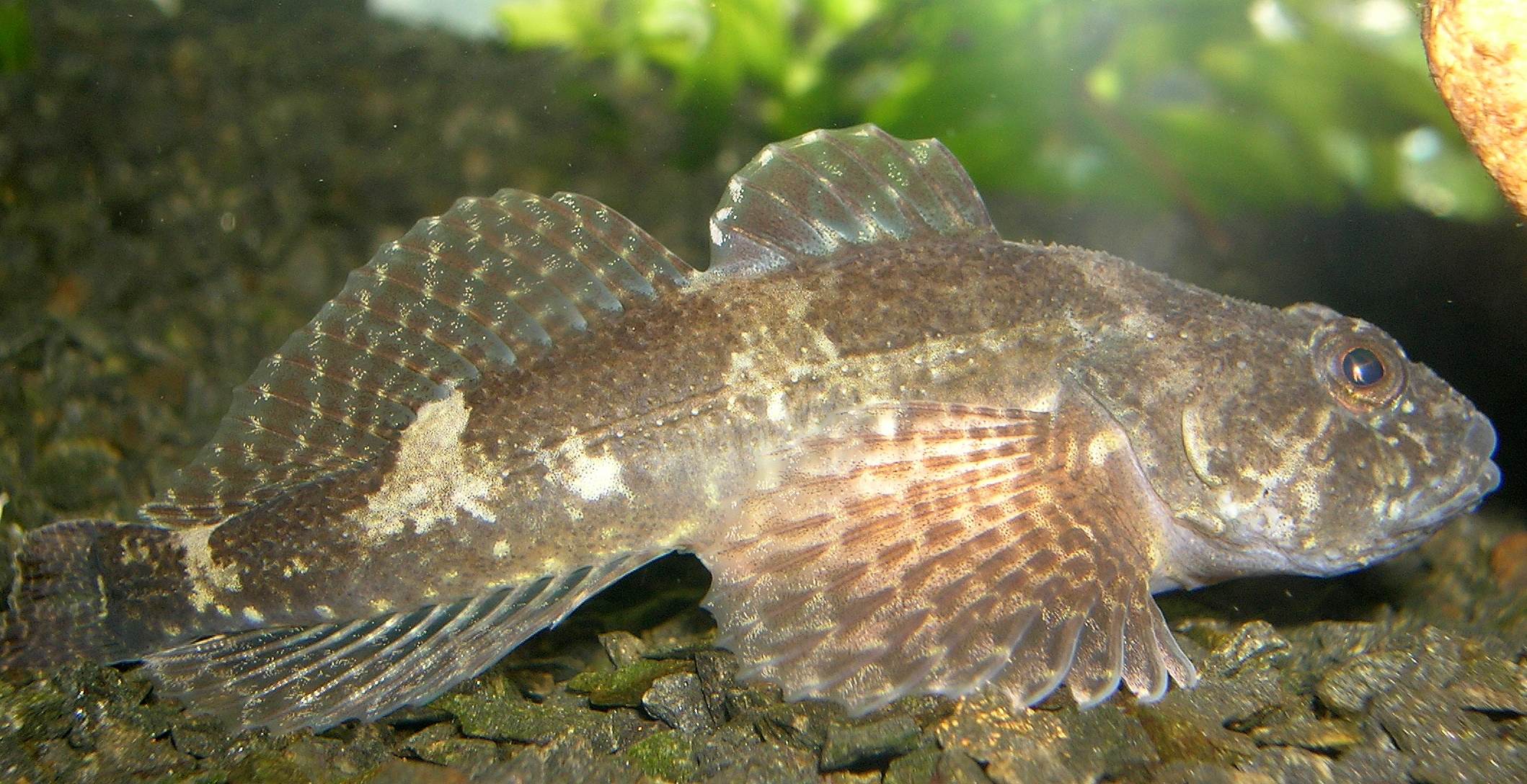
Chabot commun.

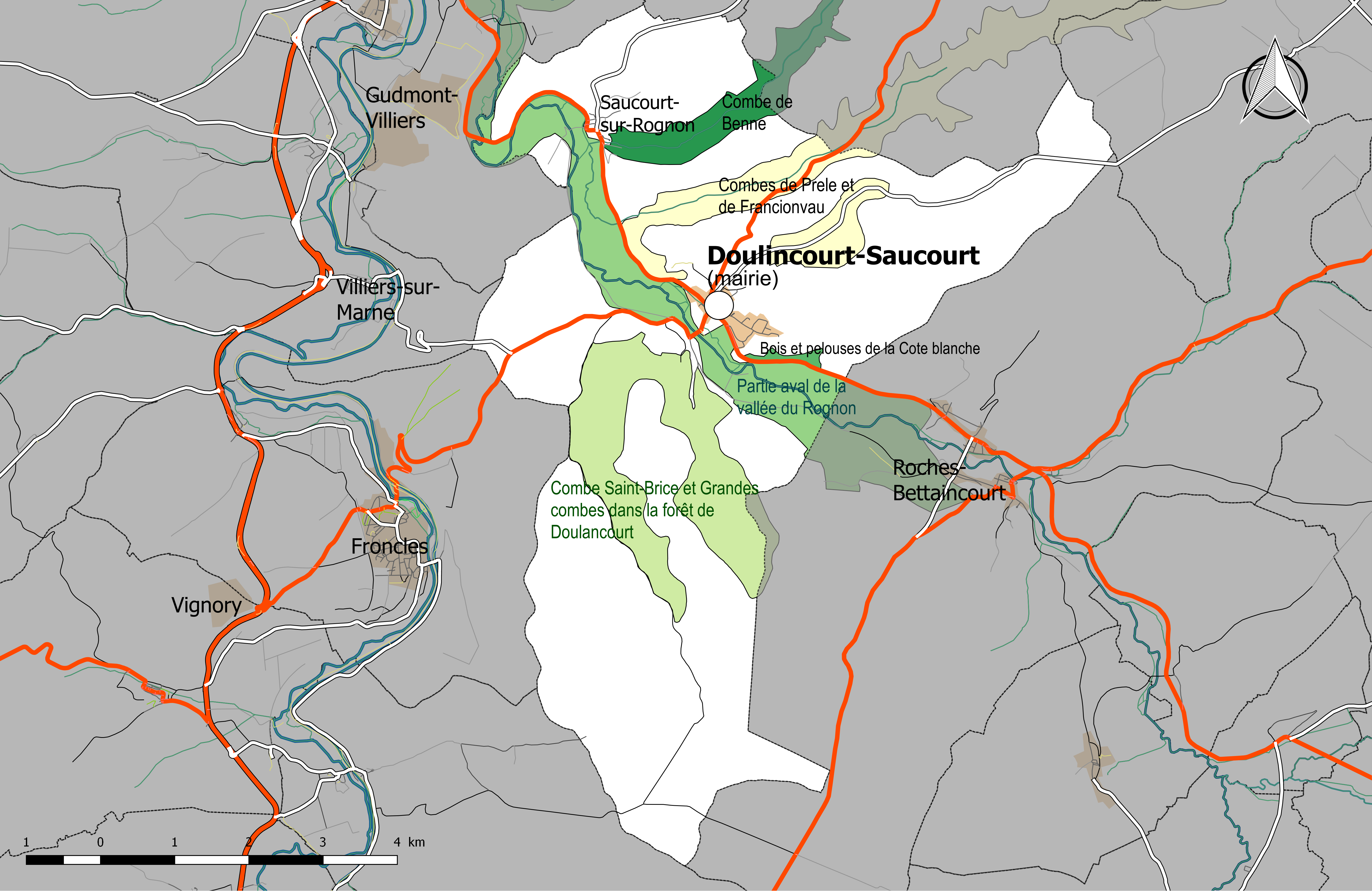
ZNIEFF de type 1 concernant la commune de Doulaincourt-Saucourt.

La ZNIEFF « combes de Prêle et de Francionvau, de Doulaincourt à Domremy-Landeville » est constituée de deux étroits et longs vallons qui entaillent profondément le plateau calcaire, présentant un intérêt paysager certain. Elle abrite une flore protégée comme le sabot de Vénus (orchidée d'origine boréale, très rare en plaine où elle se réfugie dans les secteurs les plus froids), protégé sur tout le territoire national, inscrit à l'annexe II de la directive Habitats et proche ici de sa limite d'aire de répartition. Deux autres espèces sont protégées au niveau régional : le céphalanthère rouge et l'orobanche de la germandrée.
La ZNIEFF « combe Saint-Brice et grandes combes dans la forêt de Doulaincourt » abrite plus de quinze espèces protégées, rares au niveau régional ou départemental et en tout premier lieu le sabot de Vénus qui bénéficie d'une protection nationale (les stations de la Combe Saint-Brice sont les plus importantes de toute la Champagne-Ardenne). Sept espèces sont protégées au niveau régional : l'ibéride de Durande, le céphalanthère à grandes feuilles et le céphalanthère rouge, le crépis en rosette, le silène glaréeux, l'orobanche de la germandrée et la laîche pied d'oiseau.
La ZNIEFF « combe de Benne à Saucourt-sur-Rognon et Domremy-Landeville », de 201 ha, est localisée au niveau d'une étroite vallée (parcourue par un ruisseau temporaire qui se jette dans la rivière du Rognon) et comprend le vallon principal et ses vallons adjacents. Elle regroupe des forêts et au fond du vallon, des prairies et quelques milieux marécageux à hautes herbes.
La ZNIEFF « bois et pelouses de la Côte blanche à Doulaincourt » est située au sud-est de Doulaincourt sur un coteau escarpé, exposé au sud et surplombant la vallée du Rognon. Plusieurs espèces rares sont dénombrées : deux sont protégées au niveau régional, l'iberis de Durande et le silène glaréeux et sont inscrits sur la liste rouge des végétaux de Champagne-Ardenne, de même que le gaillet de Fleurot, le léontodon des éboulis et le ptychotis hétérophylle.
La commune a aménagé un petit arboretum dans la forêt, fléché et accessible de la route de Froncles.

Éléments représentatifs des différentes ZNIEFF.
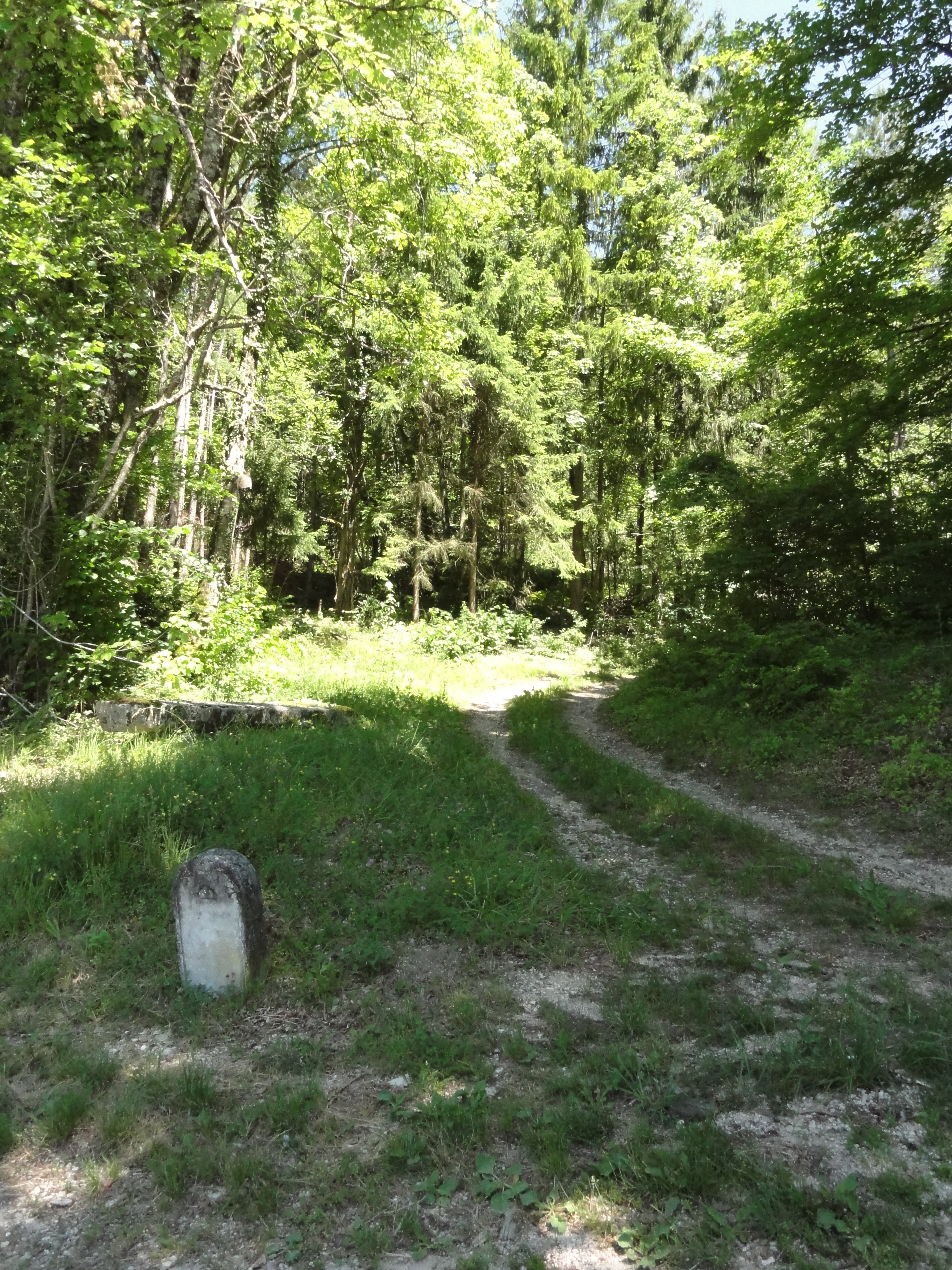
Chemin forestier à Doulaincourt.
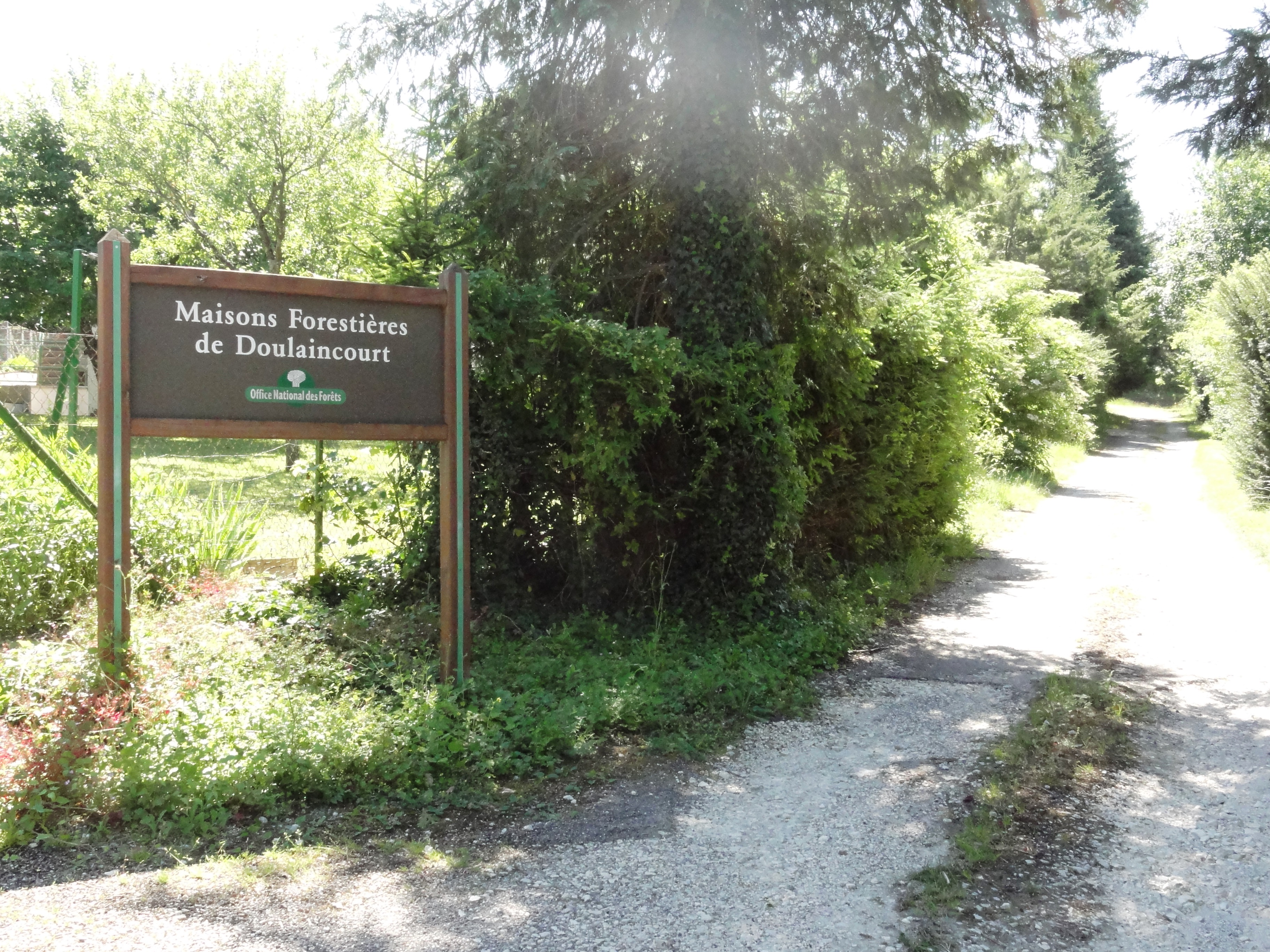
Doulaincourt, accès au maisons forestières, rue du Capitaine Chaudron.
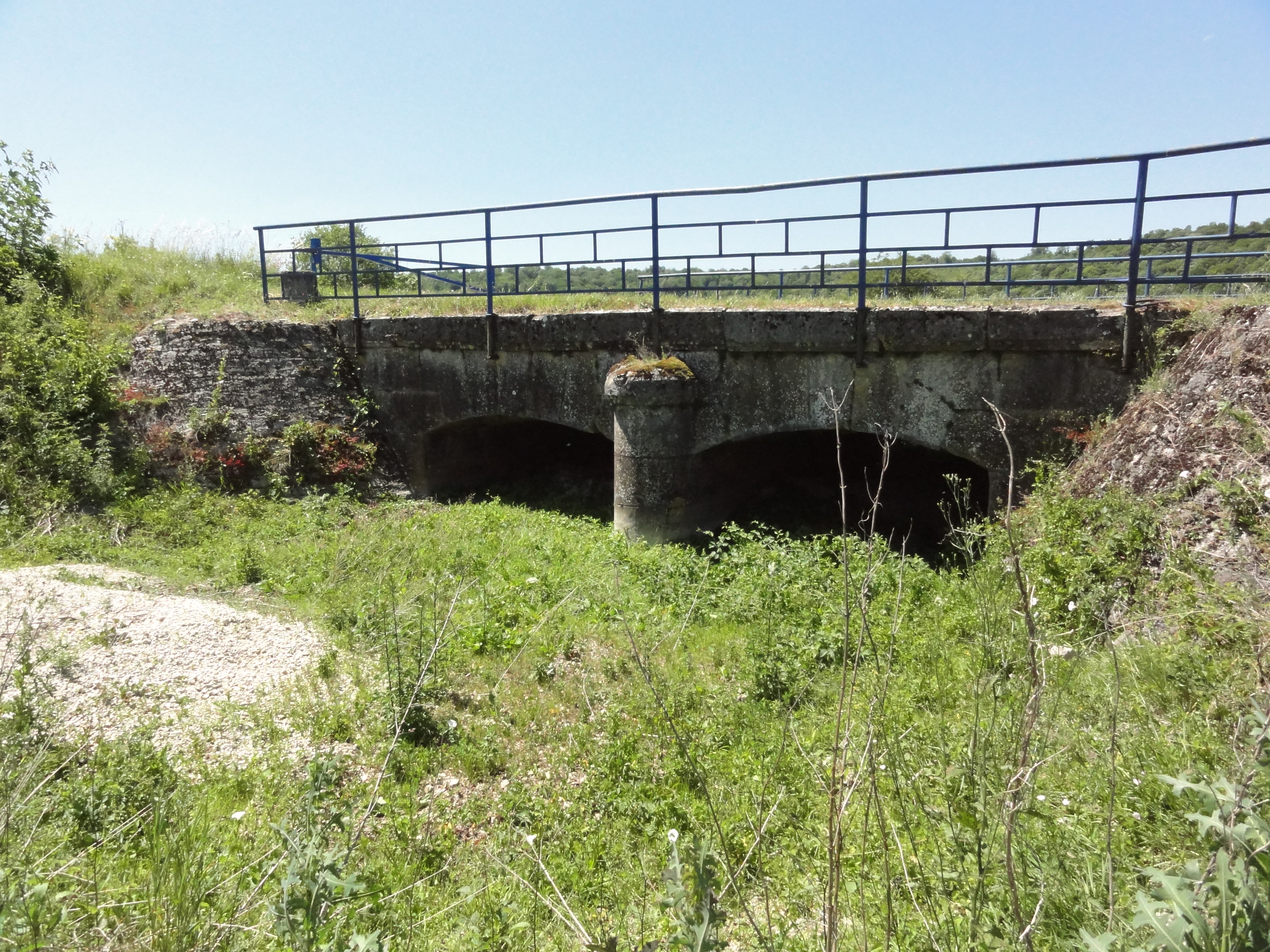
Entre Doulaincourt et Saucourt, pont de l'ancienne N67A sur la Combe de Presle.
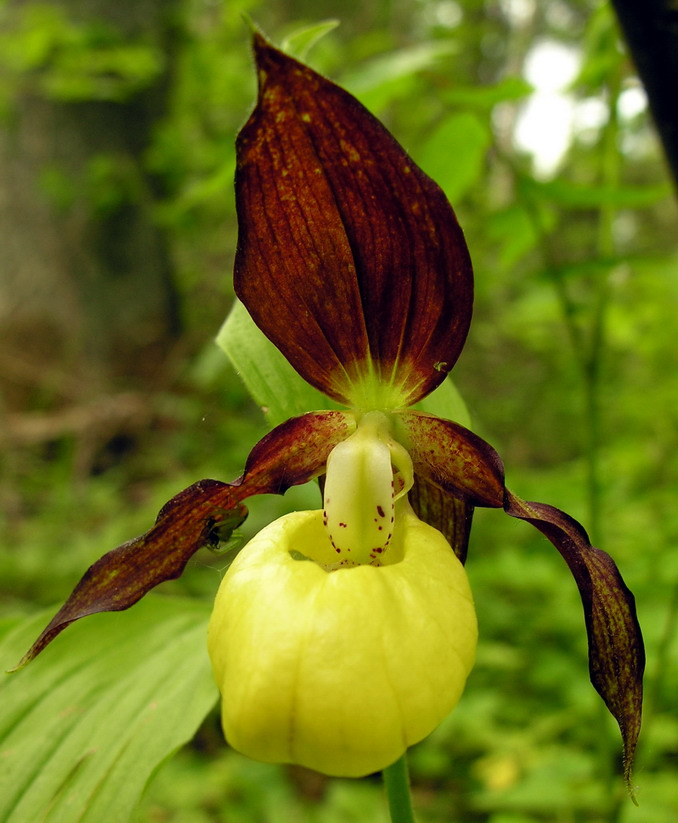
Cypripedium, sabot de Vénus.

## Urbanisme

### Typologie
Au 1er janvier 2024, Doulaincourt-Saucourt est catégorisée bourg rural, selon la nouvelle grille communale de densité à sept niveaux définie par l'Insee en 2022.
Elle est située hors unité urbaine et hors attraction des villes,.

### Occupation des sols
L'occupation des sols de la commune, telle qu'elle ressort de la base de données européenne d’occupation biophysique des sols Corine Land Cover (CLC), est marquée par l'importance des forêts et milieux semi-naturels (78,7 % en 2018), une proportion sensiblement équivalente à celle de 1990 (78,6 %). La répartition détaillée en 2018 est la suivante : 
forêts (77,2 %), terres arables (11,7 %), prairies (8,5 %), milieux à végétation arbustive et/ou herbacée (1,5 %), zones urbanisées (1 %). L'évolution de l’occupation des sols de la commune et de ses infrastructures peut être observée sur les différentes représentations cartographiques du territoire : la carte de Cassini (XVIIIe siècle), la carte d'état-major (1820-1866) et les cartes ou photos aériennes de l'IGN pour la période actuelle (1950 à aujourd'hui).

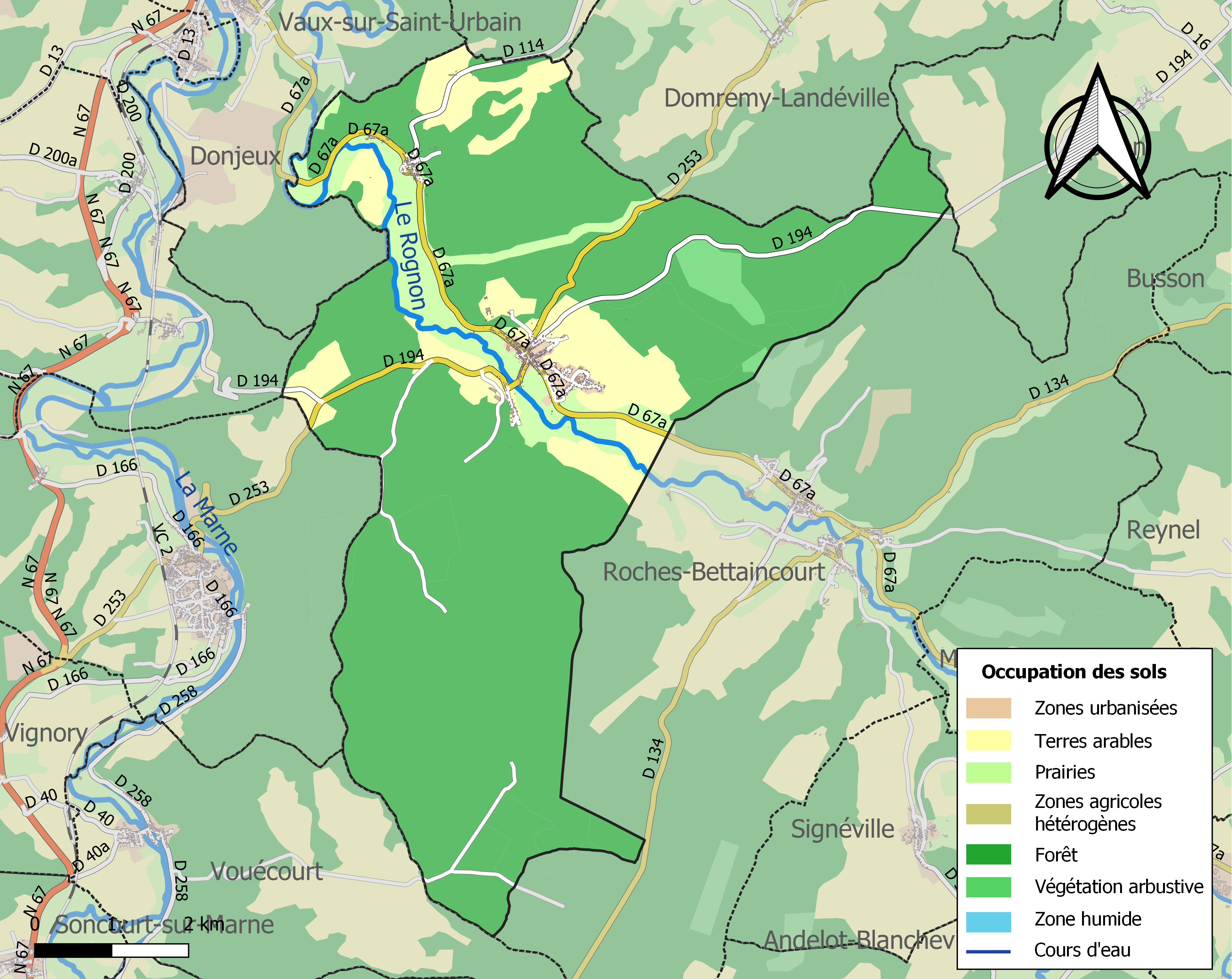
Carte des infrastructures et de l'occupation des sols de la commune en 2018 (CLC).

### Morphologie urbaine
Les habitations sont localisés dans les deux bourgs sur la rive droite du Rognon autour des biefs qui enjolivent les deux centres. La commune compte une trentaine de rues, places, impasses et chemins, dont plusieurs commémorent une personne relatée à l'histoire de la commune. Sur le territoire de la commune se trouvent un grand nombre de lieux-dits, mais pas de hameau.
À Doulaincourt, la cité TEP pour les ouvriers de l'usine TEP (« Treuils et Palans ») a été créée en 1930, le lotissement de la rue du Capitaine Chaudron (maisons) a été réalisé dans les années 1960, suivi par le lotissement Combe Gechenot (appartements) après 1988.
Autour de ces deux lotissements s'est développée par la suite une concentration de bâtiments d'usage public : gendarmerie et centre de secours (caserne de sapeurs-pompiers), collège, écoles (2011) et crèche, pôle médical et pharmacie (2013-2015).
À Saucourt, le lotissement Benne (maisons) a été créé vers 1987.

Vues panoramiques des villages.
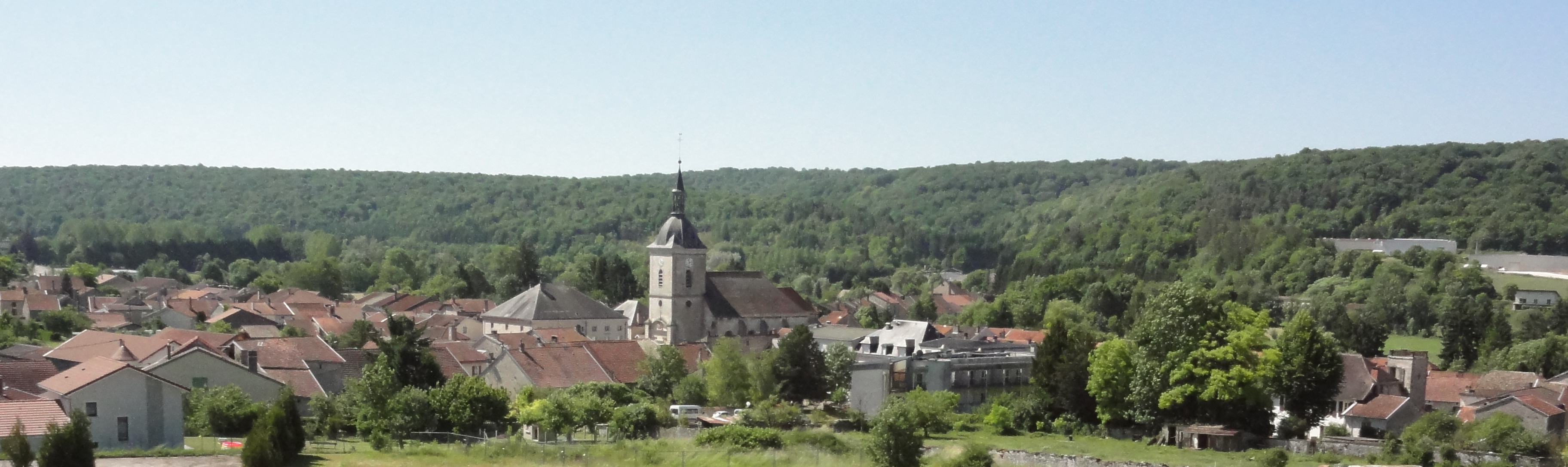
Doulaincourt.
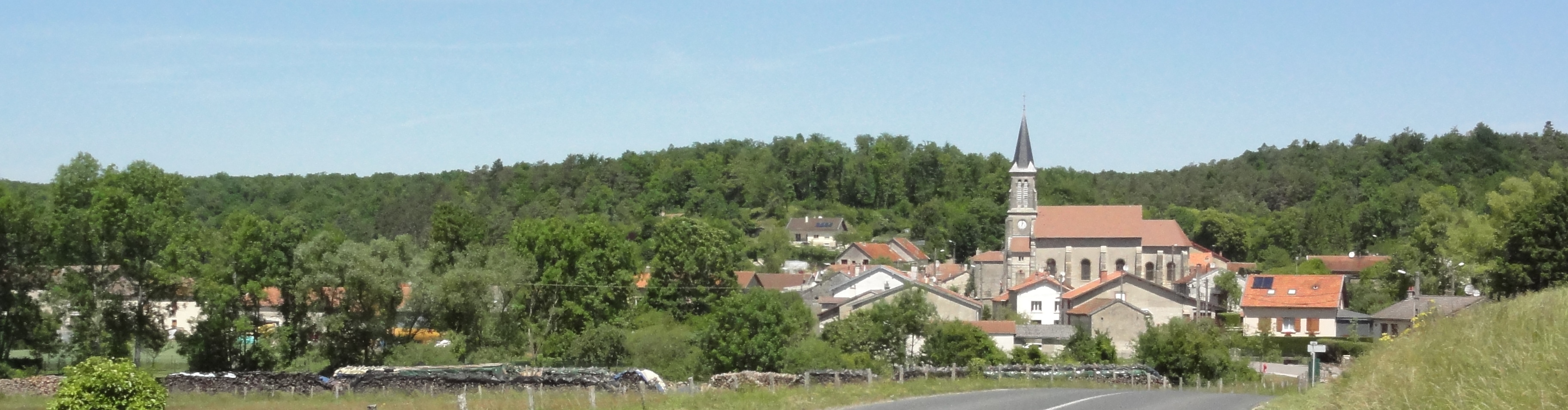
Saucourt-sur-Rognon.

### Logement
En 2013, le nombre total de logements dans la commune était de 507, alors qu'il était de 504 en 2008. Parmi ces logements, 74,4 % étaient des résidences principales, 10,3 % des résidences secondaires et 15,4 % des logements vacants.

### Planification
Le plan local d'urbanisme (PLU) de la commune est approuvé le 24 août 2012, et est en cours de révision en 2017.
En 2015, la Haute-Marne est le seul département de France sans périmètre de Schéma de cohérence territoriale (SCoT) arrêté. En l'absence de SCoT, les communes dotées d’un document d’urbanisme, comme Doulaincourt-Saucourt, ne peuvent plus, lors d'une procédure d’évolution de leur PLU, ouvrir de nouvelles zones à l'urbanisation. Afin d'élaborer ce document de planification un syndicat mixte fermé qui prend la dénomination de « Syndicat mixte du Pays de Chaumont » est créé le 1er janvier 2016. Il regroupe les établissements publics de coopération intercommunale (EPCI) suivants : la Communauté de communes des trois forêts, l’Agglomération de Chaumont et la Communauté de communes Meuse Rognon, dont fait partie la commune de Doulaincourt-Saucourt. Ce SCoT constituera un des trois SCot de la Haute-Marne, avec le SCot de Langres et de SCot du Nord Haute-Marne.

### Projets d'aménagement
Les projets d'aménagement pour les années 2015-2018 concernent notamment :
- la sécurisation de l'entrée sud de Doulaincourt (aménagement de la D 67A) et l'accès au pôle médical et au stade ;
- l'enfouissement du réseau d'éclairage public.

### Voies de communication et transports

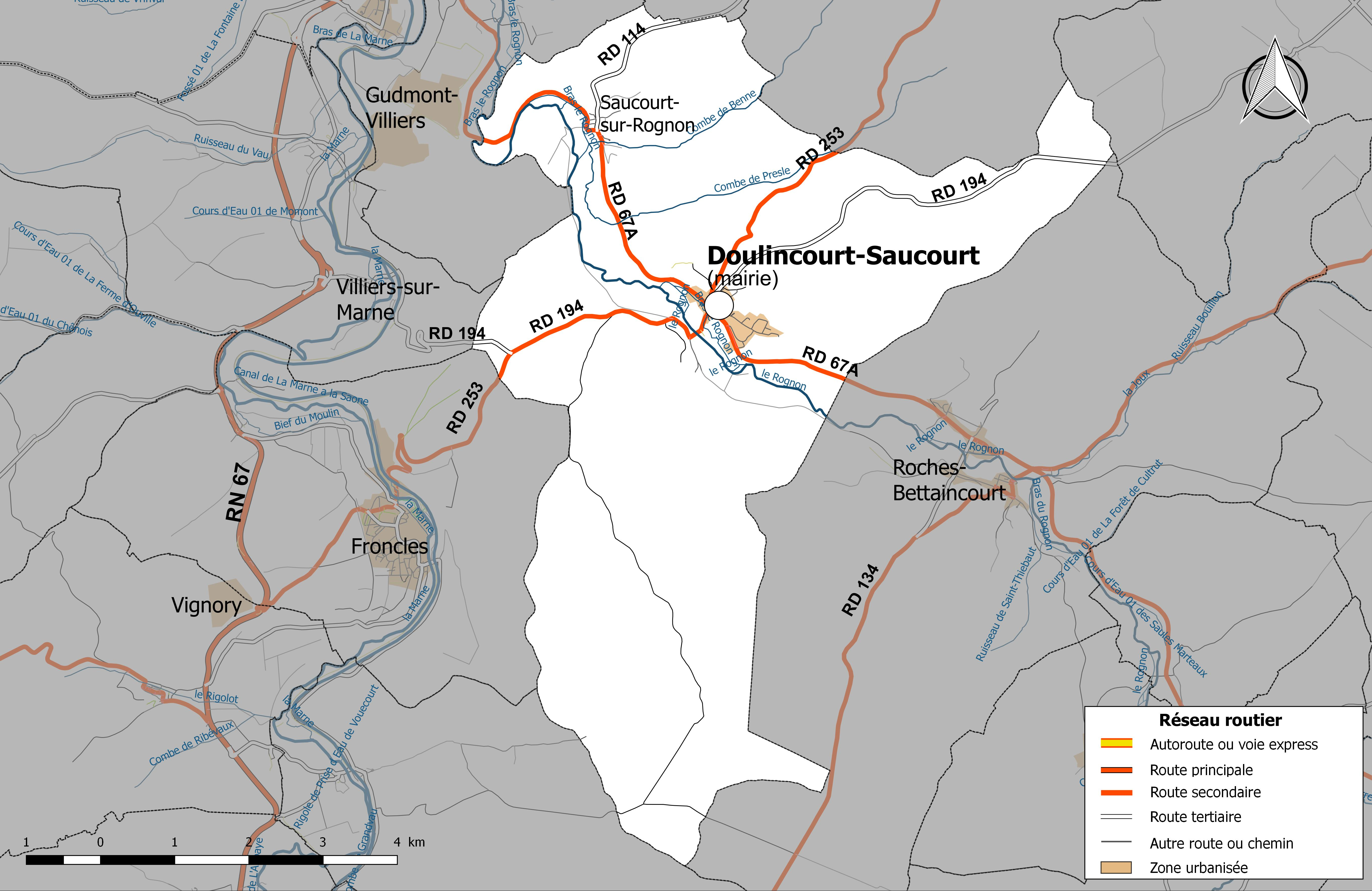
Réseau routier principal de la commune de Doulaincourt-Saucourt.

#### Routes
La commune est traversée par quatre routes départementales (les RD 67a, RD 194, RD 253 et RD 114) et différentes voies communales.
La route départementale D67a, reliant Donjeux à Rimaucourt, passant par les bourgs de Saucourt-sur-Rognon et de Doulaincourt, a connu dans son histoire plusieurs dénominations et domanialités et donc plusieurs gestionnaires. Elle est d'abord classée dans le réseau routier départemental sous la dénomination R.D. No 8 entre 1813 et 1883. En 1836, la loi Thiers-Montalivet donne pour la première fois son statut à la voirie rurale en distinguant les grandes communications et les chemins vicinaux. La route de Donjeux à Rimaucourt, supportant un trafic conséquent pour l'époque, apparaît ainsi route à grande communication GC8bis dans la nomenclature de 1883. Devant l'état très dégradé du réseau routier au lendemain de la Première Guerre mondiale et l'explosion de l'industrie automobile, l'État, constatant l'incapacité des collectivités territoriales à remettre en état le réseau routier pour répondre aux attentes des usagers, décide d'en prendre en charge une partie. L'article 146 de la loi de finances du 16 avril 1930 prévoit ainsi le classement d'une longueur de l'ordre de 40 000 kilomètres de routes départementales dans le domaine public routier national,. C'est dans ce cadre que la GC8bis est classée dans le domaine public routier national par décret du 4 décembre 1930 sous la nomenclature RN67a, annexe de la route N67 reliant Saint-Dizier à Chaumont. Un mouvement inverse est opéré dans la politique routière française en 1973 où l’État déclasse près de 53 000 km de routes nationales. La N67a est alors déclassée le 1er janvier 1973 en route départementale D67A par arrêté interministériel du 14 novembre 1972.
Les trois autres routes départementales sont des routes à faible trafic : la D194 de Gudmont-Villiers à Épizon, la D253 de Froncles à Domremy-Landéville et la D114 reliant Saucourt à la D427 (anciennement RN427) via Thonnance-les-Moulins.

Routes de la commune de Doulaincourt-Saucourt.
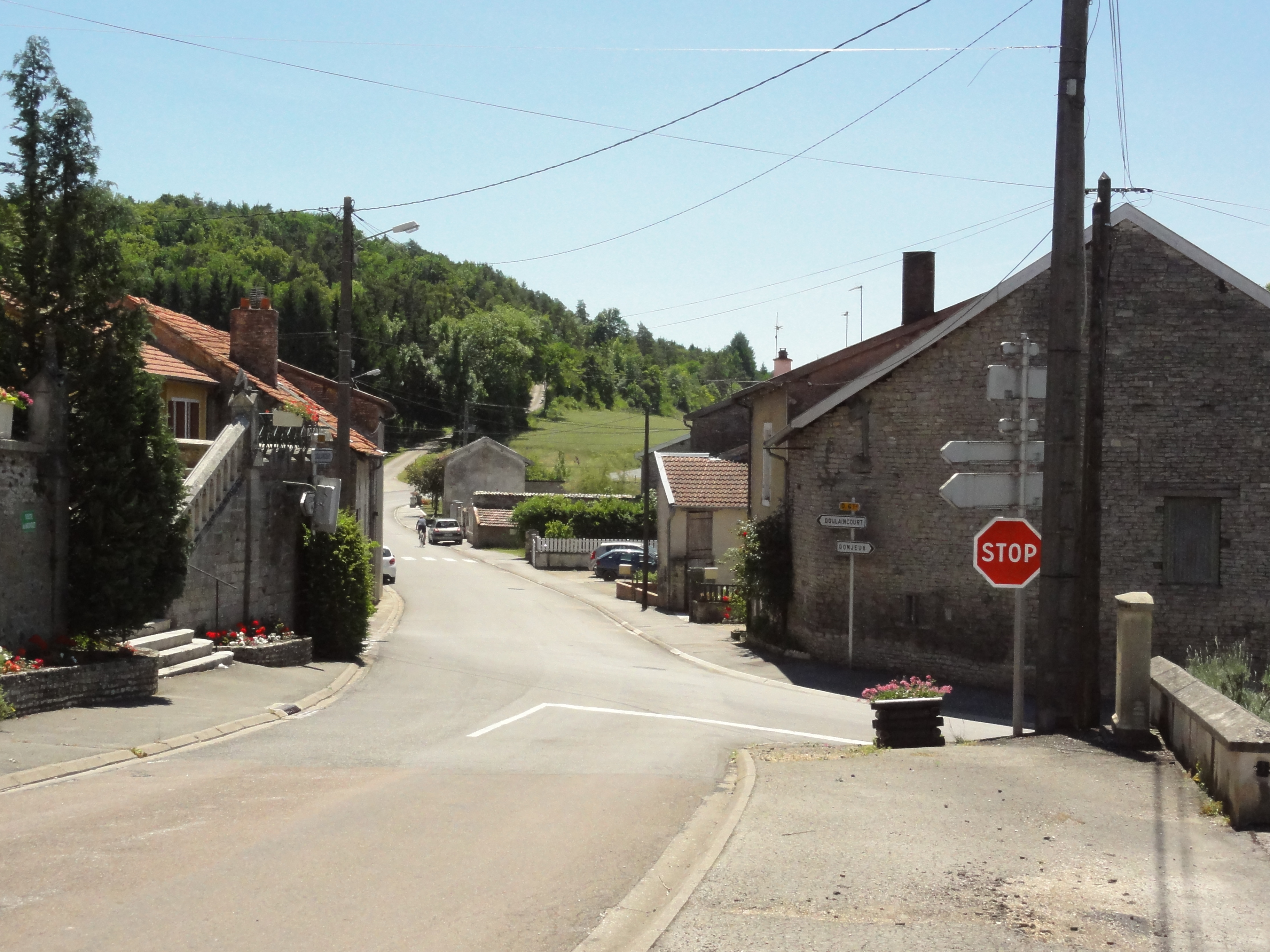
Saucourt-sur-Rognon, carrefour D 114 - D 67a.
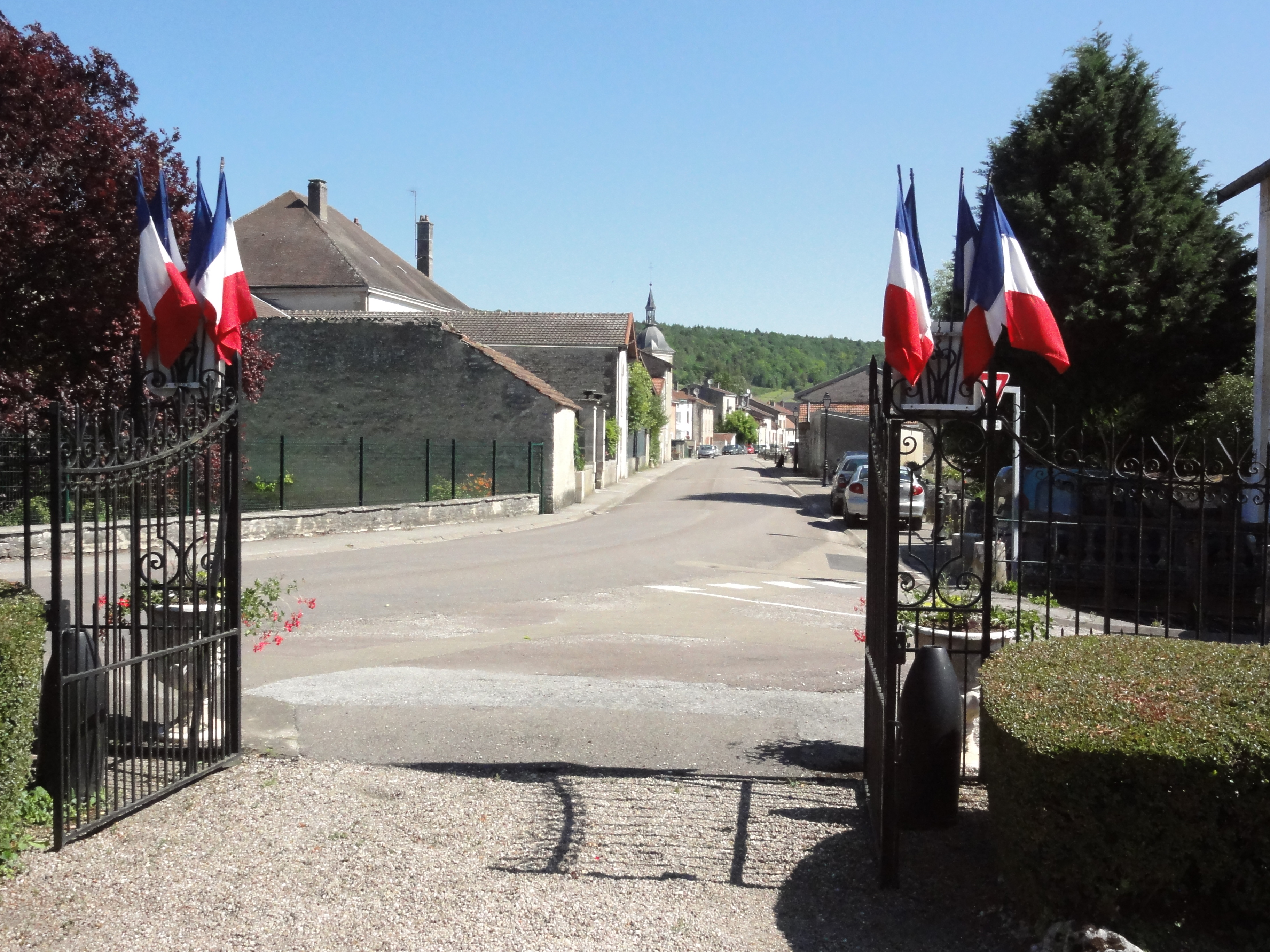
Doulaincourt, avenue du Maréchal de Lattre de Tassigny, tracé commun à la D 194 et la D 253.
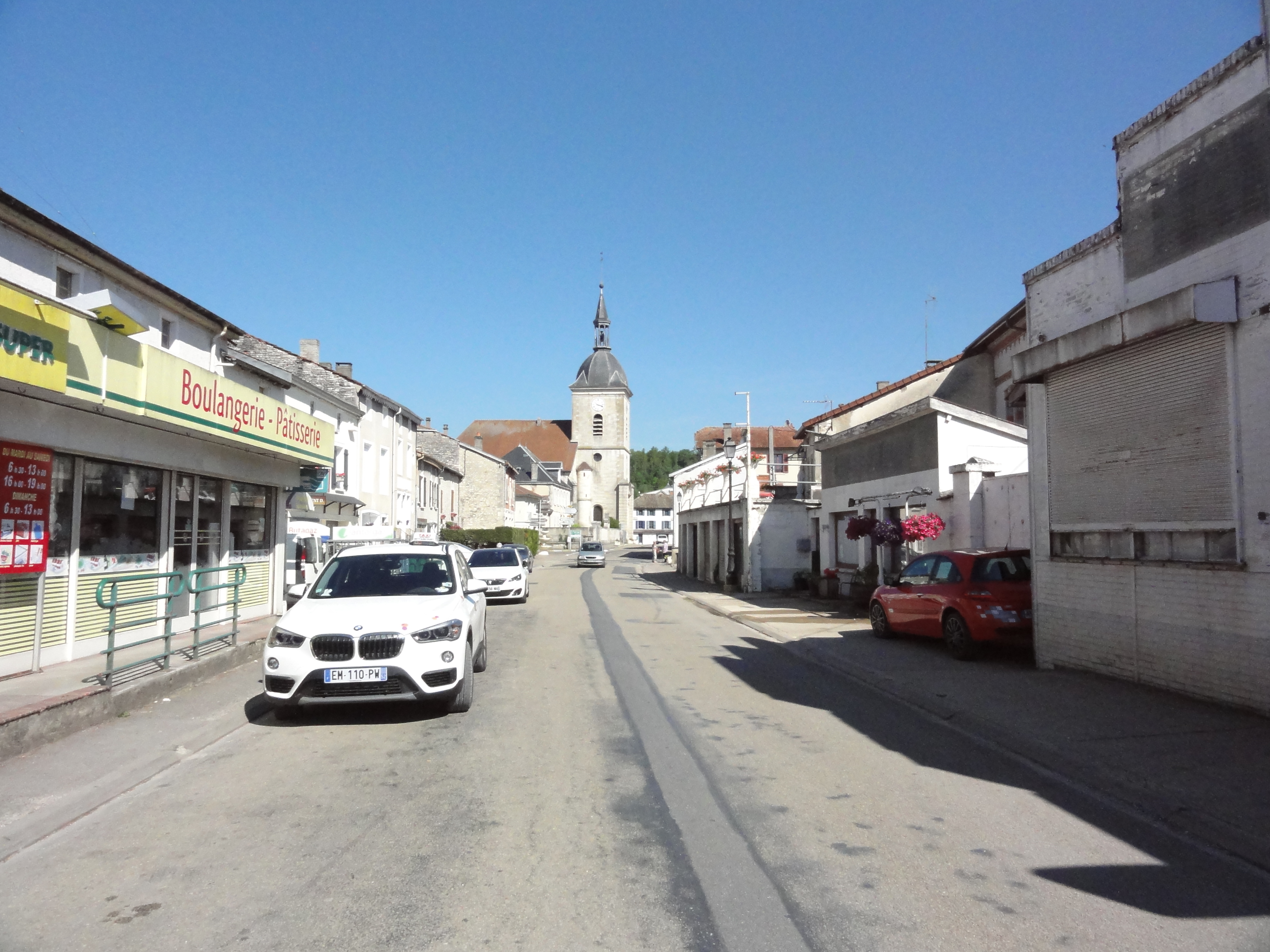
Doulaincourt, rue Général Philippe Leclerc, tracé de la D 67a.
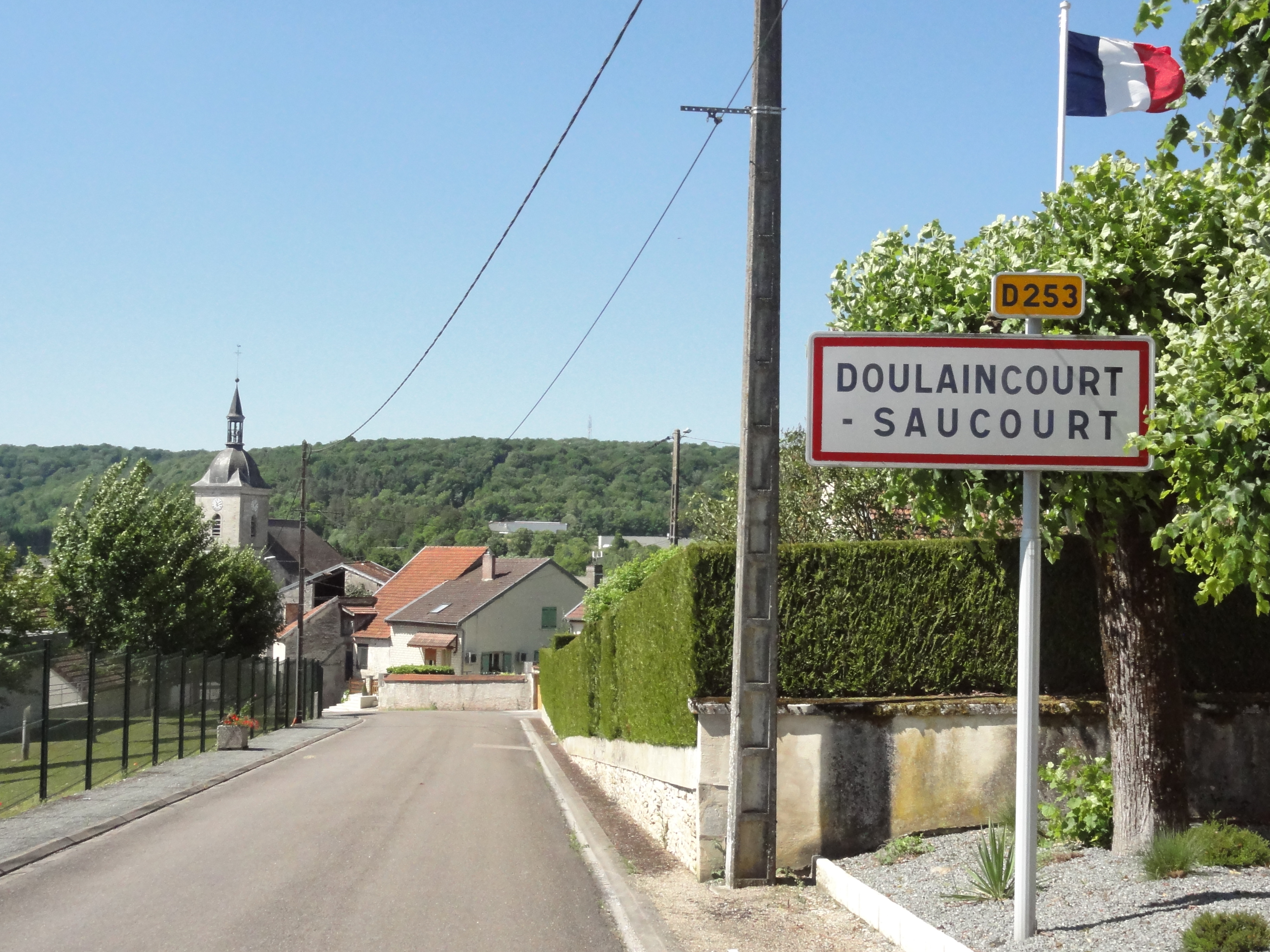
D 253, panneau d'agglomération Doulaincourt-Saucourt.
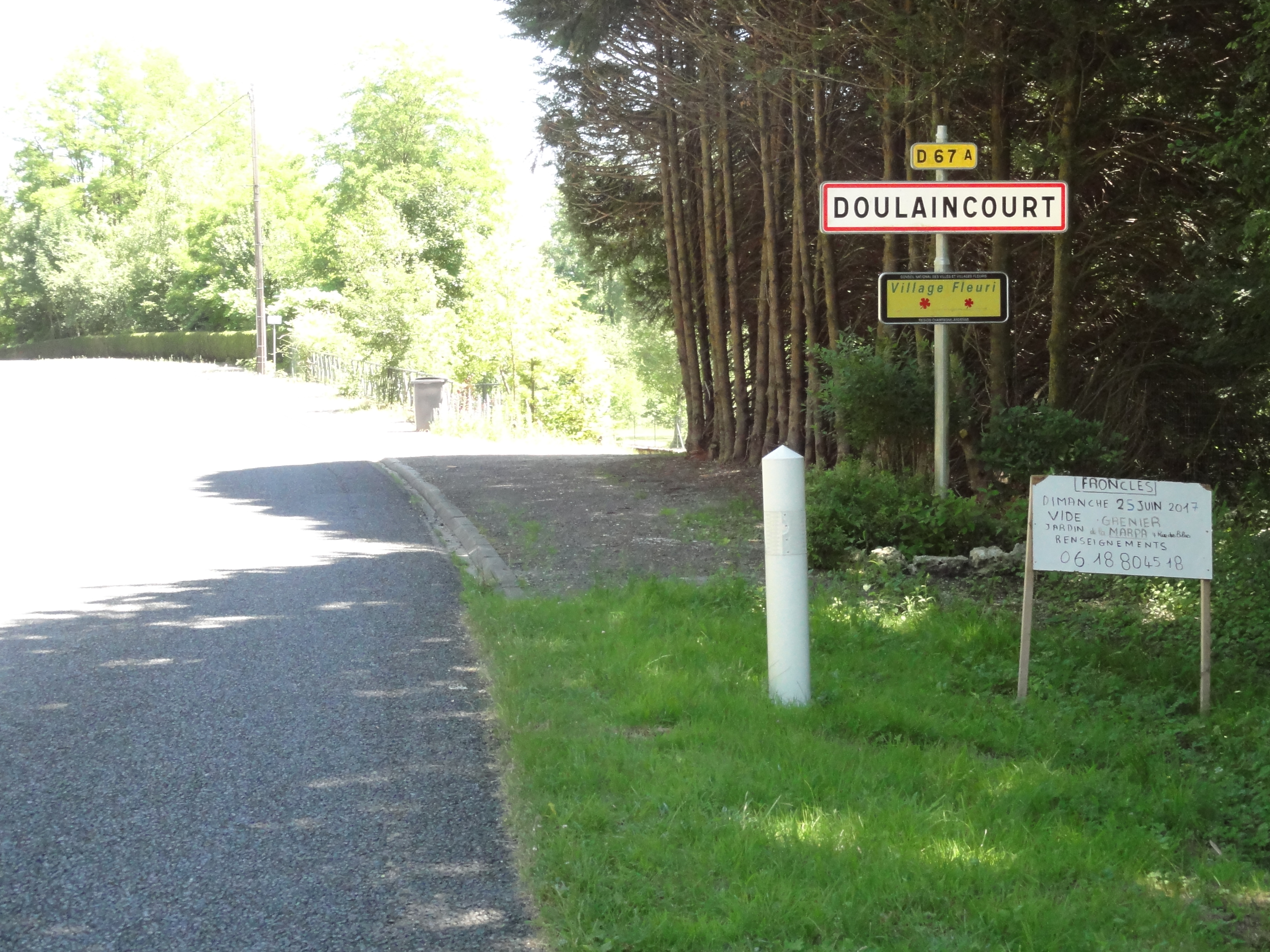
D 67a, panneau d'entrée de Doulaincourt, venant de Saucourt-sur-Rognon.
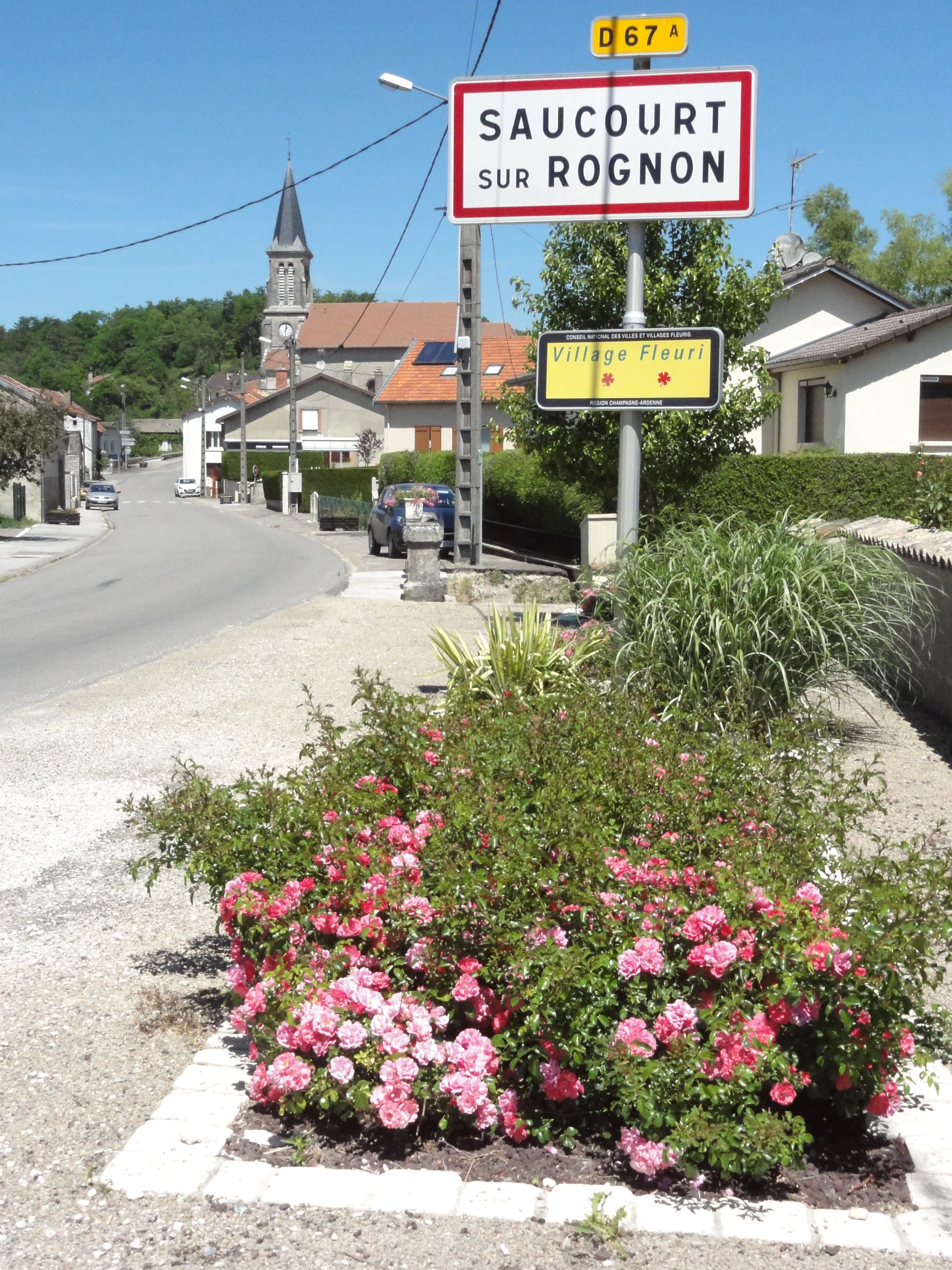
D 67a, panneau d'entrée de Saucourt-sur-Rognon, venant de Doulaincourt.

#### Transports en commun

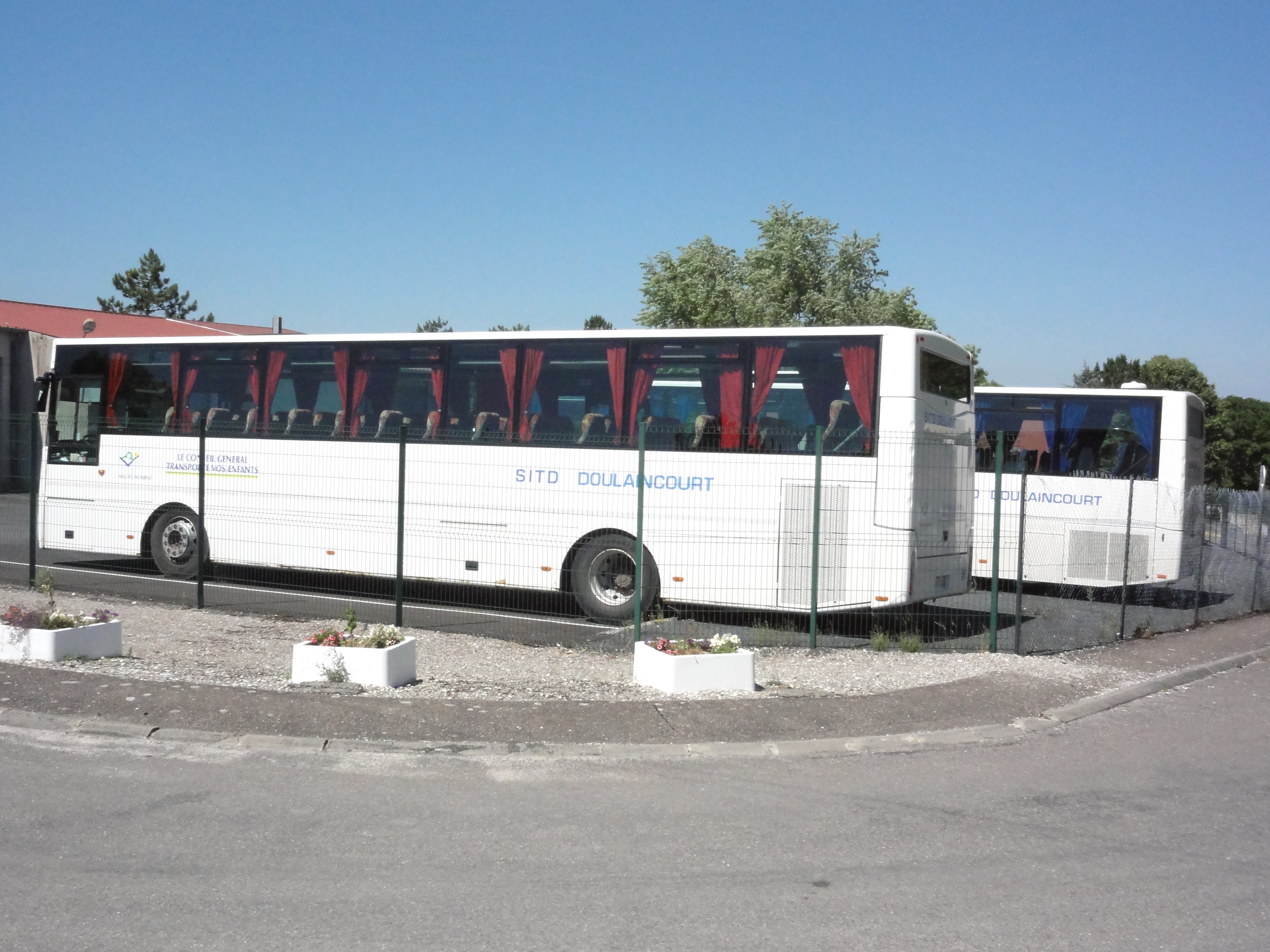
Cars scolaires du SITD Doulaincourt.

La commune est desservie par la ligne régulière de transports routiers Roches-Joinville, un service géré par le syndicat mixte intercommunal des transports de Doulaincourt (SITD), sous l'autorité organisatrice jusqu'en 2016 du conseil départemental de la Haute-Marne. Depuis le 1er janvier 2017 et consécutivement à la loi NOTRe du 7 août 2015, la région est la nouvelle autorité organisatrice de l’intégralité des mobilités interurbaines en matière de transports. En lieu et place du Département de la Haute-Marne, la région Grand-Est est donc désormais compétente pour tous les services de transports non urbains, réguliers ou à la demande. Dans un premier temps, dans un souci de continuité du service rendu aux usagers, l'organisation existante (et donc le SIT Doulaincourt) est maintenue. Une réorganisation sera amorcée progressivement en 2018.
La gare ferroviaire la plus proche est la gare de Joinville à 17 km (Ligne de Blesme - Haussignémont à Chaumont. La gare de Chaumont est à 35 km et la Gare de Neufchâteau à 44 km.
Les grands aéroports parisiens sont à environ 300 km.

### Risques majeurs
La commune de Doulaincourt-Saucourt est vulnérable aux risques majeurs suivants : le risque inondation, le risque tempête et grains (vent) et le risque sismique,.
Le risque inondation dans la commune résulte principalement du débordement, lent ou rapide, du Rognon et accessoirement de celui de ses affluents. Un atlas des zones inondables de la vallée du Rognon a été établi afin d'orienter les maires des communes concernées en matière d’urbanisme et d’aménagement. Doulaincourt-Saucourt est classée en aléa fort. Aucun Plan de prévention du risque inondation (PPRI) n'a toutefois été prescrit. Entre 1982 et 2017, cinq arrêtés ministériels portant reconnaissance de catastrophe naturelle ont été pris pour le territoire de la commune pour inondations et coulées de boue.
Concernant le risque sismique, la commune est classée en zone de sismicité « très faible ». À ce titre aucune réglementation spécifique ne s'applique aux constructions dites « à risque normal ».

## Toponymie

### Doulaincourt
Le nom de la localité est attesté sous les formes Dolencort en 1225, Doleincort en 1231, Doleincourt en 1270, Doulaincour en 1732, Doulincourt en 1780.
Il s'agit d'une formation toponymique médiévale en -court au sens ancien de « cour de ferme, ferme, domaine rural ». L'ancien français court a donné le français moderne cour. L'orthographe actuelle du français cour est inspirée par le latin curia qui est une étymologie erronée, d'ailleurs celui-ci aurait donné *cuire ou *coire (cf. Coire, ville de Suisse anciennement Curia). En réalité, il s'agit du gallo-roman CORTE ou CURTE
 issus respectivement du bas latin cortem ou curtis selon les lexicographes.
Le premier élément Doulain- représente, comme dans la plupart des noms en -court, un anthroponyme germanique, ici Dolen[us].

### Saucourt
Attestations anciennes : Soocurtis en 1210, Seucort en 1216, Soocourt en 1448, Saulcourt en 1576, Saucourt en 1649.
Le premier élément Sau- représente le nom de personne germanique Sadulf[us]
, la finale -us latinise dans les textes.

## Histoire

### Époque gallo-romaine
Deux découvertes archéologiques signalent une présence humaine sur le territoire de Doulaincourt pendant l'époque gallo-romaine :
- une mosaïque trouvée au lieu-dit Saint-Brice[57] (village plus vieux que Doulaincourt, détruit par la suite) ;
- un dépôt d'environ 15 pièces de monnaie gauloises, des potins des Sénons « dans une sorte de tumulus »[58].

### Époque mérovingienne et carolingienne
Le territoire de Doulaincourt et de Saucourt se trouvait dans la seigneurie de Val-du-Rognon, qui en 871 était cédé par le comte d'Andelot à l'abbaye de Saint-Remy de Reims. Vers l'an mil, trois diocèses se rencontraient sur ce territoire : Châlons (du côté de l'actuel Saucourt), Langres (du côté de l'actuel Doulaincourt) et entre les deux Toul (une gorge étroite, une des combes entre les deux villages actuels, probablement la Combe de Presle),.

### Moyen Âge
Au début du XIe siècle, la seigneurie du Val-du-Rognon était complètement dévastée et occupée par les fils du comte de Reynel. Pour reprendre le territoire, les chanoines de Reims traitairent en 1014 avec le comte de Troyes, il en résulta la division du pouvoir entre le chapitre de Reims et les comtes de Champagne. Ainsi Dolencort  apparaît en 1155 dans une charte du comte de Troyes, la première mention connue de Doulaincourt.
C'est des comtes de Champagne que l'abbaye de Clairvaux obtient au XIIIe siècle son pouvoir sur Doulaincourt. Plusieurs chartes de l'abbaye de Clairvaux traitent de Doulaincourt :
- en 1225 mention d'une grange à Doulaincourt et en 1231[65] et 1233 mention de la grosse dîme de Doulaincourt, Saint-Brice, Saint-Evre, Roche (les villages de Saint-Brice et de Saint-Evre, situés sur la rive gauche du Rognon, disparus par la suite) ;
- à partir de 1245 mention dans plusieurs actes d'un curé, d'un prévôt, d'un pont de Doulaincourt et en 1246 mention de la prairie de Saint-Brice au-dessus de l'écluse ;
- en 1245 mention de la maison de l'abbaye qui est près du pont de Doulaincourt.

Selon d'autres sources, il existait en 1241 à Doulaincourt un hôpital ou léproserie domum leprosorum, fondé par l'abbaye de Saint-Remy de Reims.
Saucourt, désigné dans les titres latins du XIIe siècle sous le nom de Suigaudicurtis, appartenait du XIIe siècle au VIIe siècle au chapitre de Notre-Dame de Reims.

### Temps modernes
Doulaincourt et Saucourt ont beaucoup souffert des guerres du début des temps modernes.
Vers 1470, Doulaincourt fut presque détruit durant la guerre opposant Louis XI à Charles le Téméraire.
Après le massacre de Wassy, survenu le 1er mars 1562, les protestants, par représailles, mettaient à sac pendant cinq jours tout le nord du département actuel, y compris le populeux val du Rognon. En 1567 Doulaincourt était incendié et les deux villages de Saint-Brice et Saint-Evre (territoire de Bettaincourt) étaient détruits pour toujours.
Ensuite, en 1636, c'était le passage des Suédois qui laissait Doulaincourt et Saucourt de nouveau en ruines.
Le chapitre de Reims, les religieux de Clairvaux et madame de Guise participent à la remise de la vallée du Rognon, ainsi que Pierre de Pons d'Annonville (le père de l'Abbé de Pons) et Henri de Thomassin, qui sont vers 1660 coseigneurs de la seigneurie indivise de Donjeux. En 1675, le chapitre de Reims passa Saucourt et en partie Doulaincourt à Pierre de Pons d'Annonville. La petite-fille de Thomassin, Madeleine de Choisy réunissait la seigneurie de Donjeux. Elle se marie en 1706 avec Charles de Gestas, marquis de Lespéroux, qui meurt en 1710. Par héritage, la seigneurie de Donjeux, avec Saucourt et en partie Daulaincourt passe ainsi à la Maison de Gestas — dont les armes ont influencé l'artiste héraldiste qui a conçu le blason de la commune associée —, d'abord à leur fils Charles-Jean-Henri (1709-1770), et enfin jusqu'à la Révolution à leur petit-fils Sébastian-Charles-Hubert, comte et général (1752-1793).
Dès 1668, il y a mention d'un « recteur d'escoles de Doulaincourt » puis d'un recteur en 1736 et 1750.
Dès le début du XVIIIe siècle, Saucourt et Doulaincourt redeviennent florissant par la naissance d'une industrie métallurgique sur les rives du Rognon, fondée par les seigneurs de Gestas. Ainsi, les Gestas de Lespéroux possèdent au XVIIe siècle une forge et haut fourneau à Saucourt et une forge à Doulaincourt.
Vers 1760, un autre notable avec des possessions à Doulaincourt est Henri Toupot, seigneur de Bévaux, gendarme réformé de la garde ordinaire du roi, membre de l'Assemblée d'élection de Joinville, chevalier de Saint-Louis, habitant de Doulaincourt. Henri Toupot de Bévaux est le père du député Henri Simon Toupot de Bévaux, qui à son tour est le père du député Henri Camille Toupot de Bévaux et le beau-père de l'écrivain et député François Mongin de Montrol. La rue de Toupot de Bévaux porte leur nom, la maison de Montrol porte le nom de l'écrivain.

### Époque contemporaine

#### De 1789 à 1870-1871

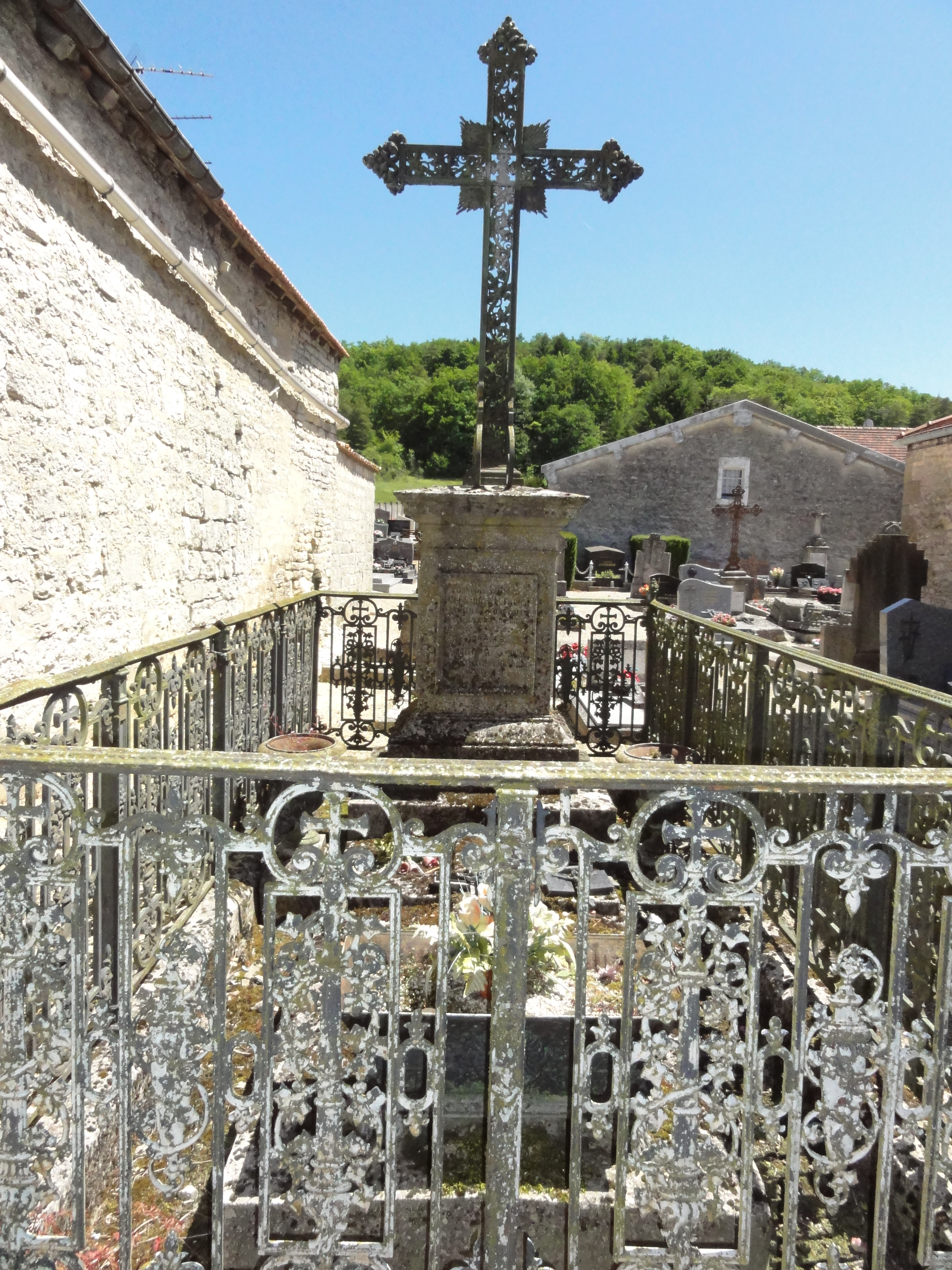
Tombe de François-Charles Guénard de la Tour à Saucourt.

À la Révolution, la communauté de Doulaincourt propose en juillet 1789 huit hommes de garde pour la maison des Gestas, ce qui n'empêche pas que Sébastien Charles Hubert de Gestas soit guillotiné en 1793 et que la famille de Gestas, émigrée, perde ses terres et ses industries. Après quelques années d'inactivité, les établissements sidérurgiques reprennent vie. En 1809 les possessions des Gestas à Saucourt, domaine avec forges, moulin et bâtiments, devient propriété du colonel Martin François Le Masson du Chénoy, fraîchement promu (janvier 1809) baron d'Empire.
À sa mort, en 1816, la forge passe à son gendre François-Charles Guénard de la Tour, ancien capitaine de la Garde impériale. En 1818, l'établissement de Saucourt « comporte un haut-fourneau, deux affineries, deux bocards et patouillets ; elle est animée par 21 ouvriers, tandis que 26 minerons et 38 forestiers assurent les approvisionnements et 30 charretiers effectuent les transports ; la production annuelle est alors de 225 tonnes de fonte et 175 tonnes de fer, obtenus à partir de 562 tonnes de minerai lavé et 725 tonnes de charbon de bois. » En 1834, François-Charles Guénard de la Tour modernise l'usine, qui sera reprise vers 1855 par Colas, puis en 1876 par André Jacquemin (le père).

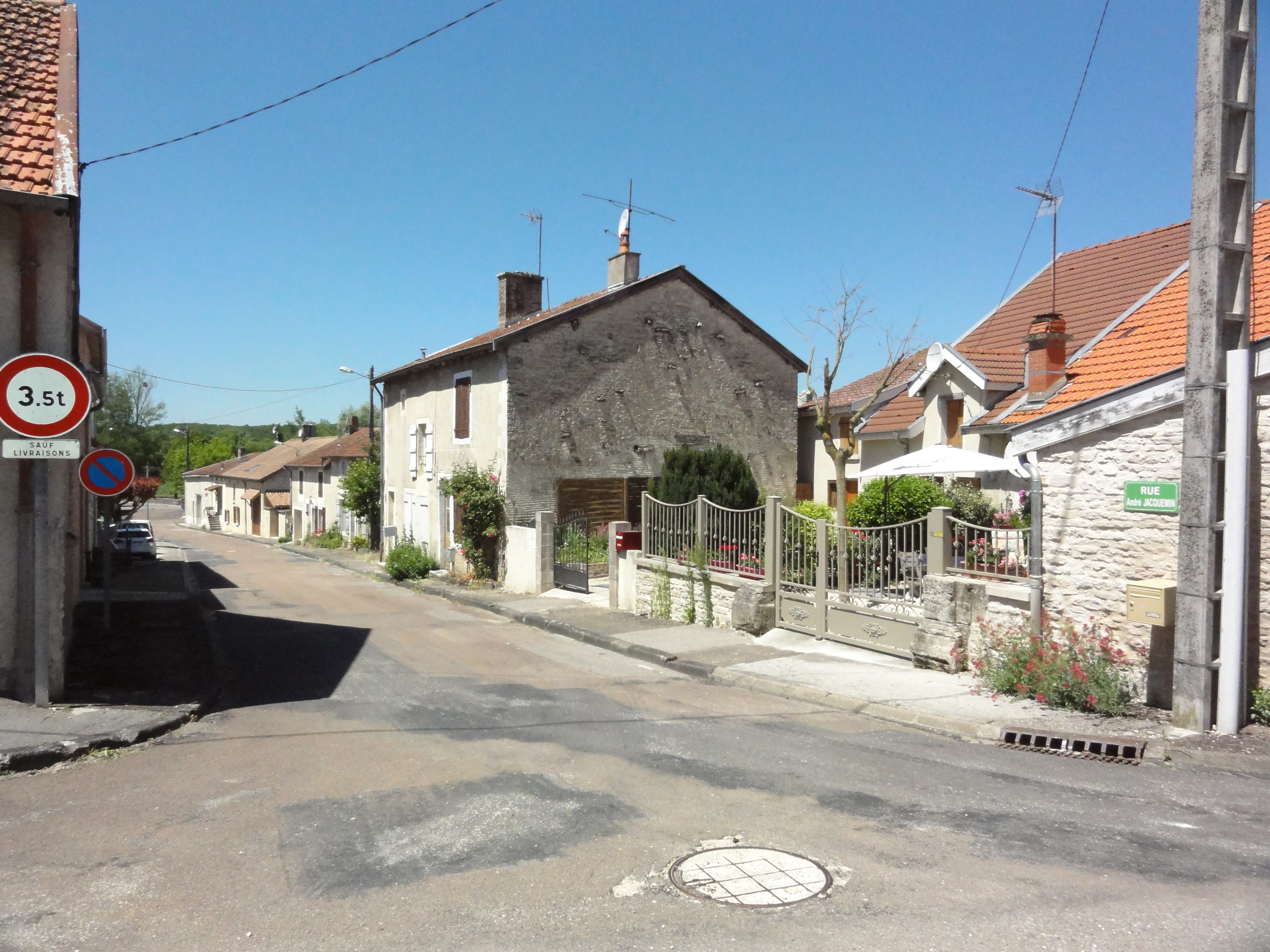
Rue André Jacquemin à Saucourt.

En 1809, la forge des Gestas à Doulaincourt est aussi achetée par les frères Michel, fils d'un grand industriel. Un autre grand industriel Capitain fonde en 1838 à Doulaincourt une forge anglaise, qui est composée de cinq fours divers et où travaillent 294 ouvriers. Reprise par Forfillière et Bonnamy, puis par Bonnamy seul, l'usine sera acquise en 1892 par Isidore Ulmo, maître de forges à Rimaucourt.
Doulaincourt, devenu le centre industriel de la vallée inférieure du Rognon, est érigé en chef-lieu de canton en 1834 en remplacement de Donjeux.
En 1844, une école de jeunes filles est fondée par la commune dans le château de Montrol et dirigée par des sœurs de la Providence de Langres.
En 1866, un bureau télégraphique est ouvert à Doulaincourt.

#### De 1870-1871 à 1914-1918
Pendant la guerre de 1870-1871, Doulaincourt donne généreusement à la souscription de juillet 1870, pour des soldats, leurs familles et des blessés. Début novembre 1870, Doulaincourt est envahi par des troupes ennemies. Doulaincourt et Saucourt, sous l'occupation prussienne, subissent des impôts, des amendes et des réquisitions et, le maire de Doulaincourt étant absent, l'adjoint Bralet est emprisonné.
Un premier projet de chemin de fer dans la vallée du Rognon peu avant la guerre de 1870-1871, n'avait pas abouti. En 1878, le préfet autorise l'étude d'un projet de chemin de fer d'intérêt local dans cette vallée, reliant les gares de Gudmont et de Rimaucourt. La ligne de Gudmont à Rimaucourt va favoriser le développement de la sidérurgie à Doulaincourt et Saucourt, dont les usines vont disposer d'embranchements particuliers. Ainsi l'usine « Forges, fonderies et ateliers mécaniques de Saint-Brice », tout juste créée en 1882 et projetée à Saint-Brice, est construite à côté de la gare de Doulaincourt. Les forges de Saint-Brice sont la propriété d'Ernest Lorin (1862-1914), jeune ingénieur et inventeur, qui produit des treuils de son invention et qui construit dans la forêt de Doulaincourt des scieries fonctionnant avec des moteurs à gaz pauvres utilisant des déchets carbonés de toutes sortes également de son invention (brevetés sous la dénomination « Nouveaux gazogènes »). Lorin meurt juste avant la guerre de 1914-1918.

#### De 1914-1918 à 1939-1945
Après la guerre 1914-1918, la sidérurgie dans la vallée du Rognon est sur son retour, mais survit ici quand même mieux qu'ailleurs dans la Haute-Marne grâce au chemin de fer.
L'usine Lorin, reprise par Guerin, ne retrouvera plus son dynamisme du temps de l'ingénieur Lorin. Mais un autre ingénieur, André-Felix Jacquemin (le fils), des Tréfileries Jacquemin à Saucourt, fait pendant les années de crise d'entre-deux-guerres, vers 1931-1933, une prouesse en travaillant avec Marcel Leyat, inventeur de l'automobile à hélice, à la construction d'un avion à hélice, Hélica volante ou Hélica Leyat-Jacquemin, surnommé la 5 cv de l'air. Jacquemin a breveté sa part de l'invention sous le no 791.840 du 20 septembre 1934, intitulé Perfectionnement aux avions à ailes articulées,.

## Politique et administration

### Découpage territorial

#### Commune
Les paroisses de Doulaincourt et de Saucourt acquièrent le statut de municipalité avec le décret du 12 novembre 1789 de l'Assemblée Nationale puis celui de « communes », au sens de l'administration territoriale actuelle, par le décret de la Convention nationale du 10 brumaire an II (31 octobre 1793). Il faut toutefois attendre la loi du 5 avril 1884 sur l'organisation municipale pour qu'un régime juridique uniforme soit défini pour toutes les communes de France, point de départ de l’affirmation progressive des communes face au pouvoir central. La commune de Saucourt prend la dénomination de Saucourt-sur-Rognon en 1941. Les deux communes fusionnent en 1972 dans le cadre de la loi du 16 juillet 1971 dite « loi Marcellin », qui amenait une première vague de fusions communales dans le département. Quarante ans plus tard, dans le cadre de la loi du 16 décembre 2010 sur la réforme territoriale, le conseil municipal se voit placé devant la possibilité de nouvelles fusions par la création d'une commune nouvelle.

#### Intercommunalités

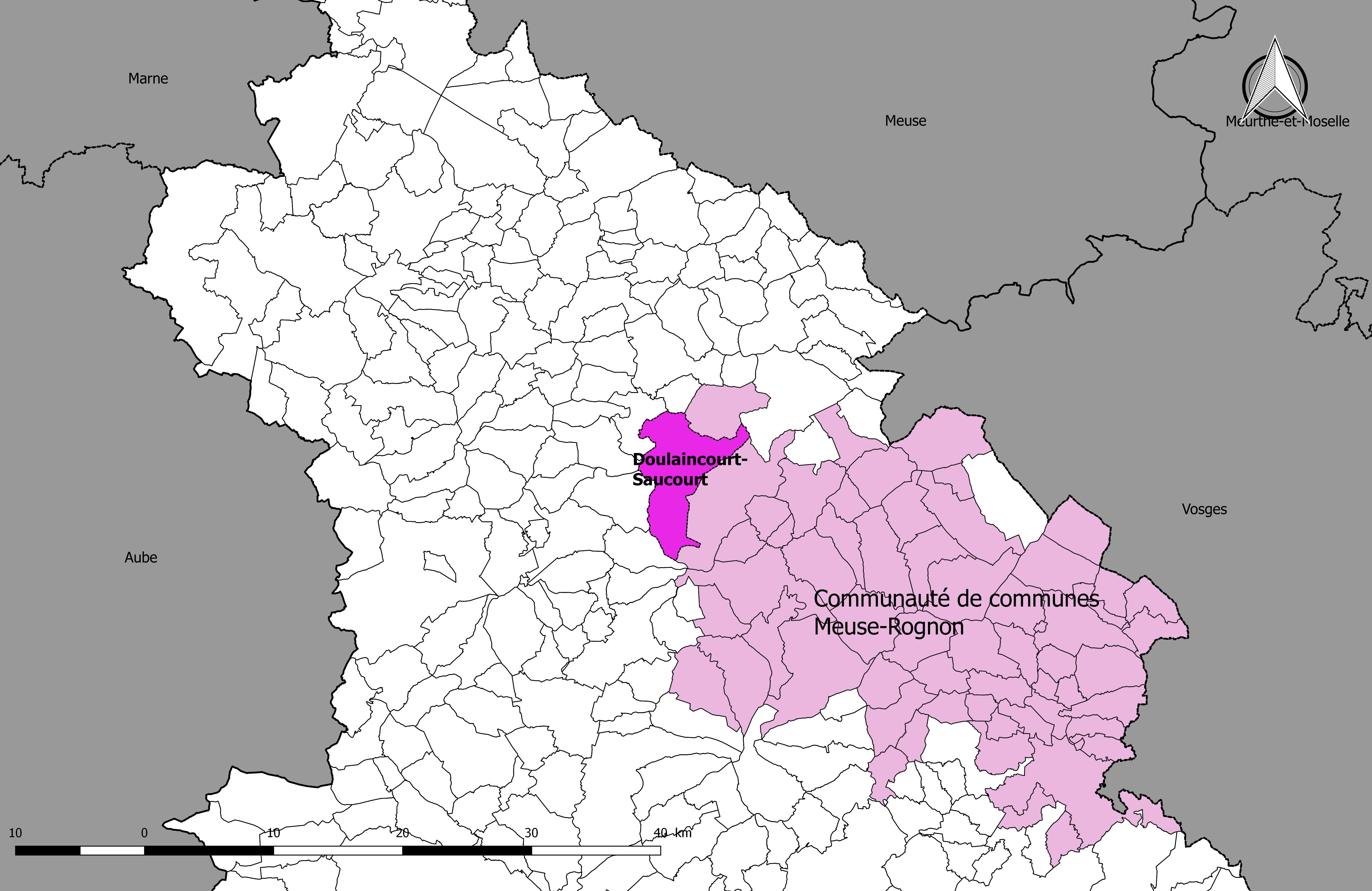
Localisation de la commune au sein de la communauté de communes Meuse Rognon.

Jusqu'au 1er janvier 2017, Doulaincourt-Saucourt faisait partie de la communauté de communes de la vallée du Rognon, créée le 29 décembre 1999, qui regroupait 16 communes et qui avait son siège à Andelot-Blancheville. La loi du 7 août 2015 portant nouvelle organisation territoriale de la République (dite loi NOTRe), visant une réduction du nombre d'intercommunalités en France, fait passer le seuil démographique minimal pour constituer une intercommunalité de 5 000 à 15 000 habitants, sauf exceptions, et a un impact sur les périmètres des intercommunalités du département de la Haute-Marne. La schéma départemental de coopération intercommunal de la Haute-Marne approuvé le 29 mars 2016 prévoit ainsi la fusion de diverses intercommunalités de population inférieure à 5 000 habitants dont la communauté de communes de la vallée du Rognon qui doit fusionner avec la Communauté de communes de Bourmont, Breuvannes, Saint-Blin. L'arrêté préfectoral du 15 décembre 2016 entérine cette disposition et la commune de Doulaincourt-Saucourt est membre de la communauté de communes Meuse Rognon depuis le 1er janvier 2017, une intercommunalité qui a son siège à Illoud et qui regroupe 60 communes. Lors de la séance du conseil municipal désignant les délégués communautaires de cette nouvelle intercommunalité, le maire rappelle toutefois que cette fusion imposée par la loi ne correspond pas au choix que les élus de la commune ont arrêté en fonction d’une logique de territoire, considérant que, faisant partie du bassin de vie de Joinville, la commune aurait dû rejoindre la  Communauté de communes du bassin de Joinville en Champagne.
Doulaincourt-Saucourt est par ailleurs membre des établissements publics de coopération intercommunale (EPCI) suivants :
- syndicat mixte intercommunal de collecte et de traitement des ordures ménagères (SMICTOM) Centre Haute-Marne, un syndicat mixte fermé (SMF), créé le 23 avril 1982, qui a son siège à Chaumont et qui compte 100 communes en 2013 ; en 2017, ces communes sont représentées dans ce syndicat par les trois communautés de communes concernées. Ce syndicat intercommunal coopère avec le Syndicat départemental d'énergie et des déchets 52, syndicat mixte fermé créé le 1er janvier 2016, qui a son siège à Chaumont et qui compte 432 communes en 2017. Le 1er janvier 2018, la communauté de communes Meuse Rognon quitte le Smictom Centre Haute-Marne et adhère directement au Syndicat départemental d'énergie et des déchets 52[95] ;
- SIVOM du collège de Doulaincourt, (syndicat intercommunal à vocation multiple), un syndicat mixte fermé, créé le 20 juillet 1977, qui avait son siège à Doulaincourt-Saucourt et qui comptait 18 communes en 2012. En 2013, le SIVOM du collège de Doulaincourt s'est transformé[96] en Syndicat mixte intercommunal des transports de Doulaincourt (SITD), un syndicat intercommunal à vocation unique (SIVU) qui a son siège à Doulaincourt-Saucourt et qui compte 25 communes en 2017.

#### Circonscriptions administratives

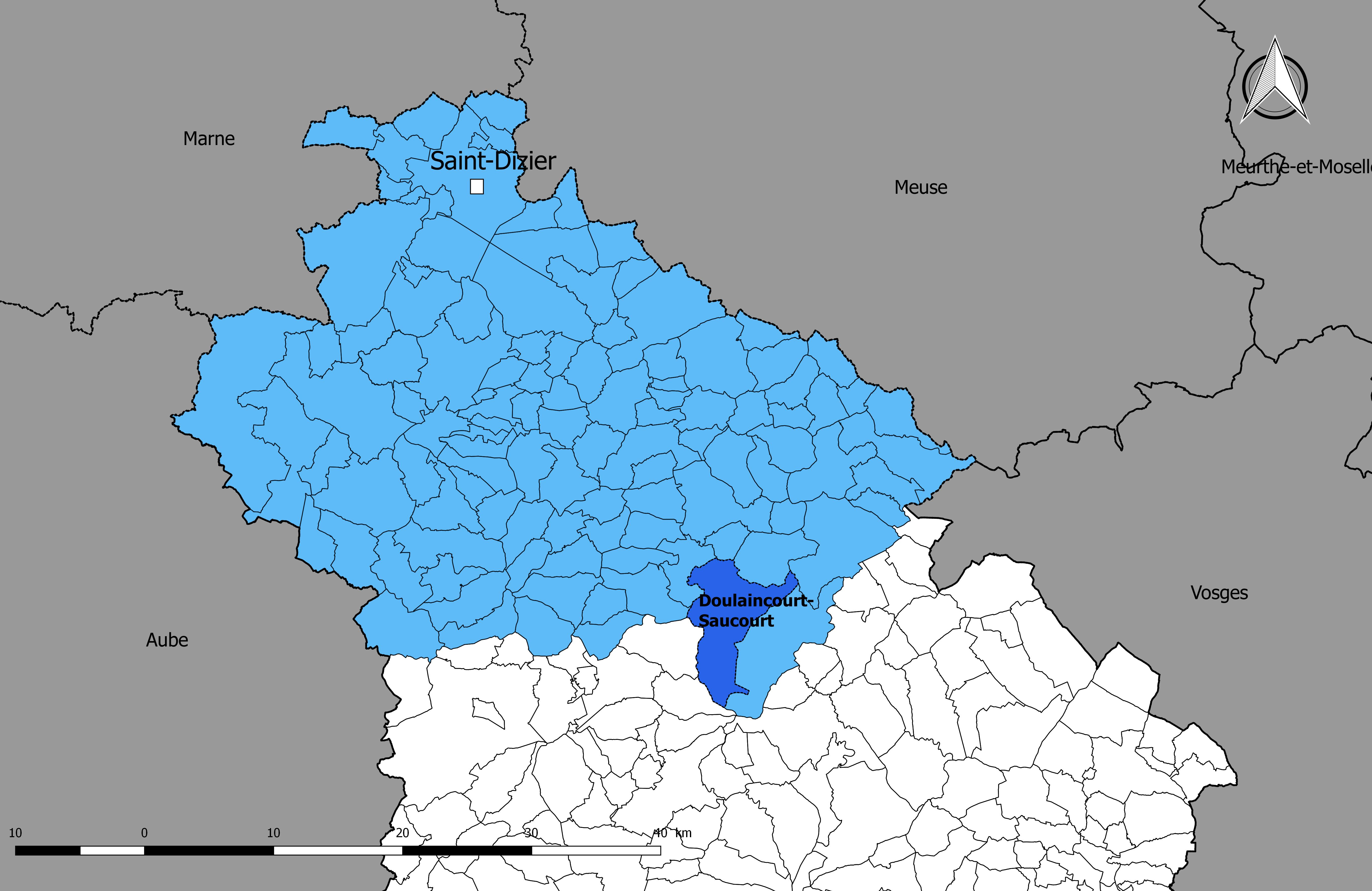
Localisation de la commune au sein de l'arrondissement de Saint-Dizier.

Les circonscriptions administratives de droit commun dont dépend la commune sont : la circonscription régionale Grand-Est (également territoire de compétence de la région Grand-Est), la circonscription départementale de la Haute-Marne (également territoire de compétence du département de la Haute-Marne) et l’arrondissement de Saint-Dizier, siège de la sous-préfecture.
Initialement, lors de la création des arrondissements, la commune est d'abord rattachée à l'arrondissement de Wassy par arrêté du 17 brumaire an X (8 novembre 1801). Sous la Troisième République, en raison d'un endettement considérable et de l'effort nécessaire pour la reconstruction post-Première Guerre mondiale, la France traverse une crise financière. Pour réduire les dépenses de l’État, Raymond Poincaré fait voter plusieurs décrets-lois réformant en profondeur l’administration française : 106 arrondissements sont ainsi supprimés, dont celui de Wassy dans la Haute-Marne. La commune est alors incluse dans l'arrondissement de Chaumont par décret du 10 septembre 1926,. L'arrondissement de Wassy est rétabli en 1940 et la sous-préfecture est transférée à Saint-Dizier. Depuis cette date, la commune fait partie de l'arrondissement de Saint-Dizier .

#### Circonscriptions électorales
Sur le plan électoral, Doulaincourt-Saucourt fait partie de la deuxième circonscription de la Haute-Marne pour les élections législatives et du canton de Bologne pour les élections départementales depuis le redécoupage cantonal de 2014.
Avant d'être uniquement une circonscription électorale, le canton a aussi été une circonscription administrative. Avant la réforme territoriale de 2014 la commune a ainsi fait partie successivement du canton de Donjeux jusqu'en 1834, puis de Doulaincourt de 1834 à 1972 et enfin du canton de Doulaincourt-Saucourt de 1972 à 2015, le canton ayant alors une fonction administrative. L'histoire du découpage cantonal a été marquée par différentes réformes caractérisant l'évolution des modes d'administration territoriale de la France. En 1790, lors de la création des cantons, districts et départements, la commune de Doulaincourt est rattachée au district de Joinville et au canton de Doulaincourt. Les cantons sont supprimés, en tant que découpage administratif, par une loi du 26 juin 1793, et ne conservent qu'un rôle électoral. Ils permettent l’élection des électeurs du second degré chargés de désigner les députés. Ils retrouvent une fonction administrative avec la disparition des districts en 1795 dans le cadre de la Constitution du 5 fructidor an III, appliquée à partir de vendémiaire an IV (1795), les districts étant perçus comme des rouages administratifs liés à la Terreur. Sous le Consulat, un redécoupage territorial réduit le nombre de justices de paix.  Doulaincourt et Saucourt (orthographié Saurcourt dans l'arrêté) sont alors rattachées au canton de Donjeux par arrêté du 17 brumaire an X (8 novembre 1801). En 1834, le chef-lieu de canton est transféré de Donjeux à Doulaincourt. Avec la fusion des deux communes, le canton de Doulaincourt devient canton de Doulaincourt-Saucourt en 1972. Une nouvelle transformation du découpage cantonal intervient en 2015 à la suite de la loi du 17 mai 2013 et ses décrets d'application publiés en février et mars 2014. La commune fait désormais partie du canton de Bologne et perd ainsi son statut de chef-lieu de canton. Depuis cette réforme, plus aucun service de l'État n'exerce sa compétence sur un territoire s'appuyant sur le nouveau découpage cantonal. Le canton a disparu en tant que circonscription administrative de l'État ; il est désormais uniquement une circonscription électorale destinée à l'élection d'un binôme de conseillers départementaux siégeant au conseil départemental.

Lieux de vote.
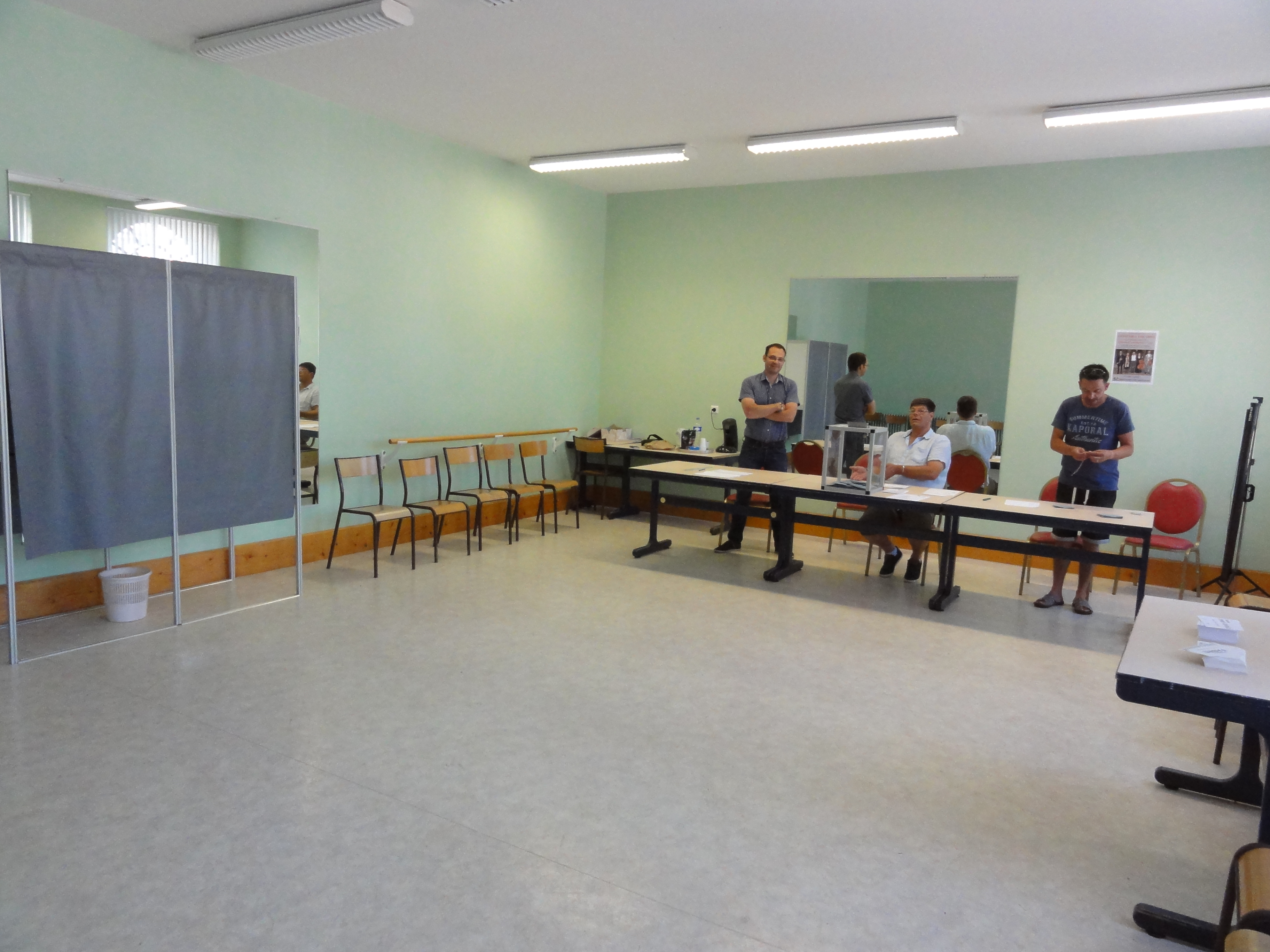
Doulaincourt, salle de vote, législatives du 18 juin 2017.
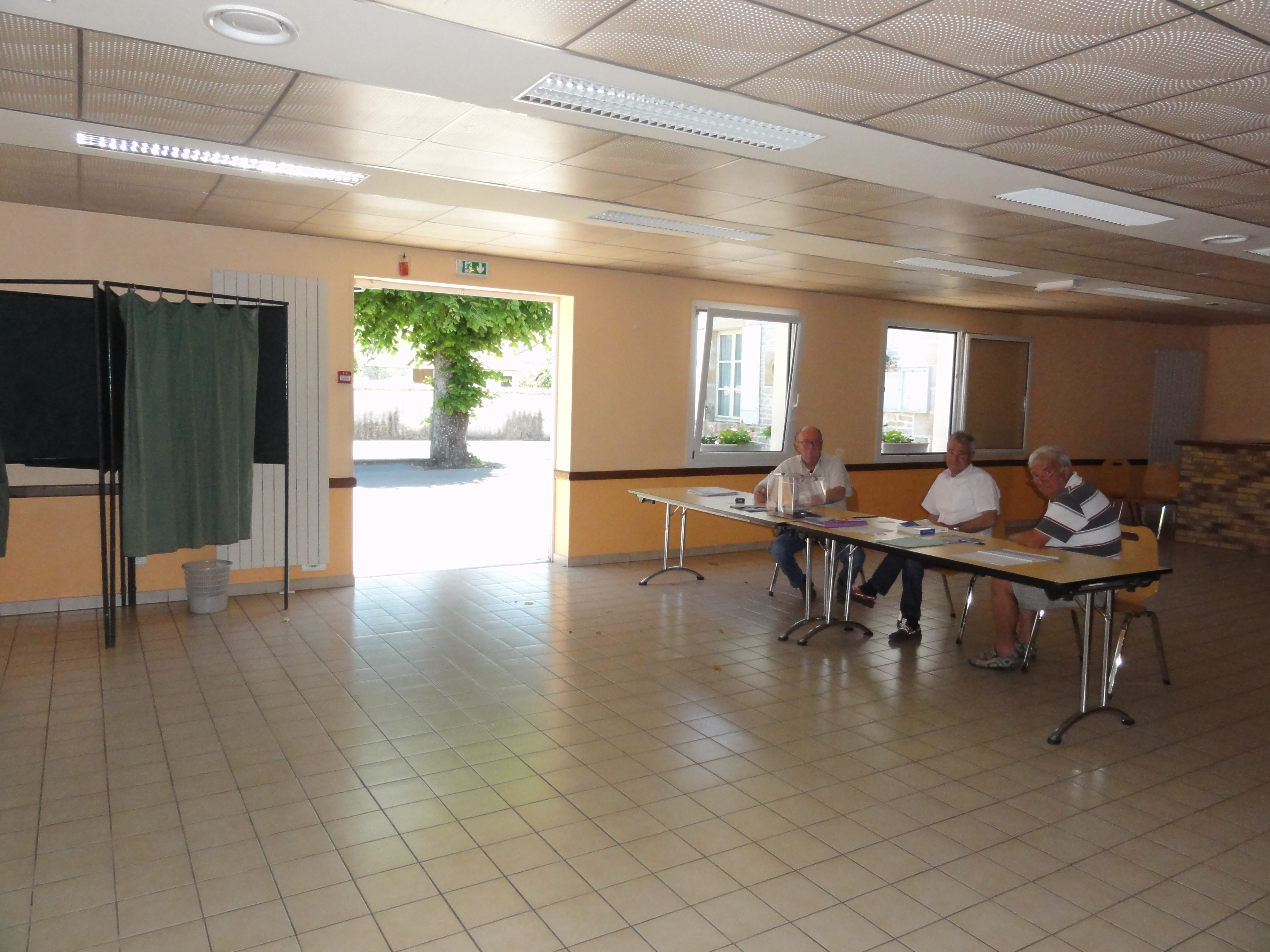
Saucourt, salle de vote, législatives du 18 juin 2017.

### Administration municipale

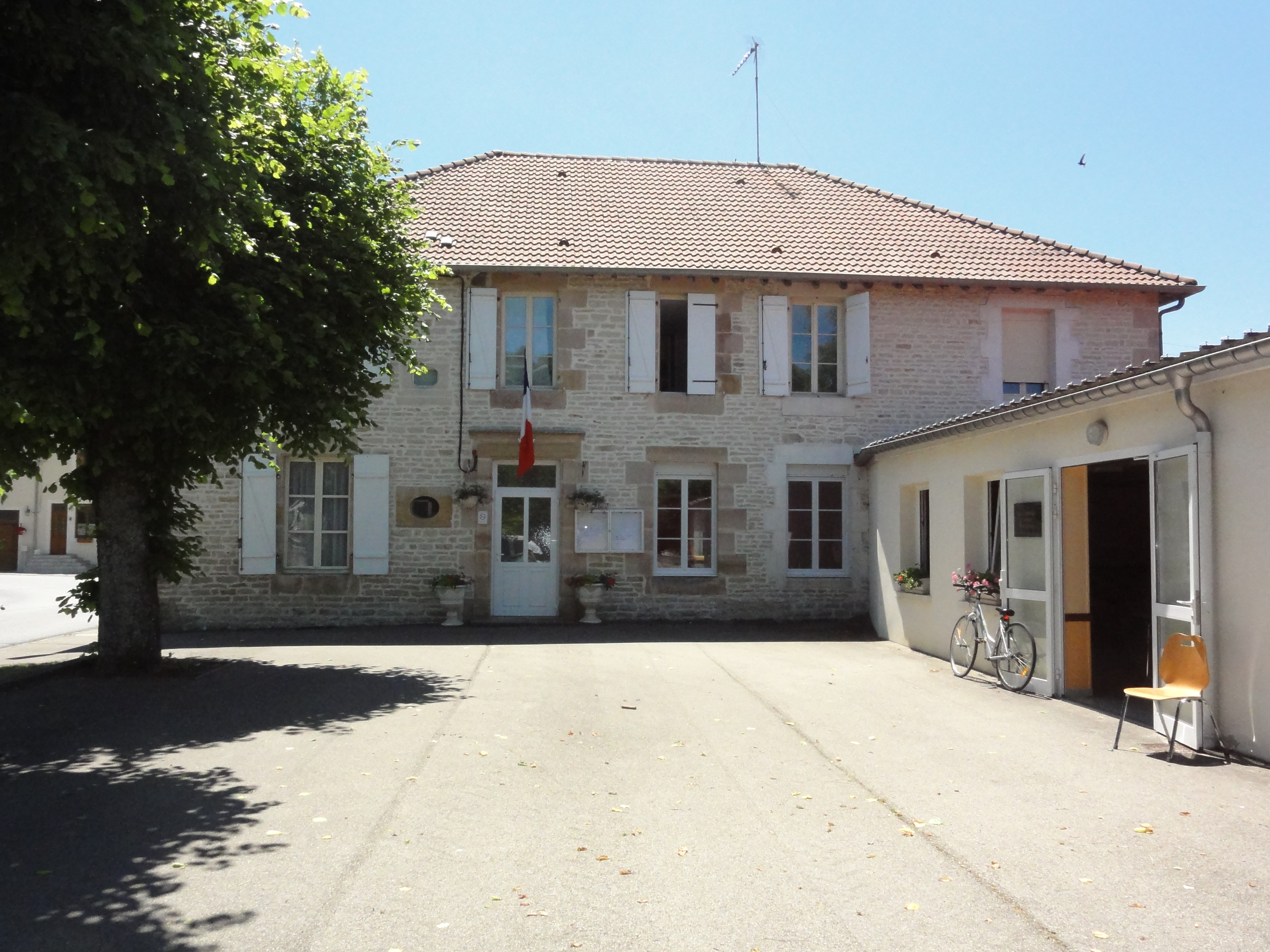
Mairie annexe à Saucourt-sur-Rognon.

Le nombre d'habitants au dernier recensement étant compris entre 500 et 1 499, le nombre de membres du conseil municipal est de 15.

#### Listes des maires
Doulaincourt-Saucourt, commune nouvelle (2010-)
| Période | Période | Identité       | Étiquette              | Qualité              |
| ------- | ------- | -------------- | ---------------------- | -------------------- |
| 2018    | 2026    | Frédéric Fabre | Rassemblement national | Officier en Retraite |
| 2014    | 2018    | Laurent Marras |                        |                      |
| 2010    | 2014    | Michel Huard   |                        |                      |

Doulaincourt-Saucourt, commune associée (1972-2010)
| Période | Période | Identité        | Étiquette | Qualité              |
| ------- | ------- | --------------- | --------- | -------------------- |
| 2001    | 2010    | Michel Huard    |           |                      |
| 1990    | 2001    | Claude Fontaine |           | industriel           |
| 1983    | 1990    | Roland Blin     |           | médecin              |
| 1978    | 1983    | Gauthier        |           | principal de collège |
| 1977    | 1978    | Jean Caissial   |           | directeur retraité   |
| 1972    | 1977    | Henri Binetruy  |           | cadre administratif  |

Doulaincourt avant la fusion-association des deux communes en 1972
| Période      | Période      | Identité                      | Étiquette         | Qualité                      |
| ------------ | ------------ | ----------------------------- | ----------------- | ---------------------------- |
| 1971         | 1972         | Henri Binetruy                |                   | cadre administratif          |
| 1959         | 1971         | Jacques-Richard Delong        |                   | pharmacien, député           |
| 1953         | 1959         | Marcel Gérard                 |                   | assureur                     |
| 1948 ou 1951 | 1953         | Armand Sauvageot              |                   | médecin (2e mandat)          |
| 1947         | 1948 ou 1951 | Jean Ramel                    |                   |                              |
| 1944         | 1945 ou 1947 | Armand Sauvageot              |                   | médecin (reprend son mandat) |
| 1941         | 1944         | Bergougnoux.                  | (régime de Vichy) | médecin                      |
| 1935         | 1941         | Armand Sauvageot              |                   | médecin                      |
| 1908         | 1935         | Georges Ulmo                  |                   | maître de forges             |
| 1902         | 1908         | Jules Brigand                 |                   | instituteur                  |
| 1901         | 1902         | Antoine Dosne                 |                   |                              |
| 1895         | 1901         | Georges Ulmo                  |                   | maître de forges             |
| 1885         | 1895         | Eugène Bralet                 |                   | huissier                     |
| 1884         | 1885         | Eugène Bonnamy                |                   | maître de forges             |
| 1882         | 1884         | Henri Denizot                 |                   | notaire                      |
| 1878         | 1882         | Eugène Bonnamy                |                   | maître de forges             |
| 1876         | 1878         | Eugène Bralet                 |                   | huissier                     |
| 1875         | 1876         | Henri Denizot                 |                   | notaire                      |
| 1870         | 1875         | François Hurynowicz           |                   | maître de forges             |
| 1866         | 1870         | Eugène Bonnamy                |                   | maître de forges             |
| 1858         | 1866         | Jean-Baptiste Chaudron        |                   | propriétaire                 |
| 1855         | 1858         | Toupot de Bevaux              |                   |                              |
| 1850         | 1855         | Pierre Simon                  |                   | propriétaire                 |
| 1831         | 1850         | Ambroise Jean-Baptiste Pougny |                   | notaire                      |
| 1829         | 1831         | Henri Toupot de Bevaux        |                   |                              |
| 1815         | 1829         | Claude Thabourin              |                   |                              |
| 1813         | 1815         | Antoine Bouchotte             |                   |                              |
| 1807         | 1813         | François Marche               |                   |                              |
| 1803         | 1807         | Brice Bertiné                 |                   |                              |
| 1800         | 1803         | Jean-Baptiste Chaudron        |                   |                              |

Saucourt avant la fusion-association des deux communes en 1972
| Période                                  | Période | Identité        | Étiquette | Qualité |
| ---------------------------------------- | ------- | --------------- | --------- | ------- |
| 1945                                     | 1958    | André Jaquemin  |           |         |
| (vers 1870)                              |         | Eugène Champion |           |         |
| (vers 1800)                              |         | Hanriot         |           |         |
| Les données manquantes sont à compléter. |         |                 |           |         |

## Équipements et services

### Poste et télécommunications

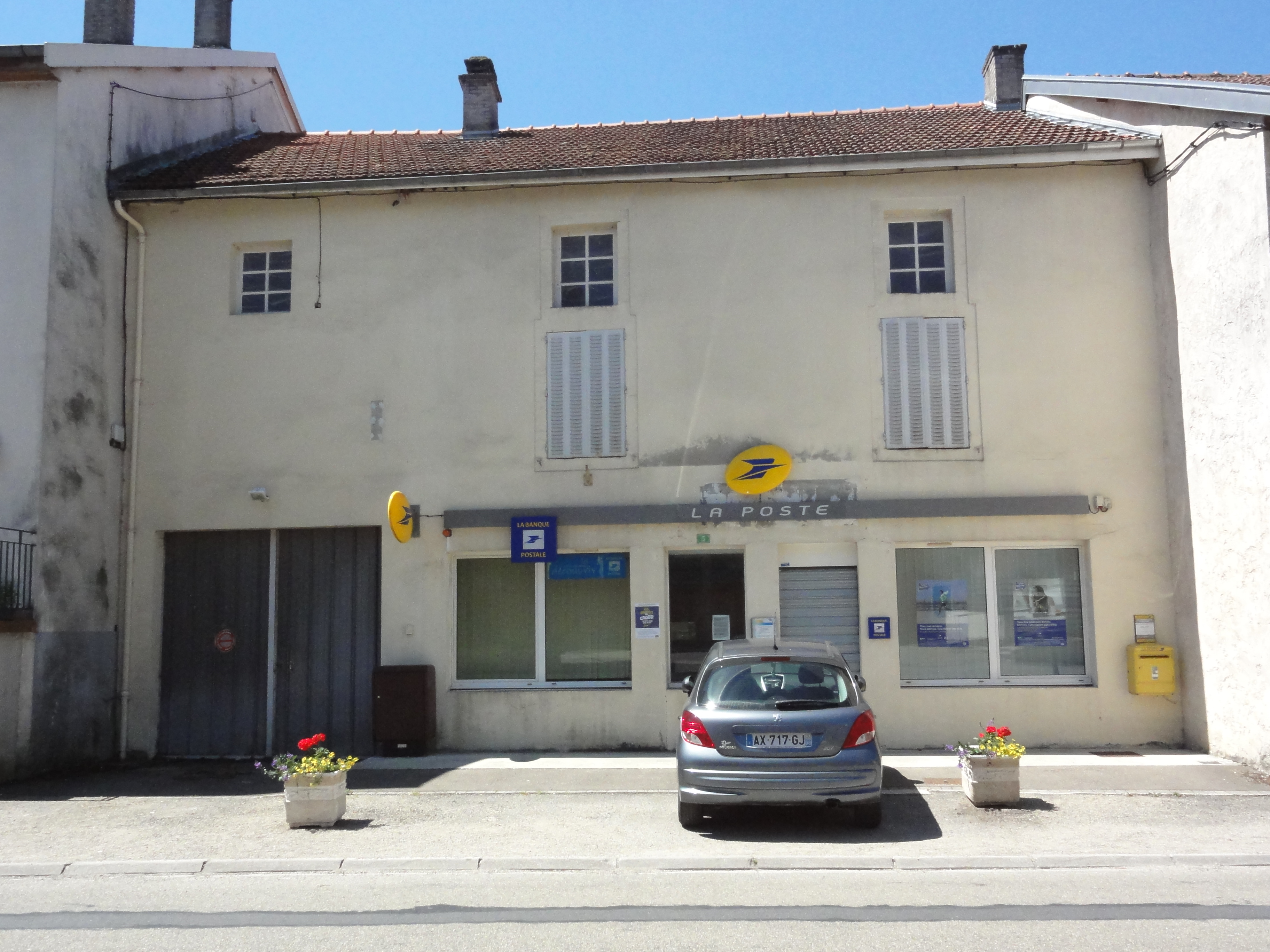
La Poste à Doulaincourt.

Le bureau distributeur du courrier de La Poste, situé dans la commune, code postal 52270, dessert les communes de Domremy-Landéville, Doulaincourt-Saucourt, Pautaines-Augeville et Roches-Bettaincourt.

### Eau et déchets

#### Production et distribution d'eau potable
Le service public d’eau potable est une compétence obligatoire des communes depuis l’adoption de la loi du 30 décembre 2006 sur l’eau et les milieux aquatiques. Au 31 décembre 2016, la production et la distribution de l'eau potable sur le territoire communal sont assurées par la commune elle-même qui a délégué le service en affermage à la Lyonnaise des Eaux Biesles. Au 1er janvier 2016, le prix de l'eau était de 2,54 € pour une facture de 120 m3. La loi NOTRe du 7 août 2015 prévoit que le transfert des compétences « eau et assainissement » vers les communautés de communes sera obligatoire à compter du 1er janvier 2020. Le transfert d’une compétence entraîne de facto la mise à disposition gratuite de plein droit des biens, équipements et services publics utilisés, à la date du transfert, pour l'exercice de ces compétences et la substitution de la communauté dans les droits et obligations des communes,.

#### Assainissement des eaux usées
La compétence assainissement, qui recouvre obligatoirement la collecte, le transport et l’épuration des eaux usées, l’élimination des boues produites, ainsi que le contrôle des raccordements aux réseaux publics de collecte, est assurée par la commune qui a confié ces prestations à la Lyonnaise des Eaux dans le cadre d'un contrat d'affermage de 10 ans courant de décembre 2012 à décembre 2022. Le bourg de Doulaincourt est raccordé à une station d'épuration située sur le territoire communal, mise en service le 1er juin 1979 et dont la capacité nominale de traitement est de 1 500 EH. En 2015, cette station d'épuration est jugée en très mauvais état tant par le fermier que par les membres des commissions de contrôle du conseil départemental. Des travaux sont programmés pour y remédier. Le bourg de Saucourt-sur-Soignon est quant à lui raccordé à une station beaucoup plus petite et plus ancienne, avec une capacité nominale de 300 EH, mise en service en 1975.
L'assainissement non collectif (ANC) désigne les installations individuelles de traitement des eaux domestiques qui ne sont pas desservies par un réseau public de collecte des eaux usées et qui doivent en conséquence traiter elles-mêmes leurs eaux usées avant de les rejeter dans le milieu naturel. En 2017, la communauté de communes Meuse Rognon assure le service public d'assainissement non collectif (SPANC), qui a pour mission de vérifier la bonne exécution des travaux de réalisation et de réhabilitation, ainsi que le bon fonctionnement et l’entretien des installations,

#### Collecte et traitement des déchets
Le service public de la gestion des déchets ménagers et assimilés se décompose en deux compétences : « la collecte » gérée par les syndicats mixtes de collecte et de traitement des ordures ménagères (SMICTOM), au nombre de trois en Haute-Marne, d’une part et « le traitement » géré par le Syndicat départemental d'élimination des déchets ménagers (SDEDM) d’autre part. La commune de Doulaincourt-Saucourt a délégué sa compétence collecte et traitement des déchets au SMICTOM Centre Haute-Marne, qui regroupe 154 communes, qui a à son tour délégué la compétence traitement au Syndicat départemental Énergie et déchets (SDEDM). La déchèterie fixe la plus proche de Doulaincourt-Saucourt est située sur la commune de Froncles.

### Enfance et social

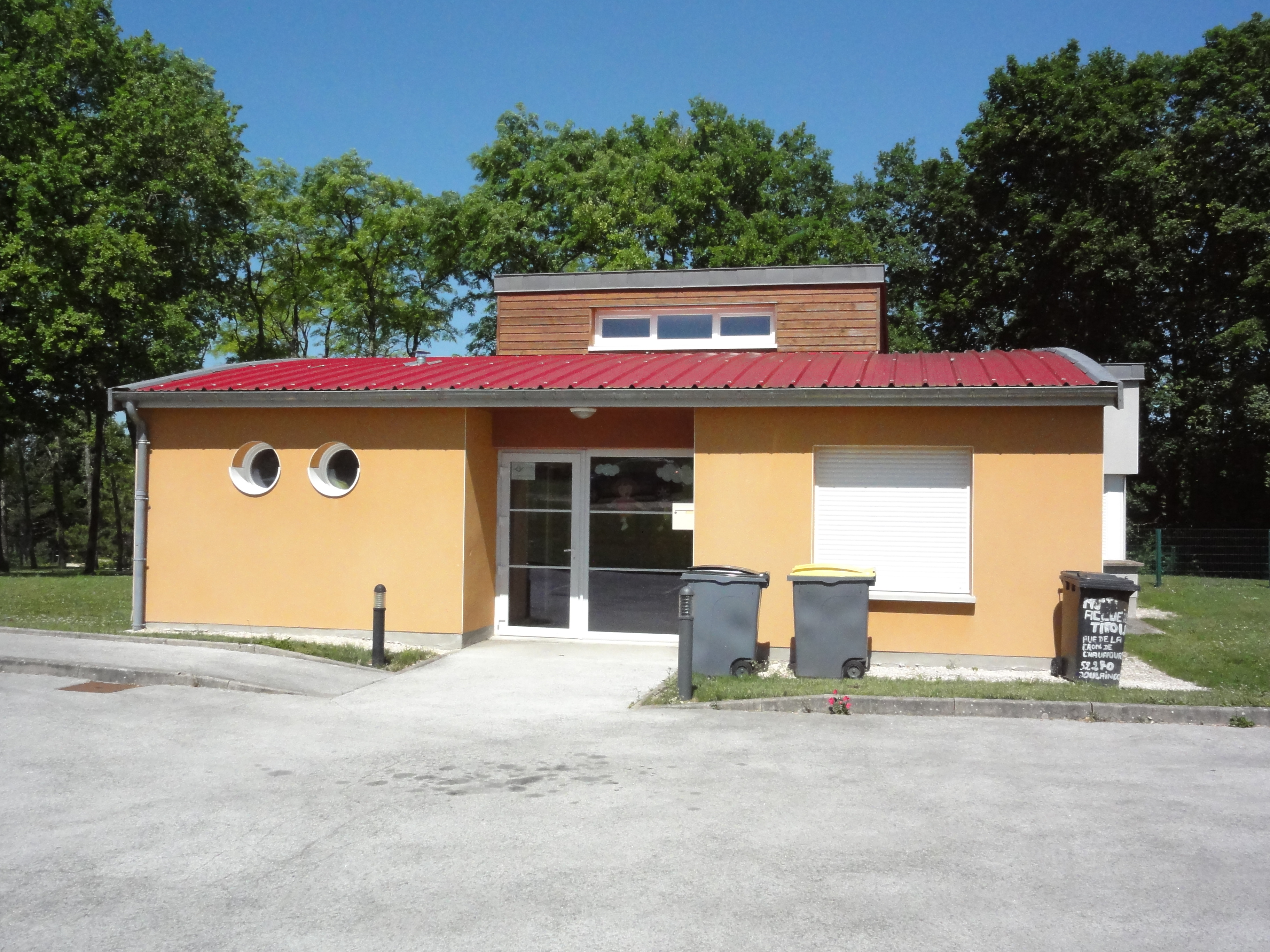
Structure multi-accueil « Titou ».

Dans le domaine de la prime-enfance, une structure multi-accueil dénommée « Titou », mise en service en 2007 et subventionnée par la communauté de communes de la vallée du Rognon, permet l'accueil, au maximum, de 12 enfants de 10 semaines à 6 ans. En outre, en 2017, six assistantes maternelles domiciliées à Doulaincourt-Saucourt sont agréées par le conseil départemental et peuvent prendre en charge à leur domicile des enfants en bas âge.
Pour les enfants scolarisés dans le primaire, la commune propose un accueil périscolaire au sein du groupe scolaire Pierre Fortain avec des activités ludiques et culturelles. De même un centre de loisirs est installée dans l'école maternelle et propose des activités thématiques.
Sur le plan social, Doulaincourt-Saucourt dépend de la circonscription d’action sociale de Joinville. Une permanence hebdomadaire est tenue par une assistante sociale.

### Enseignement
La commune de Doulaincourt-Saucourt dépend de l'académie de Reims et de la circonscription de Joinville de l'inspection académique de la Haute-Marne. La commune héberge deux établissements publics (une école primaire et un collège) et un établissement privé d'enseignement agricole.
Le groupe scolaire Pierre Fortain comprend une école maternelle et école primaire. À la rentrée de septembre 2012, 78 élèves étaient inscrits, soit 10 élèves de moins que l'année précédente.
Le collège public Jouffroy d'Abbans porte le nom de Claude de Jouffroy d'Abbans (1751-1832), un des inventeurs de la navigation à vapeur, né au château de Roches-sur-Rognon. Sont rattachées au secteur de ce collège les écoles primaires des communes d'Andelot-Blancheville, de Donjeux, de Doulaincourt, d'Epizon, de Rimaucourt et de Roches-Bettaincourt. Lors de la période scolaire 2013-2014, les effectifs du collège s'élevaient à 288 élèves, se répartissant en 269 demi-pensionnaires et 19 internes. La répartition par niveau était la suivante : 65 en 6e, 79 en 5e, 72 en 4e et 72 en 3e. Une étude de l'Insee de 2015 sur les projections d'effectifs scolarisés dans les collèges de Champagne-Ardenne entre 2015 et 2030 fait apparaître par contre une baisse notable pour le bassin de formation Chaumont-Langres dont fait partie le collège (-810 élèves à l'horizon 2030, soit une baisse de 15 à 20 %, la plus forte de Champagne-Ardenne), en lien direct avec la baisse démographique. Le collège a été rénové lors de la 1re tranche du plan du plan de rénovation des collèges, menée de 2002 à 2008 par le conseil départemental de la Haute-Marne et qui concernait dix établissements. Annexé au collège se trouve le gymnase Hubert Bancelin.
La maison familiale rurale de Montrol (internat dans le château de Montrol et ses annexes) est un établissement privé d'enseignement agricole sous la tutelle du ministère de l'Agriculture, de l'Agroalimentaire et de la Forêt. Il accueille des élèves des classes de 4e, de 3e et baccalauréat professionnel.

Établissements d'enseignement.
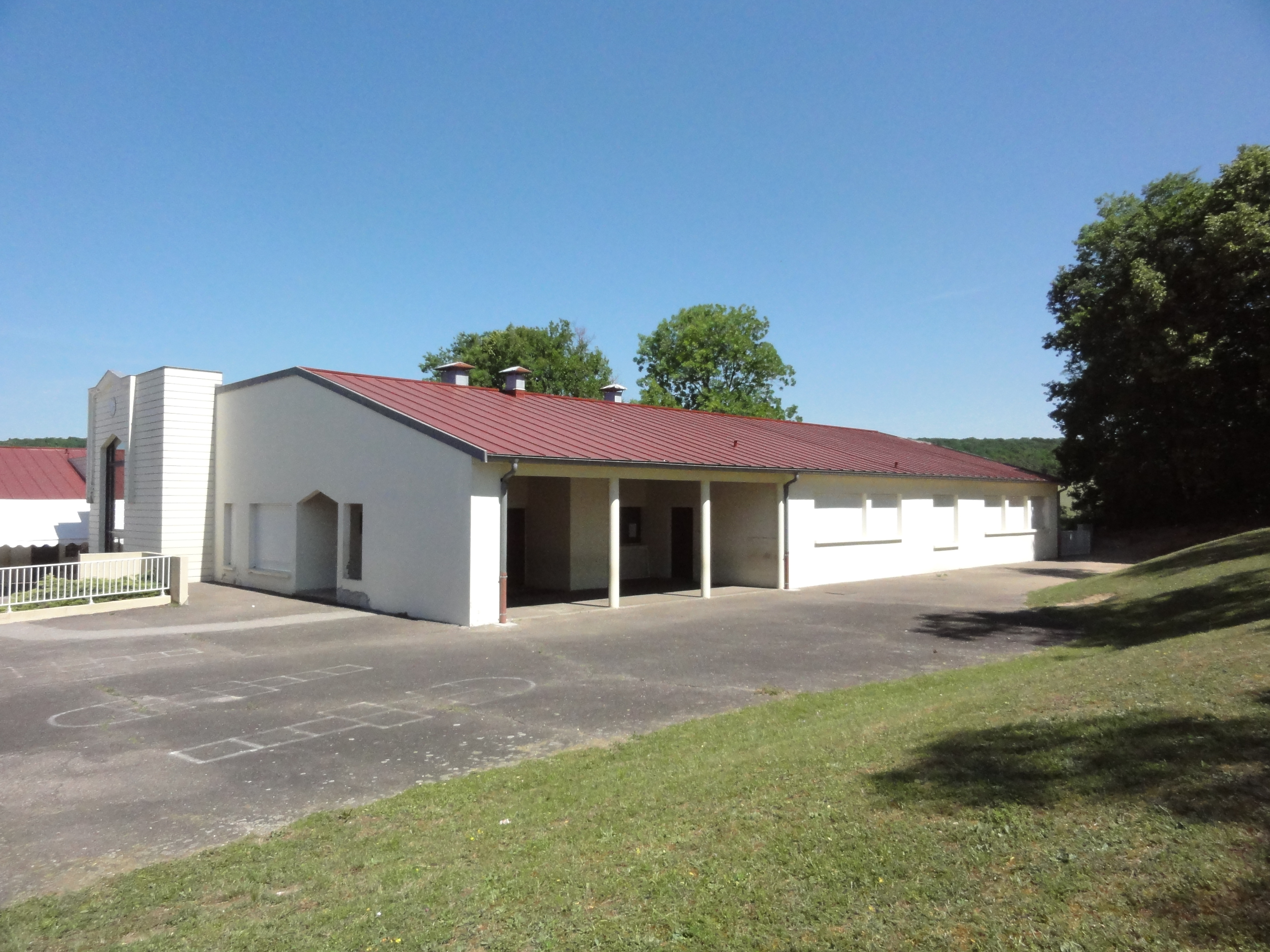
École maternelle du groupe scolaire Pierre Fortin.
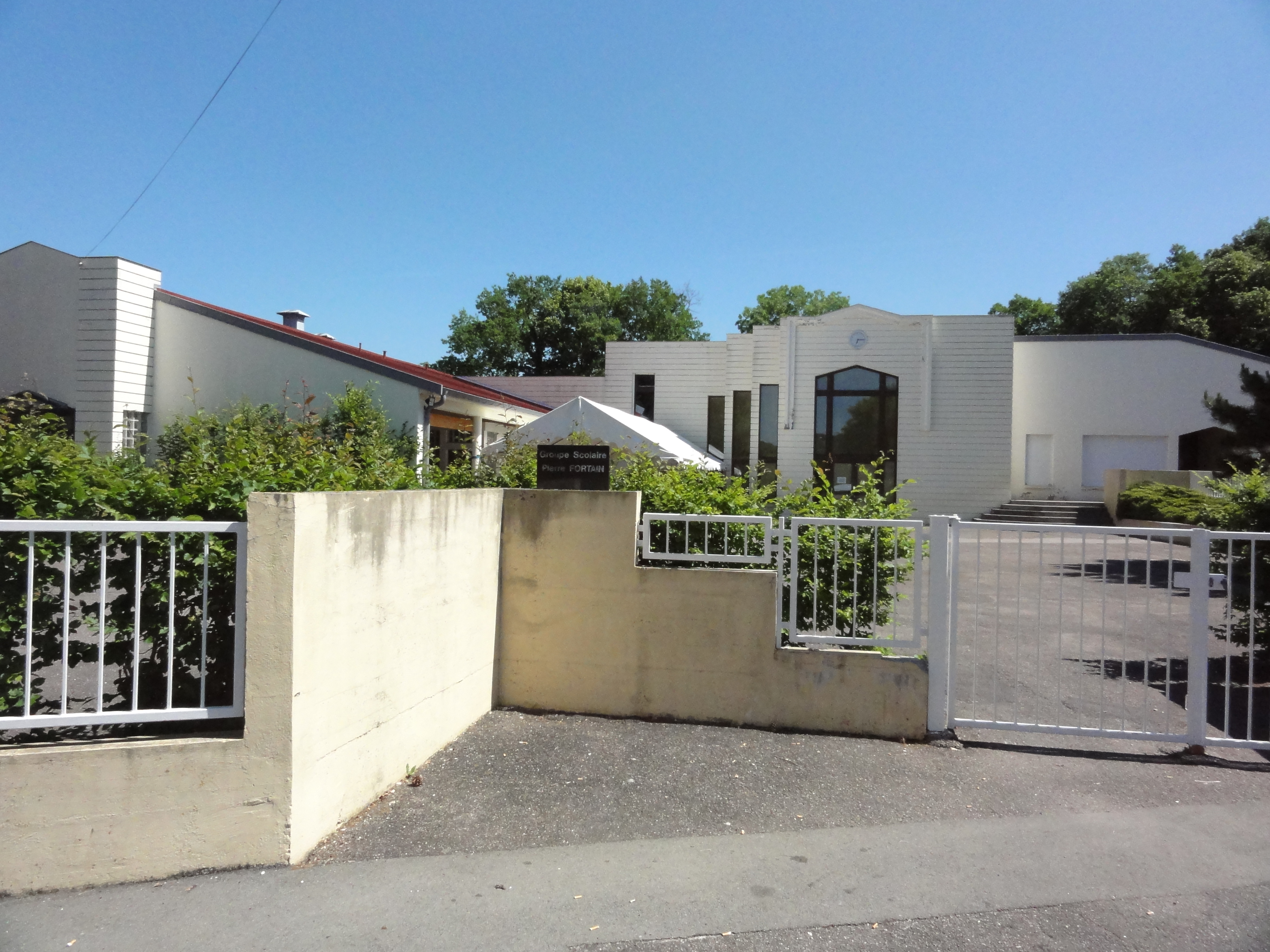
École primaire du groupe scolaire Pierre Fortin.
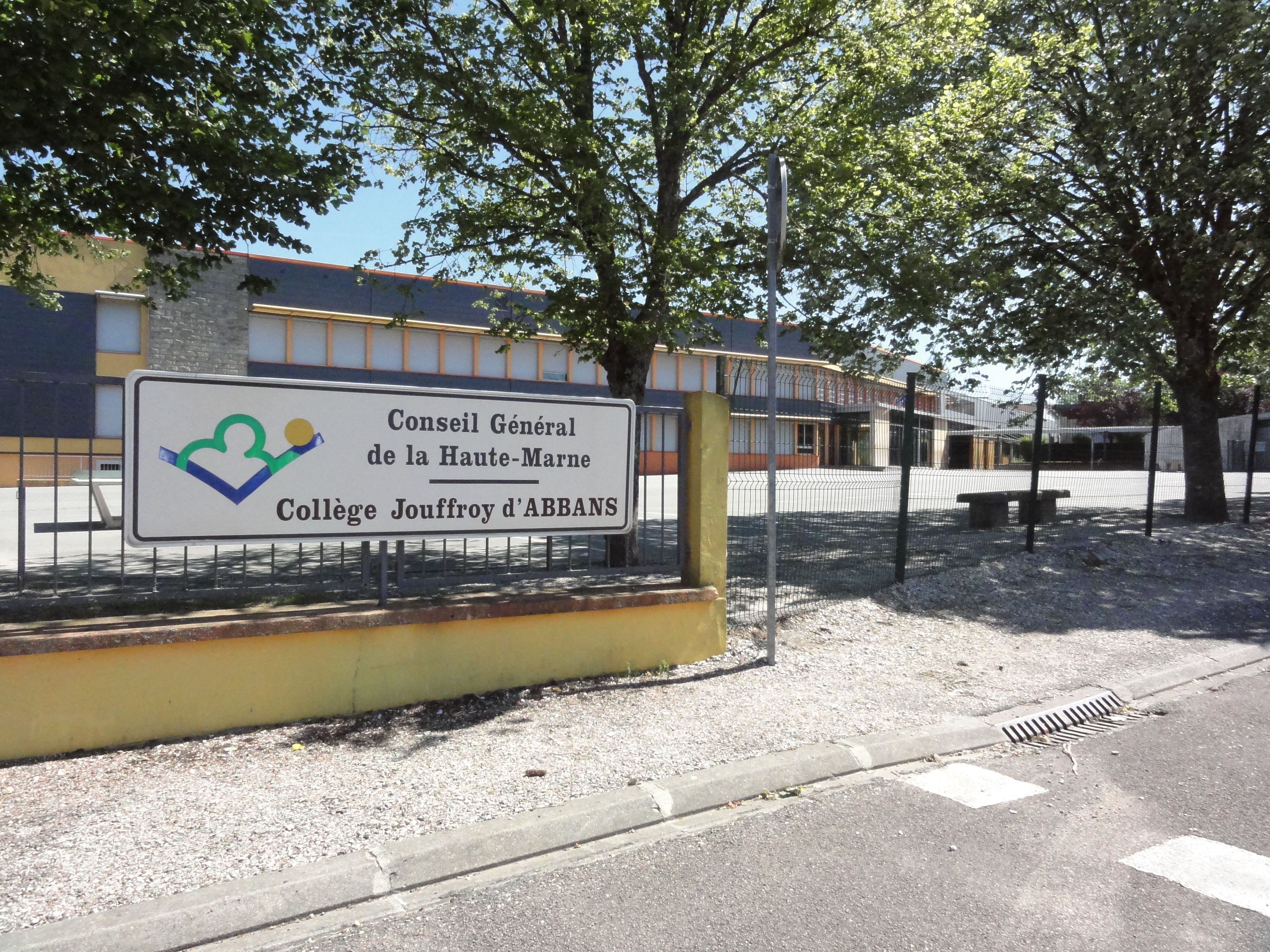
Collège Jouffroy d'Abbans.
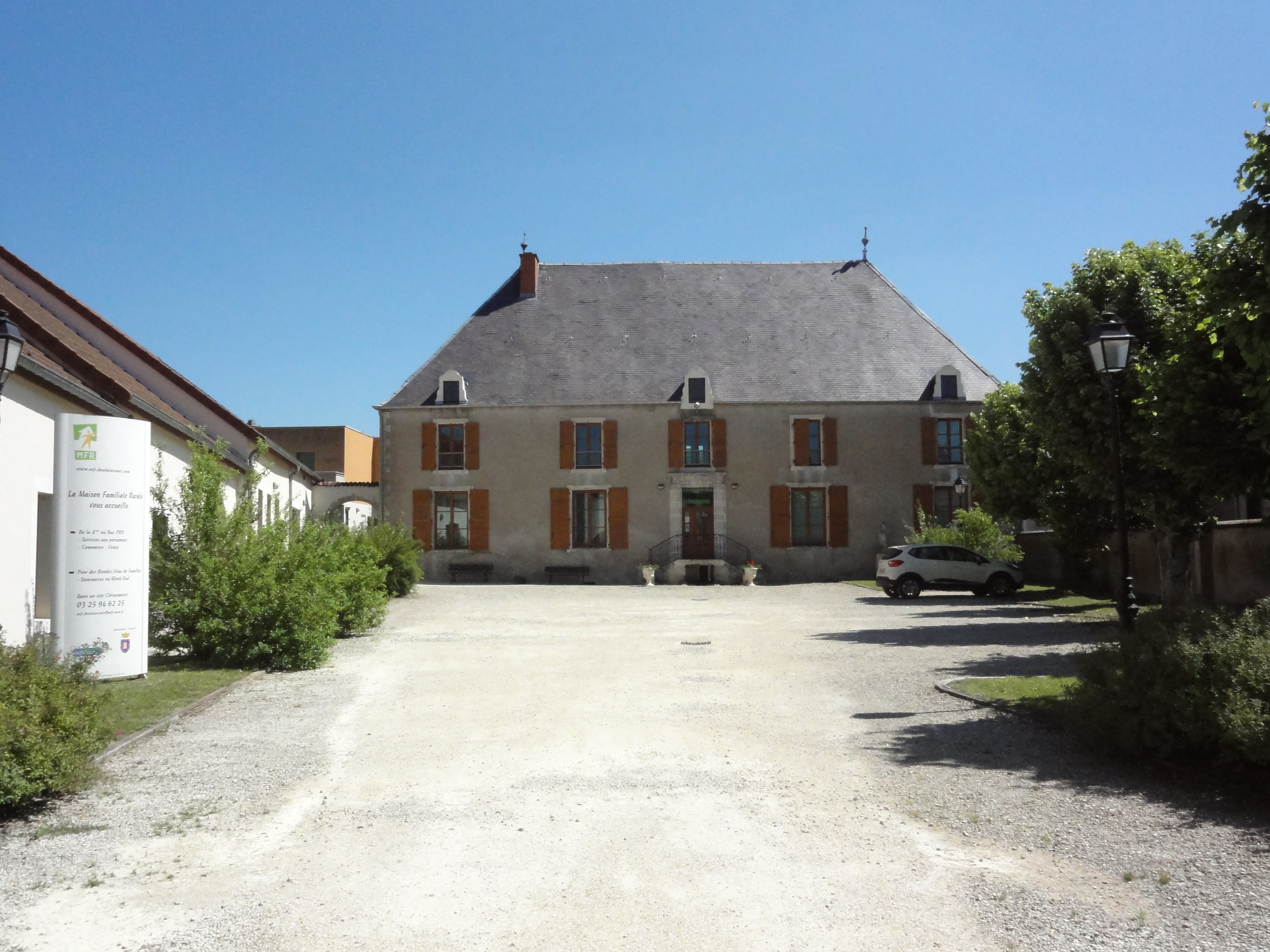
Château de Montrol, siège de la Maison familiale rurale de Montrol.

### Santé

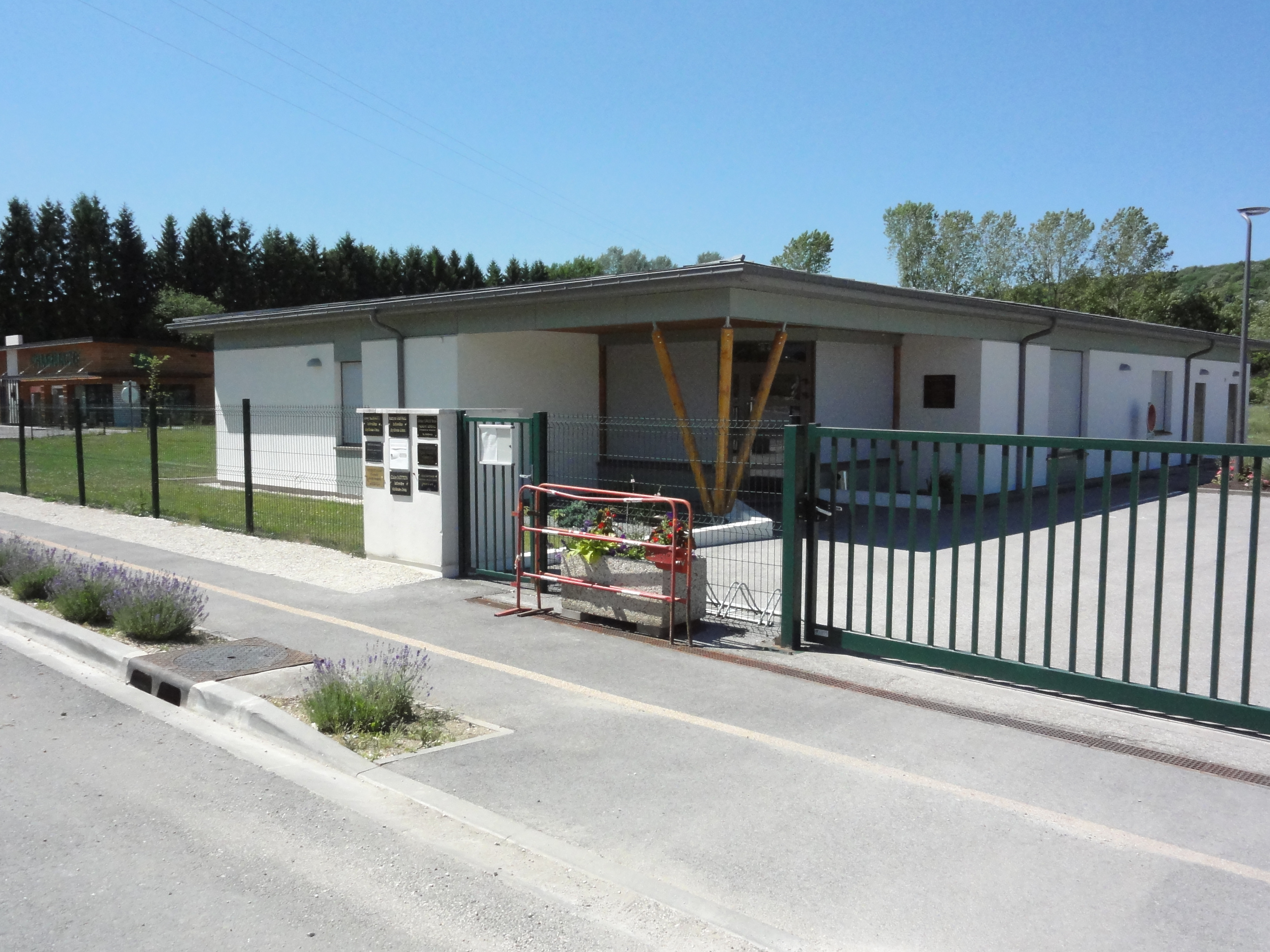
Pôle médical et pharmacie.

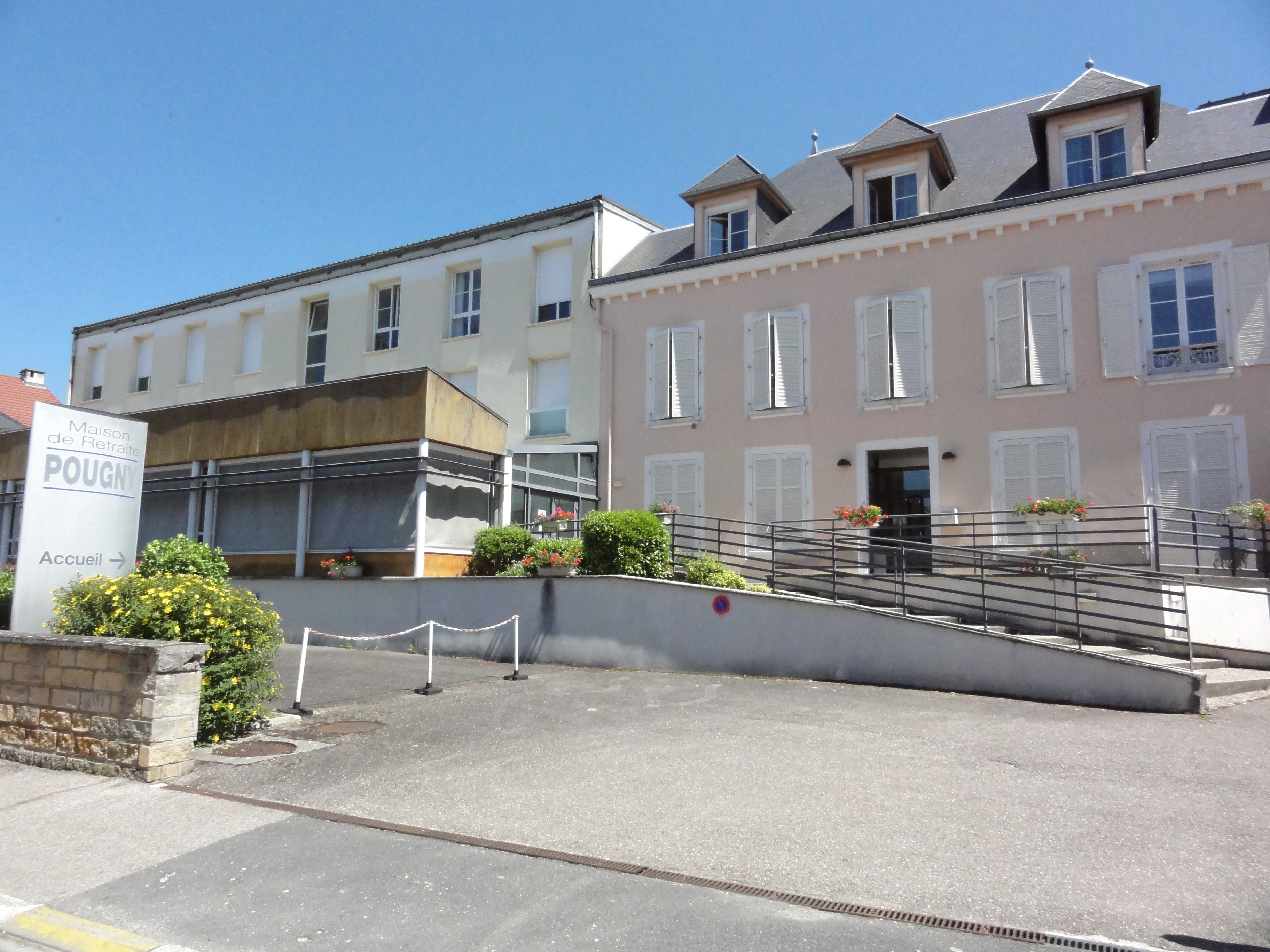
Maison de retraite Pougny.

La commune dispose d'un pôle médical regroupant un médecin généraliste, trois infirmières, une kinésitherapeute et une sage-femme. En complément exerce un médecin généraliste. Le service de soins infirmiers à domicile SSIAD Pougny et une pharmacie complètent l'offre de soins. Divers professionnels de santé exercent dans les communes proches de Froncles, Andelot ou Roches-Bettaincourt, mais les perspectives d'évolution de la démographie médicale sont particulièrement pessimistes. Le département de la Haute-Marne est en effet confronté, comme de nombreux départements ruraux, à une baisse continue du nombre de généralistes (246 en 2012 et 221 prévus en 2018) avec le deuxième taux de diminution le plus fort de Champagne-Ardenne derrière les Ardennes. Localement cette situation et le départ du médecin du cabinet d'Andelot ont conduit la communauté de communes de la Vallée du Rognon à prendre en 2013 la compétence facultative « construction, acquisition, location et équipement de locaux médicaux et paramédicaux ». Bien qu'elle fasse partie de la communauté de communes Meuse Rognon qui dispose de cette nouvelle compétence, la commune de Doulaincourt-Saucourt adhère en janvier 2017 au contrat local de santé du Bassin de Joinville, considérant qu'elle fait partie du bassin de vie de Joinville. Quatre axes d'action sont retenus : favoriser le recours aux soins et aux services, renforcer les actions de prévention et de promotion de la santé, améliorer l'environnement de vie et soutenir la parentalité dans une vision de promotion de la santé. Sur Doulaincourt-Saucourt sont ainsi programmés puis mis en place la création d'une consultation dépendance-addictologie, dans les locaux de la mairie et une action de sensibilisation aux questions d'addictologie en direction des jeunes du collège Jouffroy d'Abbans,.
La Maison de retraite Pougny est un établissement d'hébergement pour personnes âgées dépendantes (EHPAD) disposant de 52 lits, créé en 1904 grâce à un legs du préfet Marie Ambroise Pougny.
L'association de service à domicile ADMR de la vallée du Rognon a son siège à Doulaincourt.

### Justice, sécurité et secours
Les juridictions d'ordre judiciaire de premier degré dont dépend la commune sont localisées à Chaumont (tribunaux judiciaire, de commerce et conseil de prud'hommes). Au second degré, la commune dépend de la cour d'appel de Dijon. Les juridictions d'ordre administratif dont dépend la commune sont localisées à Châlons-en-Champagne pour le premier degré (tribunal administratif) et à Nancy pour le second degré (cour administrative d'appel).
En matière de sécurité publique, la commune se trouve dans la circonscription de la brigade de proximité de gendarmerie Doulaincourt-Saucourt, située rue Général Philippe Leclerc, couvrant, outre le territoire communal, les territoires des communes suivantes : Roches-Bettaincourt, Cerisières, Domremy-Landéville, Donjeux, Gudmont-Villiers, Mussey-sur-Marne, Rouécourt, Rouvroy-sur-Marne, Saint-Urbain-Maconcourt et Vaux-sur-Saint-Urbain.
Le centre d'intervention et de secours (caserne de sapeurs-pompiers), rue de la Combe Guechenot, est un des 40 centres d'intervention du Service départemental d'incendie et de secours (SDIS) de Haute-Marne.

Établissements de secours et de sécurité publique.
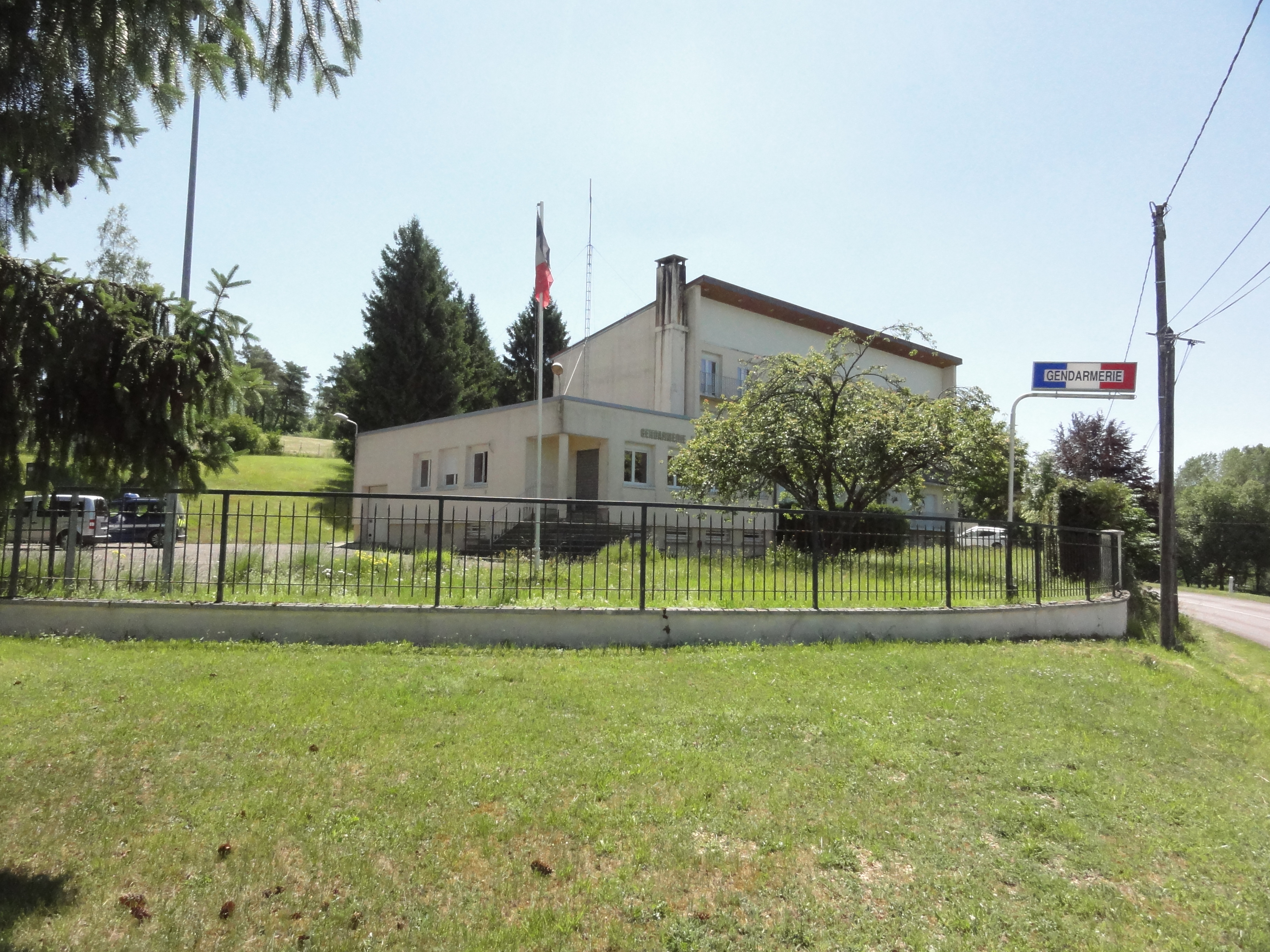
La gendarmerie, rue Général Philippe Leclerc.
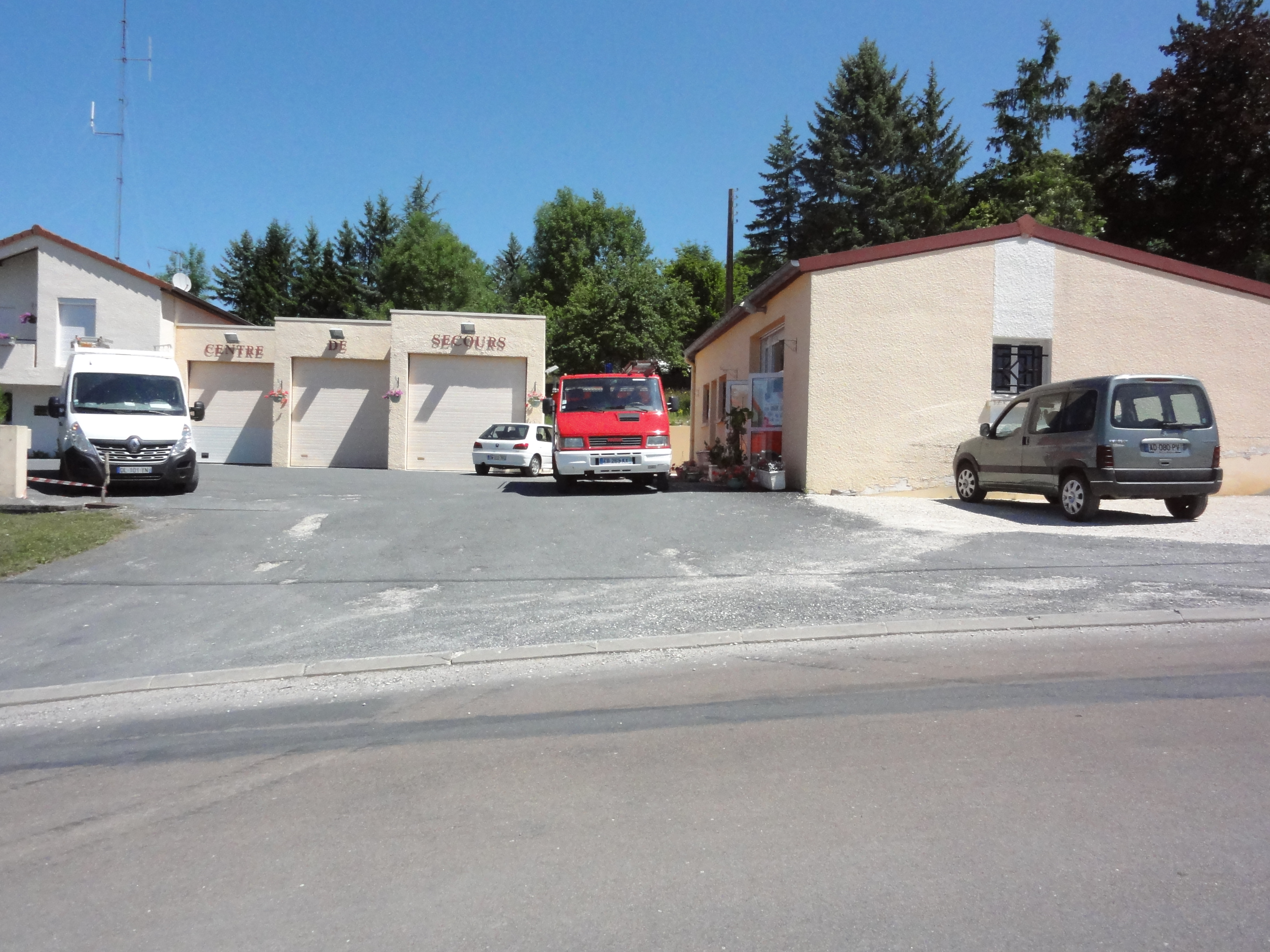
Centre de secours.

## Population et société

### Démographie

#### Évolution démographique
L'évolution du nombre d'habitants est connue à travers les recensements de la population effectués dans la commune depuis 1793. Pour les communes de moins de 10 000 habitants, une enquête de recensement portant sur toute la population est réalisée tous les cinq ans, les populations de référence des années intermédiaires étant quant à elles estimées par interpolation ou extrapolation. Pour la commune, le premier recensement exhaustif entrant dans le cadre du nouveau dispositif a été réalisé en 2008.

En 2022, la commune comptait 753 habitants, en évolution de −9,93 % par rapport à 2016 (Haute-Marne : −4,62 %, France hors Mayotte : +2,11 %).
| 1793 | 1800 | 1806 | 1821 | 1831 | 1836 | 1841  | 1846  | 1851  |
| ---- | ---- | ---- | ---- | ---- | ---- | ----- | ----- | ----- |
| 698  | 722  | 709  | 901  | 800  | 820  | 1 008 | 1 038 | 1 058 |

| 1856  | 1861  | 1866  | 1872  | 1876 | 1881 | 1886  | 1891 | 1896  |
| ----- | ----- | ----- | ----- | ---- | ---- | ----- | ---- | ----- |
| 1 080 | 1 150 | 1 117 | 1 015 | 983  | 938  | 1 015 | 941  | 1 069 |

| 1901  | 1906  | 1911  | 1921  | 1926  | 1931 | 1936 | 1946 | 1954 |
| ----- | ----- | ----- | ----- | ----- | ---- | ---- | ---- | ---- |
| 1 124 | 1 155 | 1 159 | 1 066 | 1 012 | 975  | 988  | 872  | 820  |

| 1962 | 1968 | 1975  | 1982  | 1990  | 1999  | 2006 | 2008 | 2013 |
| ---- | ---- | ----- | ----- | ----- | ----- | ---- | ---- | ---- |
| 931  | 961  | 1 242 | 1 218 | 1 135 | 1 003 | 968  | 955  | 871  |

| 2018 | 2022 | - | - | - | - | - | - | - |
| ---- | ---- | - | - | - | - | - | - | - |
| 796  | 753  | - | - | - | - | - | - | - |

Jusqu'à 1972, les chiffres ci-dessus concernent la commune de Doulaincourt sans Saucourt-sur-Rognon.
Les chiffres pour Saucourt-sur-Rognon d'avant 1972 sont :
Évolution de la population de Saucourt-sur-Rognon avant 1972
| Année      | 1793 | 1800 | 1806 | 1821 | 1831 | 1836 | 1841 | 1846 | 1851 | 1856 | 1861 | 1866 | 1872 | 1876 | 1881 |
| population | 260  | 256  | 281  | 278  | 321  | 338  | 360  | 373  | 355  | 278  | 334  | 334  | 293  | 249  | 280  |

| Année      | 1886 | 1891 | 1896 | 1901 | 1906 | 1911 | 1921 | 1926 | 1931 | 1936 | 1946 | 1954 | 1962 | 1968 |
| population | 392  | 293  | 311  | 288  | 311  | 301  | 275  | 232  | 192  | 207  | 226  | 219  | 221  | 226  |

#### Pyramide des âges
Pourcentages de la population par grandes tranches d'âge en 2013 :
| 0 à 14 ans | 15 à 29 ans | 30 à 44 ans | 45 à 60 ans | 60 à 74 ans | 74 ans ou plus |
| 15,0 %     | 13,5 %      | 14,2 %      | 16,8 %      | 21,1 %      | 19,3 %         |

### Vie associative et sportive
Associations
- Club sportif de Doulaincourt-Saucourt, club de football.
- Volley loisirs Doulaincourt.
- Association de chasse Le Clos Chanot.
- Amicale des sapeurs-pompiers.
- Amicale des retraités de Doulaincourt-Saucourt (ex-Amicale des vieux de Doulaincourt).
- « Adequate de Doulaincourt », pour la préservation de la qualité de vie dans le canton.
- Ensemble bricolons, association du Secours catholique.
- « Les Canayoux » : activités extra-scolaires du groupe scolaire Pierre Fortain.

Le Hand-ball club de Doulaincourt-Saucourt a été dissout en 2014.
Installations sportives
- Gymnase Hubert Bancelin : salle multisports, terrain multisports, piste d'athlétisme : volleyball, basket-ball, hand-ball, course.
- Stade Gilbert Schneider (depuis 1927), au bord du Rognon, avec terrain de football, plaine de jeux, court de tennis plein air. Le stade porte le nom de Gilbert Schneider (1927-1947) canonnier au 4e régiment d'artillerie coloniale, né à Doulaincourt, mort pour la France en Indochine.
- Salle de danse dans la mairie de Doulaincourt.
- Salle communale à Saucourt.
- Stand de tir Henry Binetruy à Doulaincourt.

Circuits de randonnée pédestre et vélo tout terrain
- Circuit Marne et Rognon (chemin de randonnée de pays)
- Circuit Les Grandes Combes[146]
- Circuit Les Essarts[147]
- Circuit Le château de Donjeux[148]

Installations de sports et de loisirs.
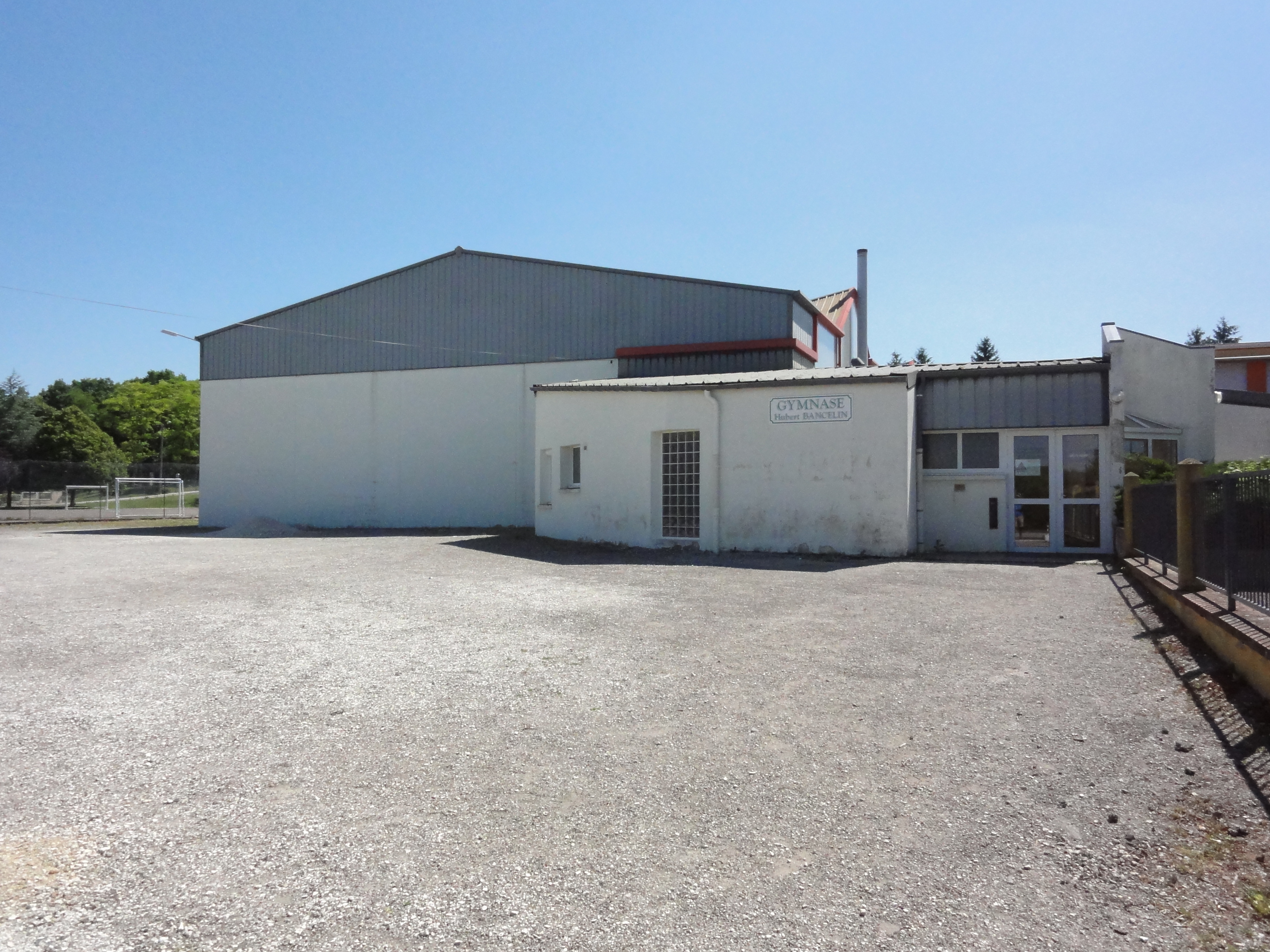
Gymnase Hubert Bancelin.
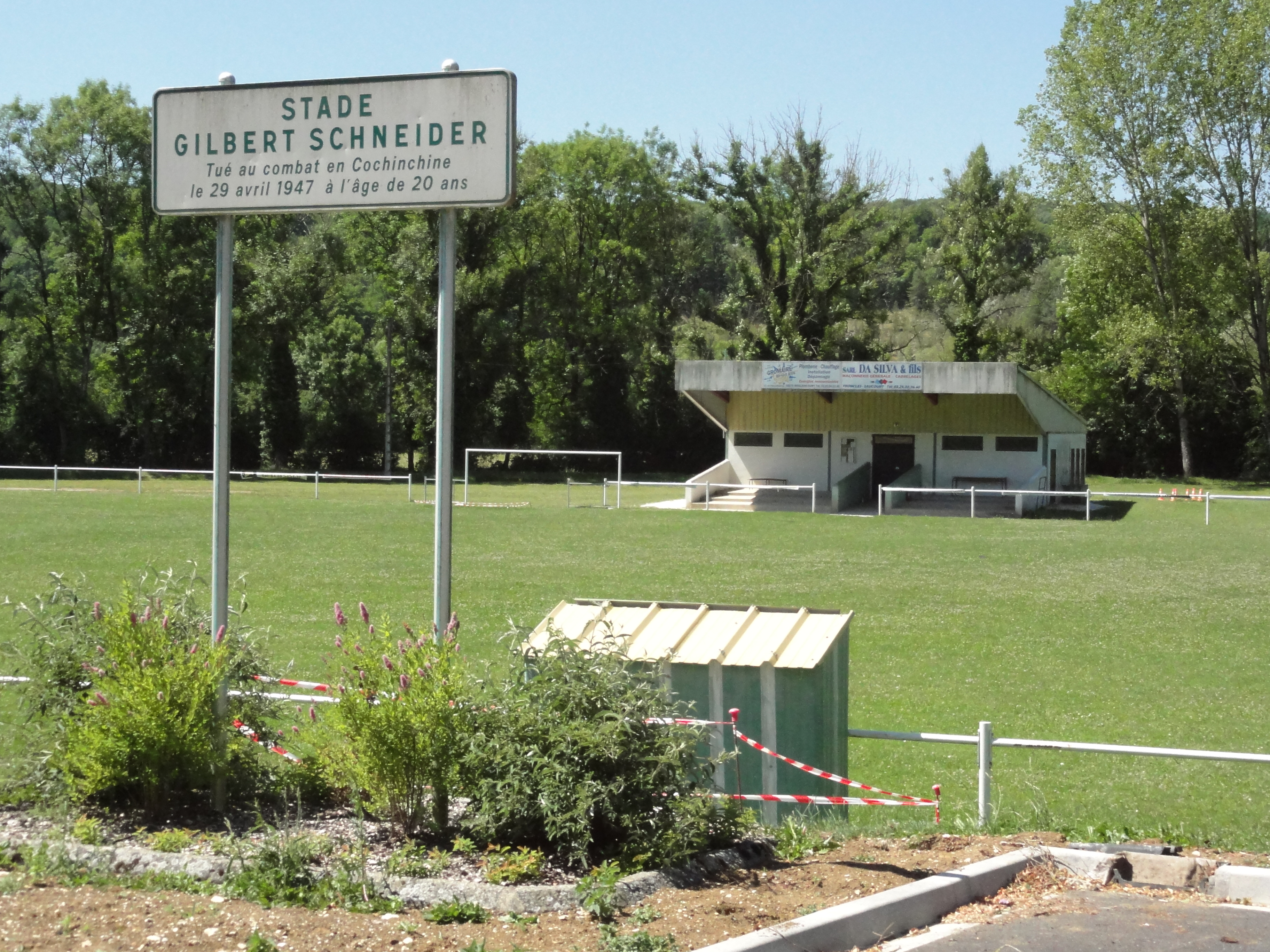
Stade Gilbert Schneider.
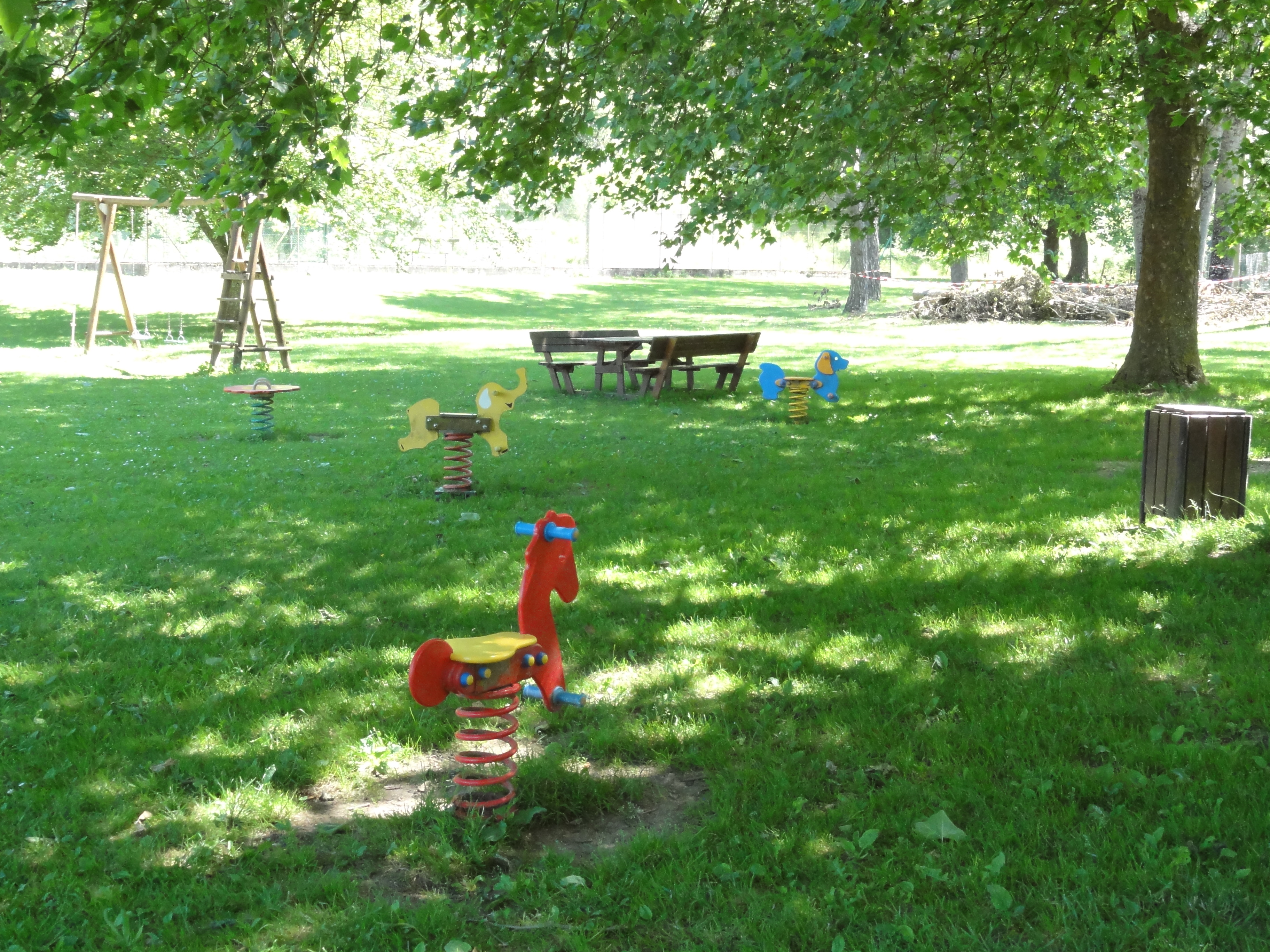
Plaine de jeux du stade.
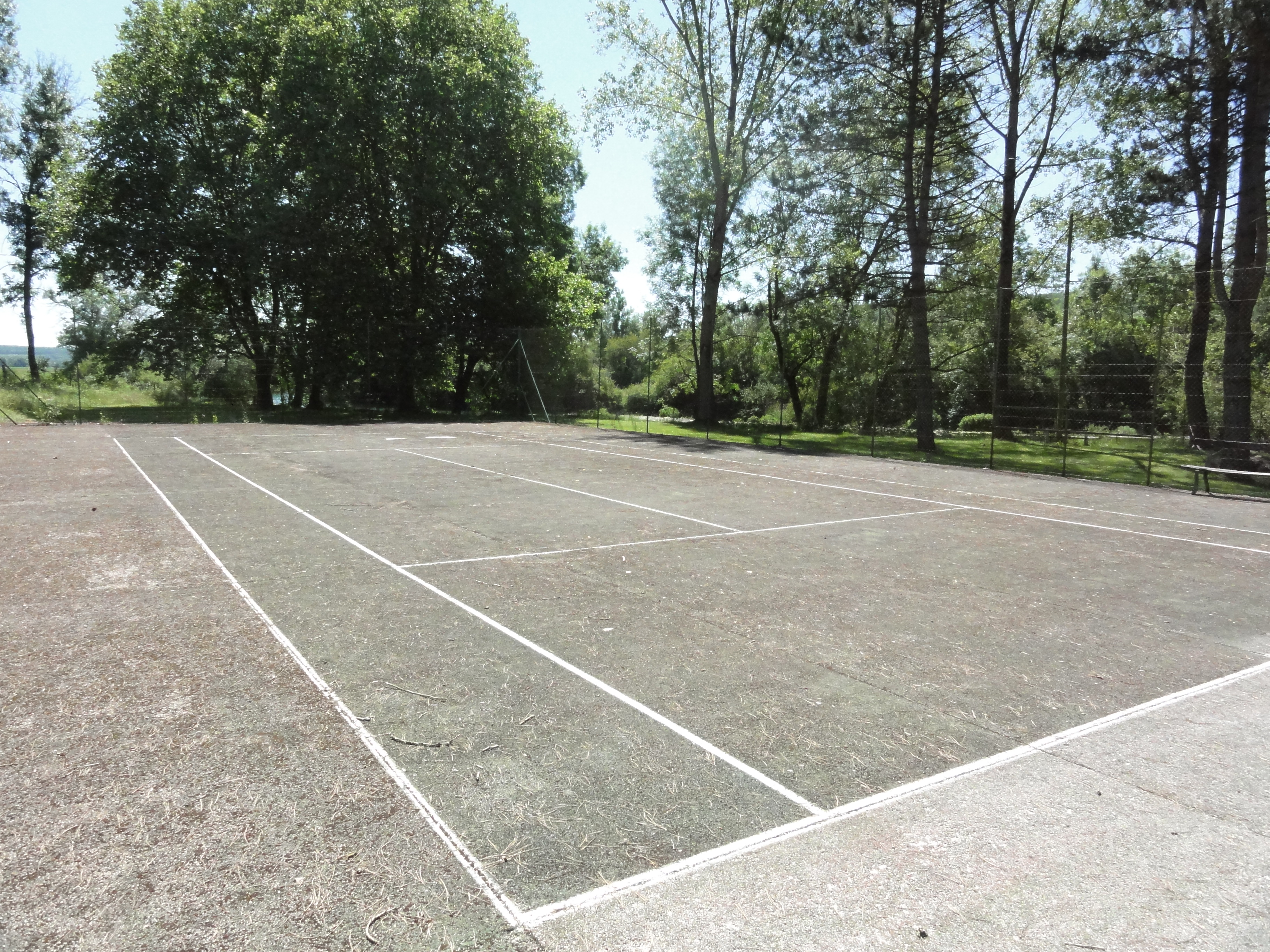
Court de tennis du stade.
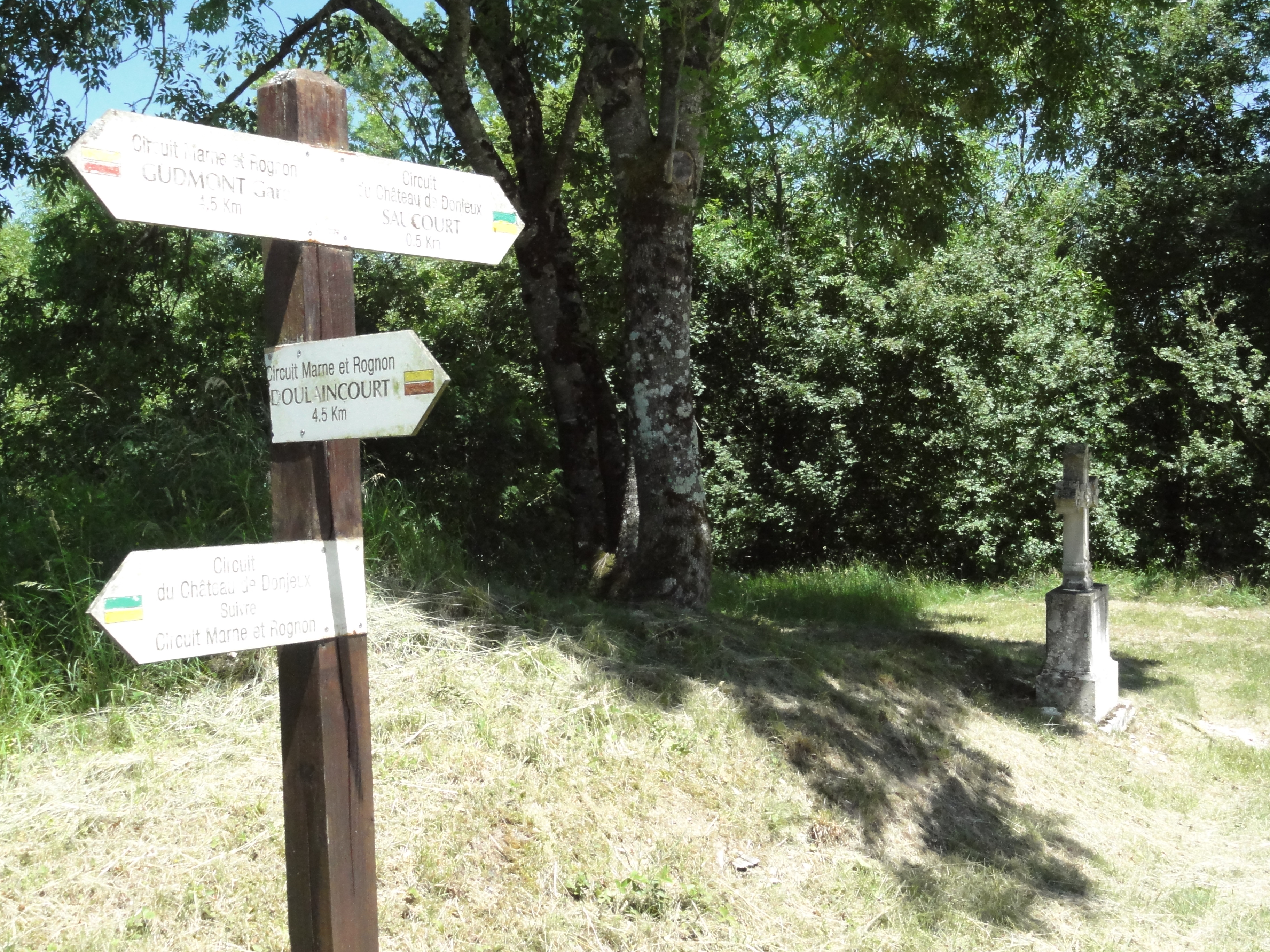
Flêchage chemins de randonnée à Saucourt.

### Cultes
Le territoire de la commune de Doulaincourt-Saucourt fait partie de la paroisse catholique « Bienheureux Frédéric Ozanam » dans le secteur paroissial de « Joinville Doulaincourt » du diocèse de Langres. La paroisse, qui couvre le territoire de neuf communes, a son siège à Donjeux. Le lieu de culte à Doulaincourt est l'église Saint-Martin et le lieu de culte de Saucourt-sur-Rognon est l'église Saint-Rémy (fermeture temporaire pour travaux en cours en 2017).

## Économie

### Revenus de la population et fiscalité
En 2013, le revenu fiscal médian par ménage était de 24 541 €, ce qui plaçait Doulaincourt-Saucourt au 25 608e rang des communes de France.

### Emploi
Doulaincourt-Saucourt est situé dans la zone d'emploi Chaumont - Langres.
En 2013, la population âgée de 15 à 64 ans s'élevait à 459 personnes, parmi lesquelles on comptait 71,5 % d'actifs dont 60,1 % ayant un emploi et 11,3 % de chômeurs.

### Entreprises et commerces
À Doulaincourt, il y a une épicerie et quelques entreprises de bâtiment.
De son passé de forges, Doulaincourt a hérité un peu d'industrie métallurgique dans trois petites entreprises spécialisés : « Ressorts Haut-Marnais », « Arcelormittal wire France » et « MEA » (manufacture pour l'extrusion d'alliages).
Sur l'ensemble de la commune, l'agriculture et l'exploitation forestière ont une importance certaine et pourtant, il n'y a guère d'exploitants dans ce secteur.
Au total, Doulaincourt-Saucourt en 2014 comptait 53 établissements : trois dans l’agriculture-sylviculture-pêche, quatre dans l'industrie, six dans la construction, dix-huit dans le commerce-transports-services divers et vingt-deux étaient relatifs au secteur administration publique, enseignement, santé, action sociale.

## Culture locale et patrimoine

### Lieux et monuments

#### Monuments historiques inscrits
- Église Saint-Martin de Doulaincourt, est inscrite au titre des monuments historiques en 1990[153]. Elle fut reconstruite et agrandie au milieu du XVIIIe siècle. Elle abrite une série de vitraux du maitre-verrier Clément Haussaire datant de 1877 et plusieurs objets-monuments historiques :
  - orgue de tribune, le seul orgue haut-marnais entièrement construit par Aristide Cavaillé-Coll[154] ;
  - chaire à prêcher en bois sculpté[155] ;
  - retable du maître-autel avec statues de saint Pierre et saint Paul, par les frères Marca[156] ;
  - retable de saint Roch, par Marca[157] ;
  - retable de la Vierge, par Marca[158] ;
  - Christ en croix, statue ivoire sur croix en fer[159].

Église Saint-Martin de Doulaincourt.
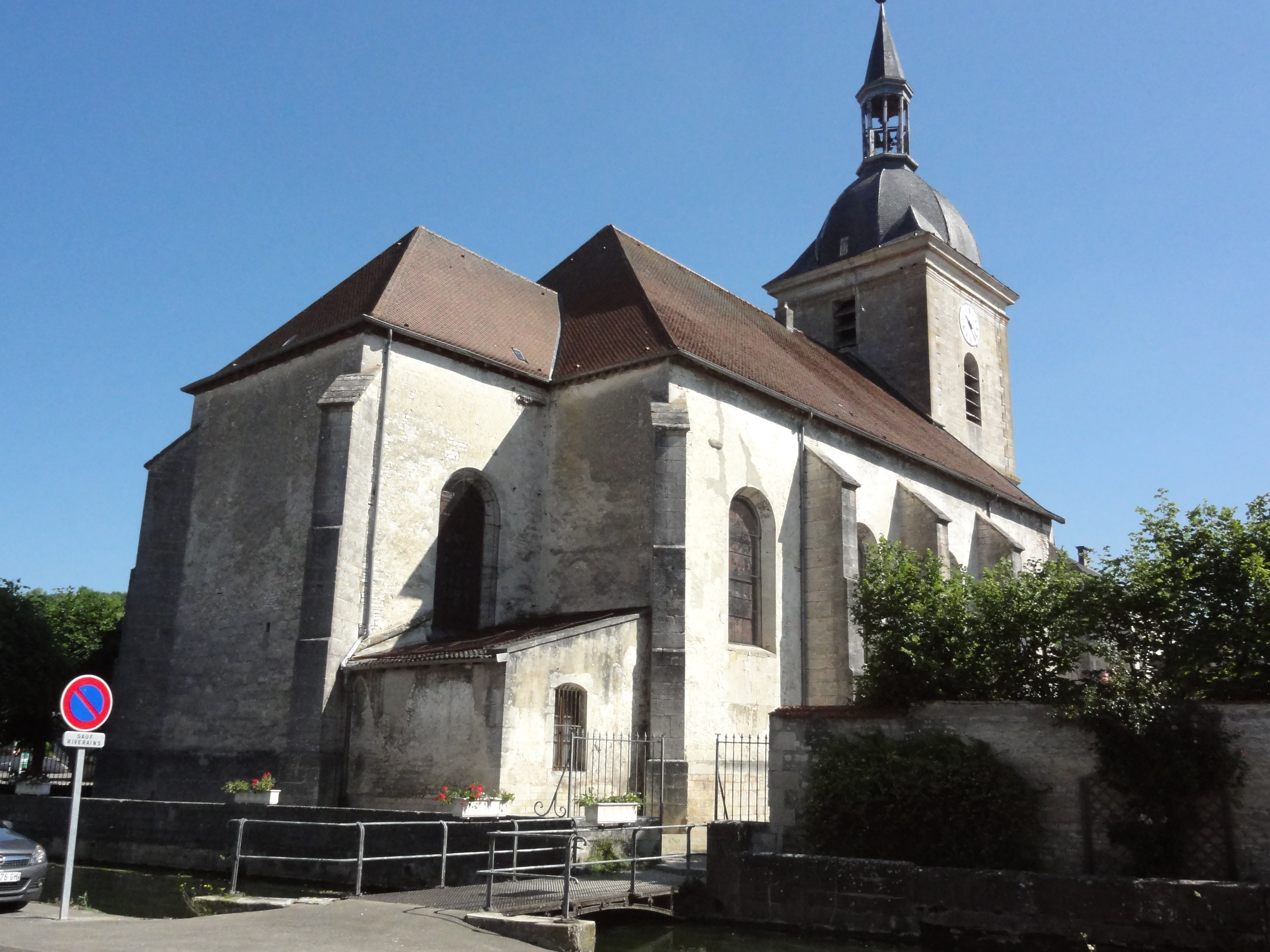
Église Saint-Martin de Doulaincourt.
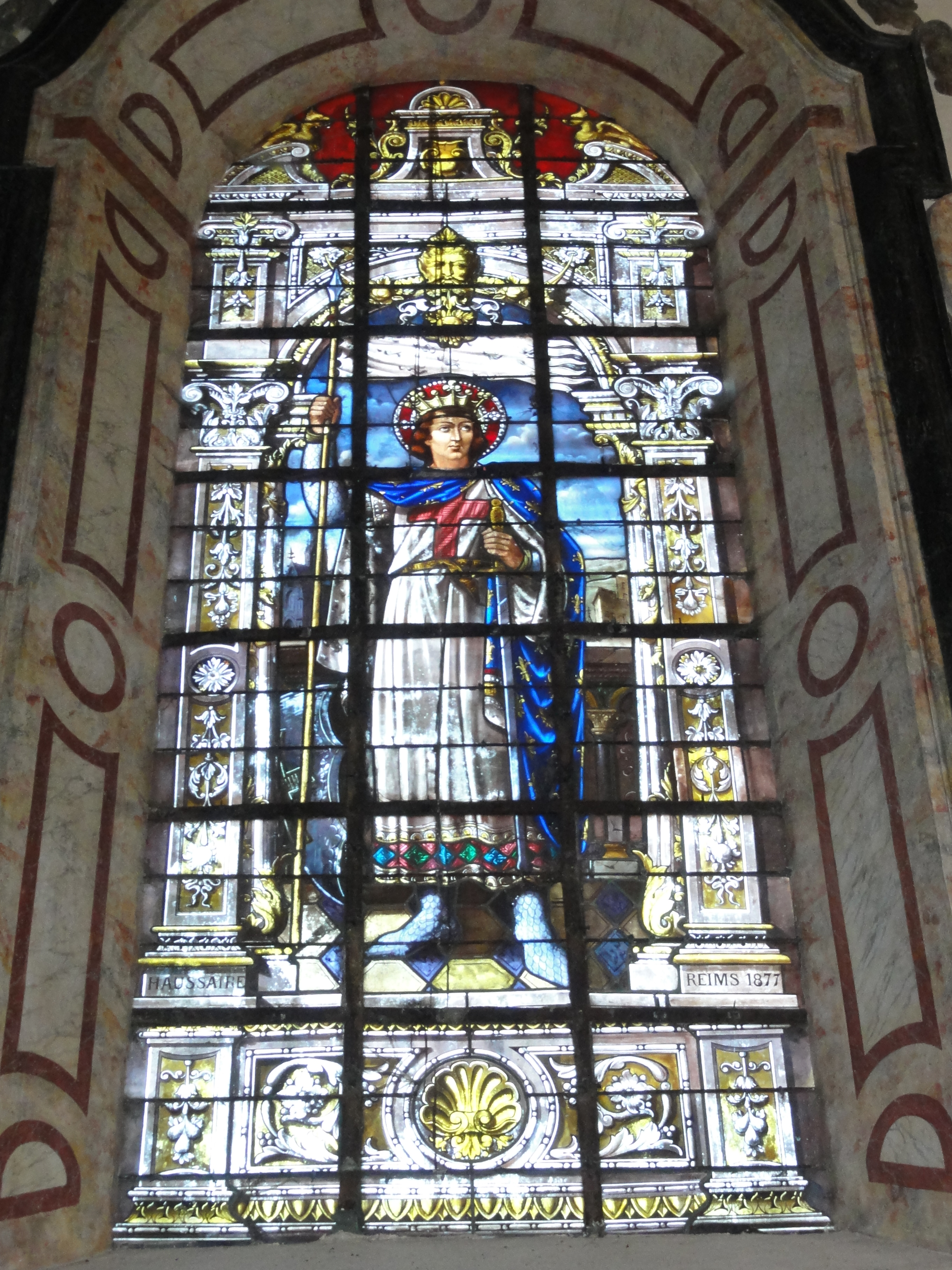
Vitrail signé Haussaire, Reims 1877.
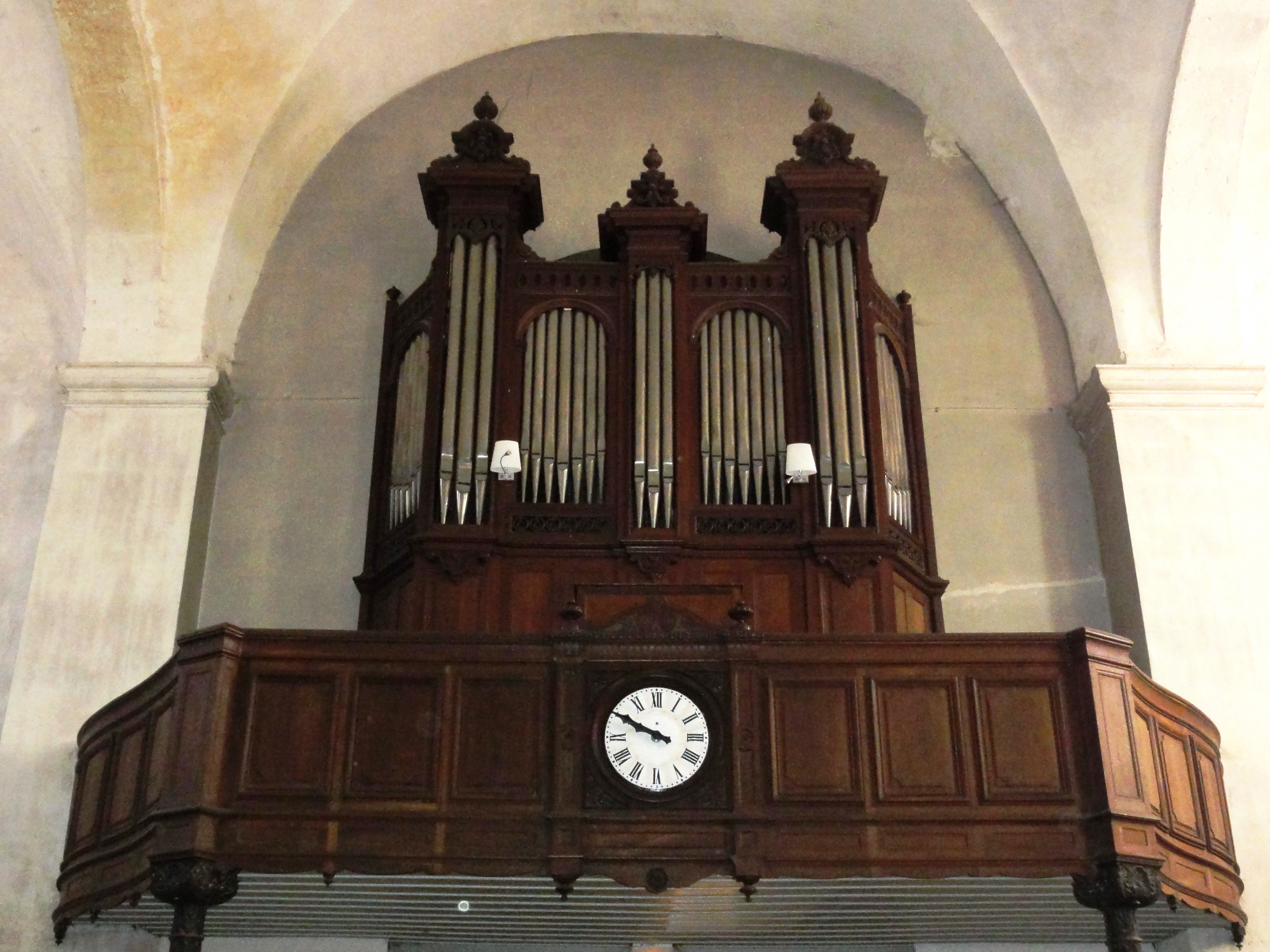
Orgue de tribune (Aristide Cavaillé-Coll).
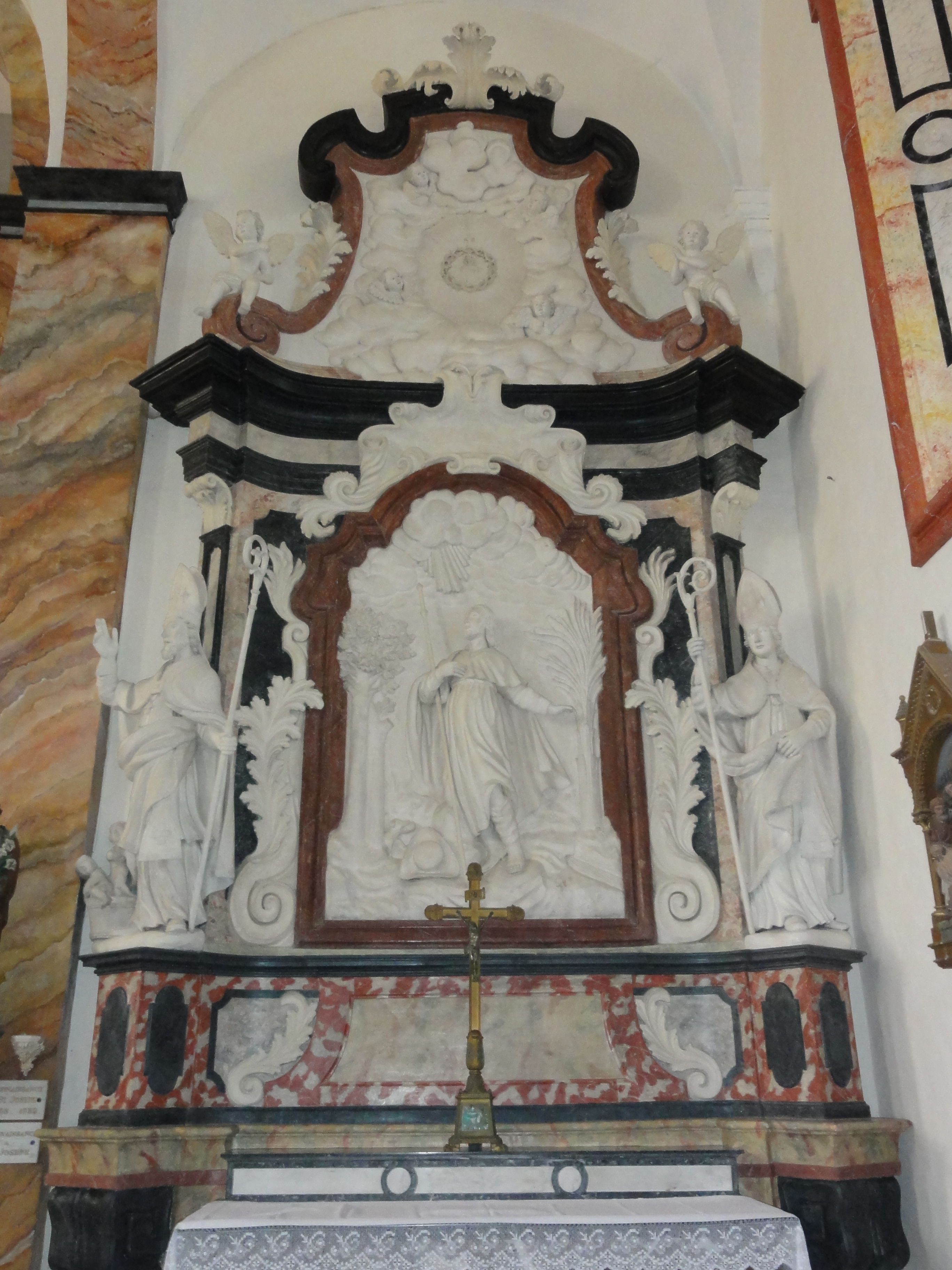
Retable de saint Roch.

- La maison de Montrol. Elle doit son nom à une famille de députés et magistrats du département de la Haute-Marne. Après être restée la propriété de cette famille pendant des générations, elle est devenue propriété communale. Elle héberge depuis 1965 un établissement de type maison familiale et rurale. Le portail d'entrée ainsi que les façades et les toitures des deux tours de la porterie sont classées monuments historiques[160].
- Le pont de Doulaincourt. Pont de cinq arches en pierre, enjambant le Rognon[161].

Monuments historiques.
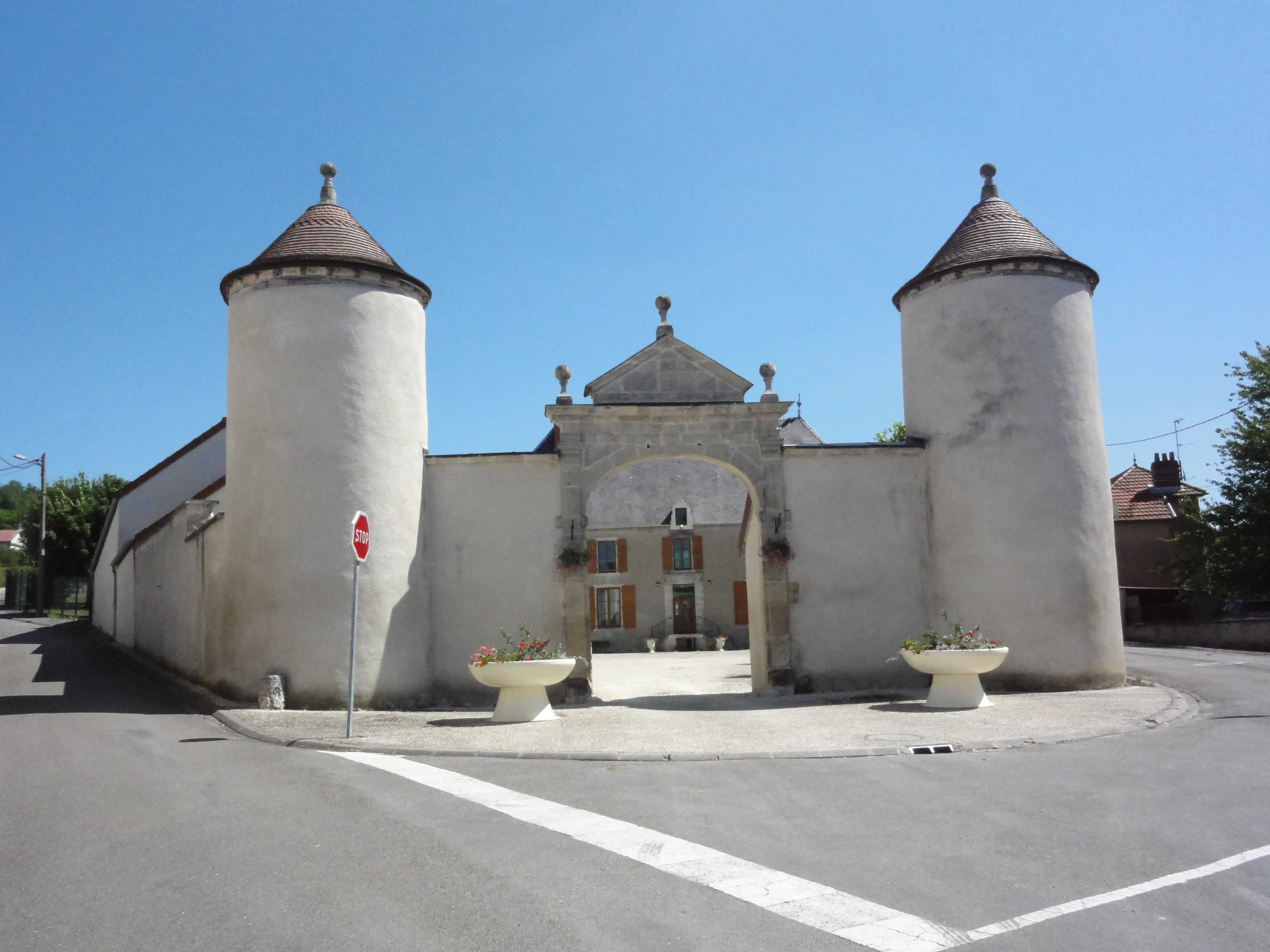
Le portail d'entrée du château de Montrol.
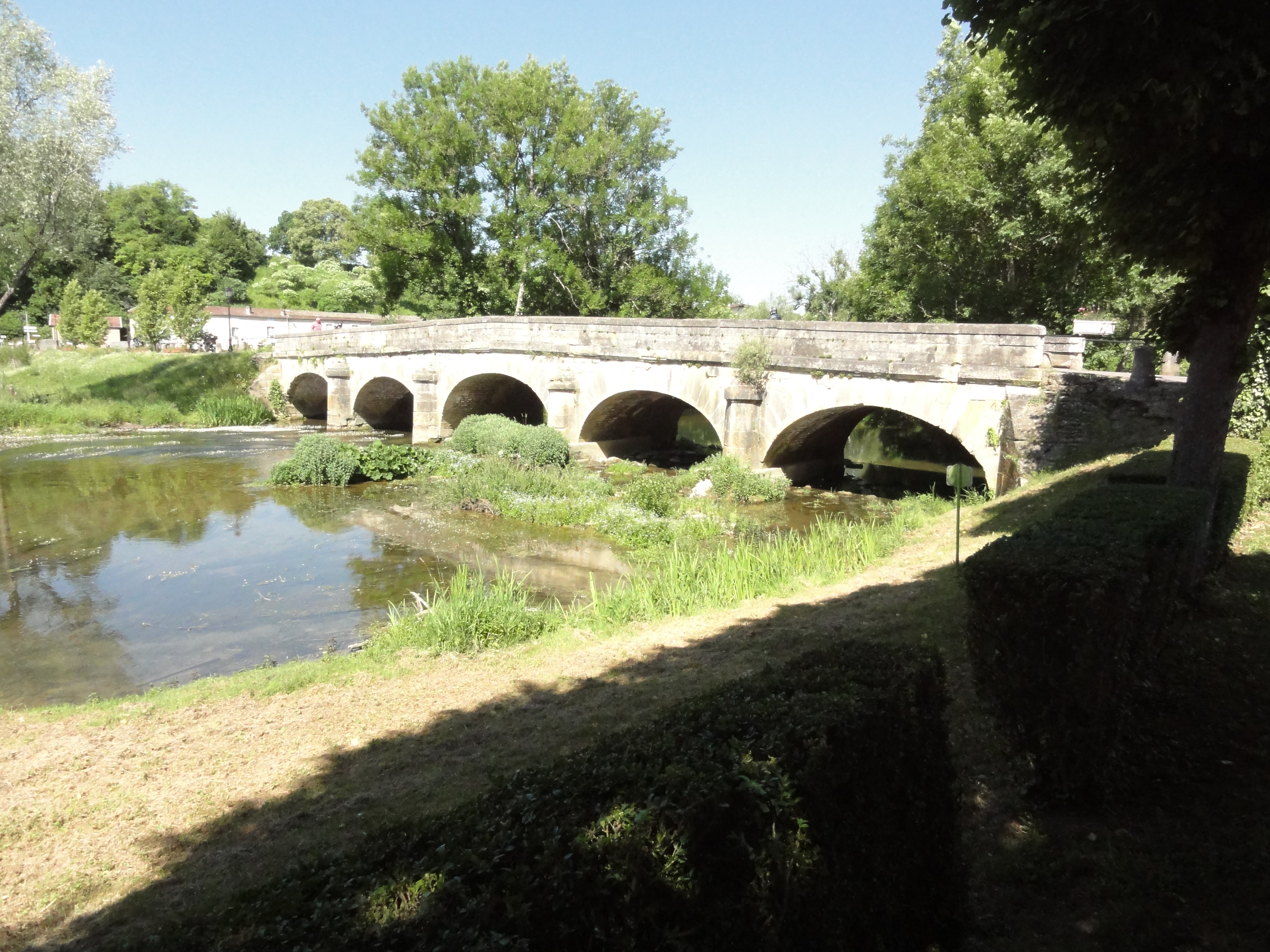
Le pont de Doulaincourt

#### Patrimoine industriel
Quatre usines métallurgiques sont mentionnées dans l'inventaire général de la base Mérimée :
- vestiges de la « Tréfilerie Jacquemin-Cornibert » à Saucourt, dont la fondation remonte au début du 17e siècle[77] ;
- vestiges de la « Forge anglaise » fondé en 1840, devenu propriété d'Isidore Ulmo et Ulmo fils (George) en 1892[80] ;
- vestiges des « Forges, fonderies et ateliers mécaniques de Saint-Brice », fondé en 1882 par l'inventeur Ernest Lorin[162] ;
- vestiges de l'« Usine d'appareils de levage et de manutention E. Lorin et Giraud », fondé en 1890-922, devenu par la suite la « S.A. Treuils et Palans » (TEP)[163]. Sur l'emplacement de cette usine se trouve actuellement l'usine « Ressorts Haut-Marnais ».

#### Autre patrimoine bâti

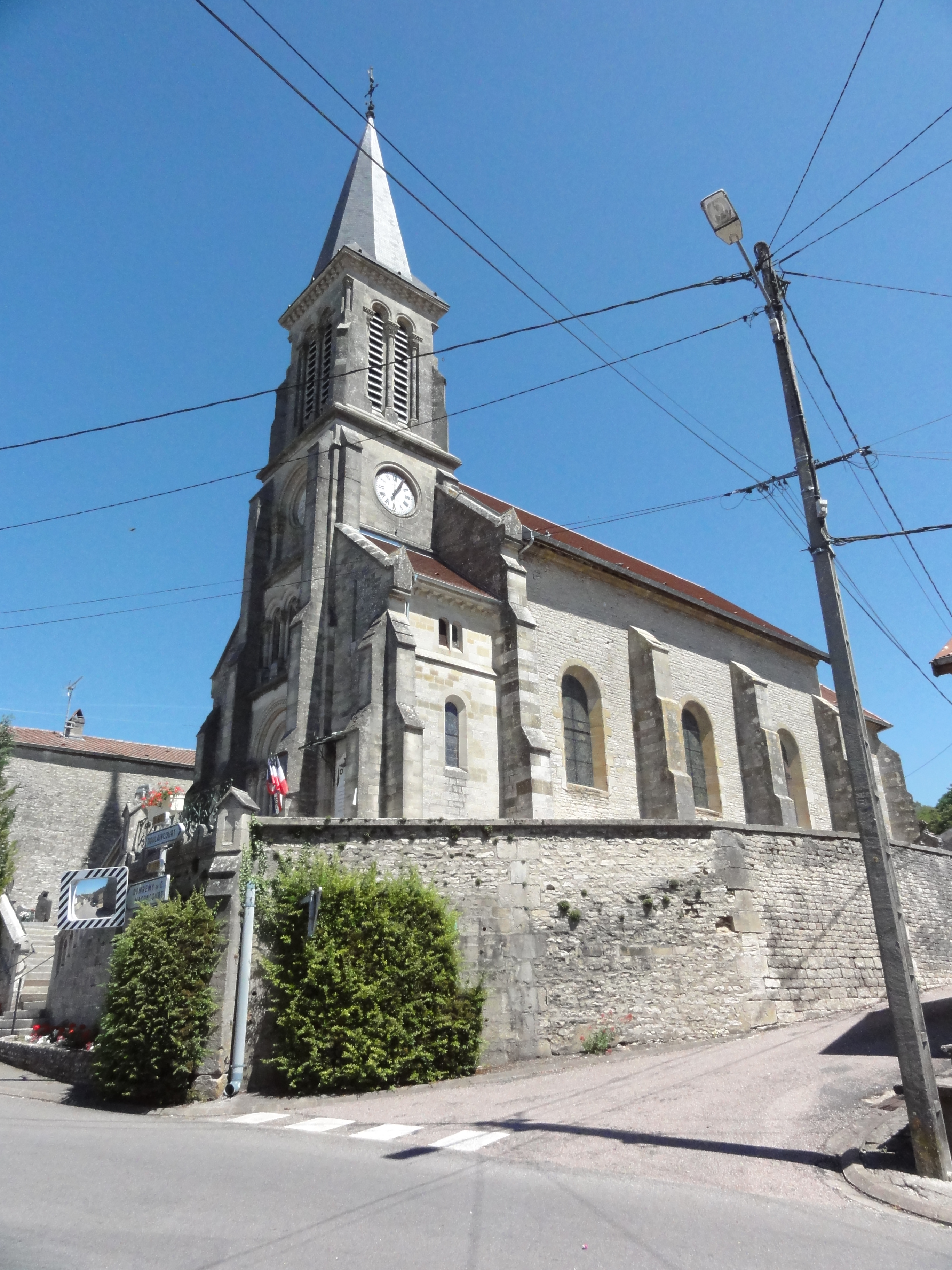
église Saint-Rémy de Saucourt-sur-Rognon

- Église Saint-Rémy de Saucourt. L'église Saint-Rémy était le siège d'une cure à la collation du chapitre de Notre-Dame de Reims. Le chœur et la nef de l'église Saint-Rémy datent de la seconde moitié du XVIIIe siècle. Le massif occidental comprenant la tour-porche et les deux chapelles l'accompagnant fut ajouté en 1872. L'ancien clocher en charpente se trouvait sur la première travée de la nef mais des problèmes de lézardes poussèrent l'architecte Fisbacq à proposer une reconstruction en avant de la nef en pierre de Chevillon, de Savonnières et en ardoise d'Angers pour la couverture de la flèche. La nef à vaisseau unique de trois travées est précédée d'une tour-porche. Cette dernière est encadrée par deux chapelles et couronnée d'une flèche polygonale en ardoise. L'escalier en vis hors-œuvre est adossé au flanc nord de la nef. Le chœur se compose de deux travées droites suivies d'une abside à trois pans. La seconde travée droite et l'abside sont couvertes d'une voûte d'ogives à six quartiers. La toiture du chœur est en tuile plate. La sacristie au toit en pavillon est accolée au pan est du chœur. Le massif occidental, les baies et les contreforts sont en pierre de taille et le reste de l'édifice est en moellon.
- Maison et tour du duc de Guise, rue Pougny.
- Ancienne gare de Doulaincourt, ancienne gare de Saucourt.
- Pont de Saucourt, enjambant le Rognon.
- Lavoir de Doulaincourt, lavoir de Saucourt.
- Écluses et biefs à Doulaincourt et à Saucourt.

Autre patrimoine bâti.
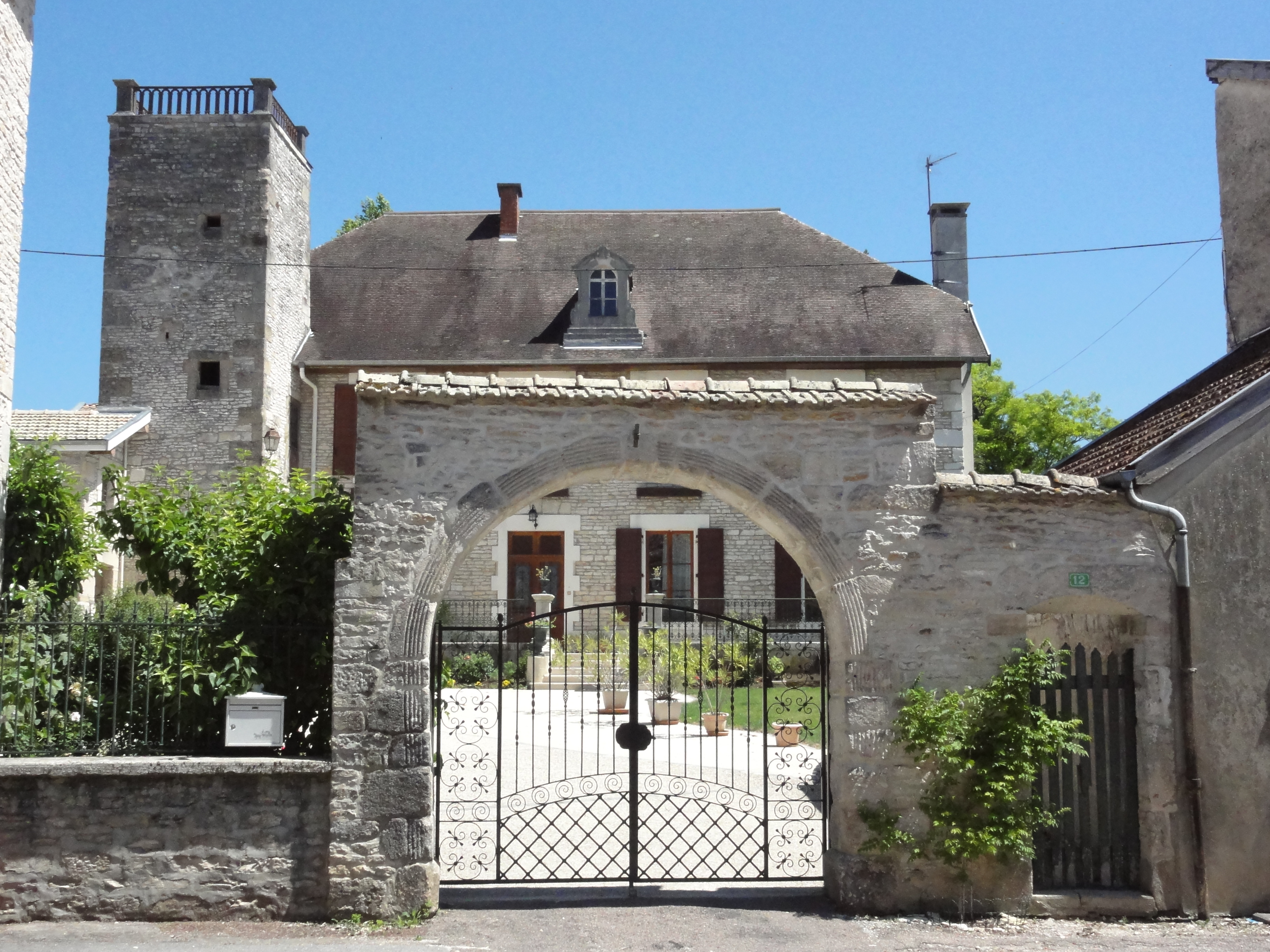
Tour du duc de Guise.
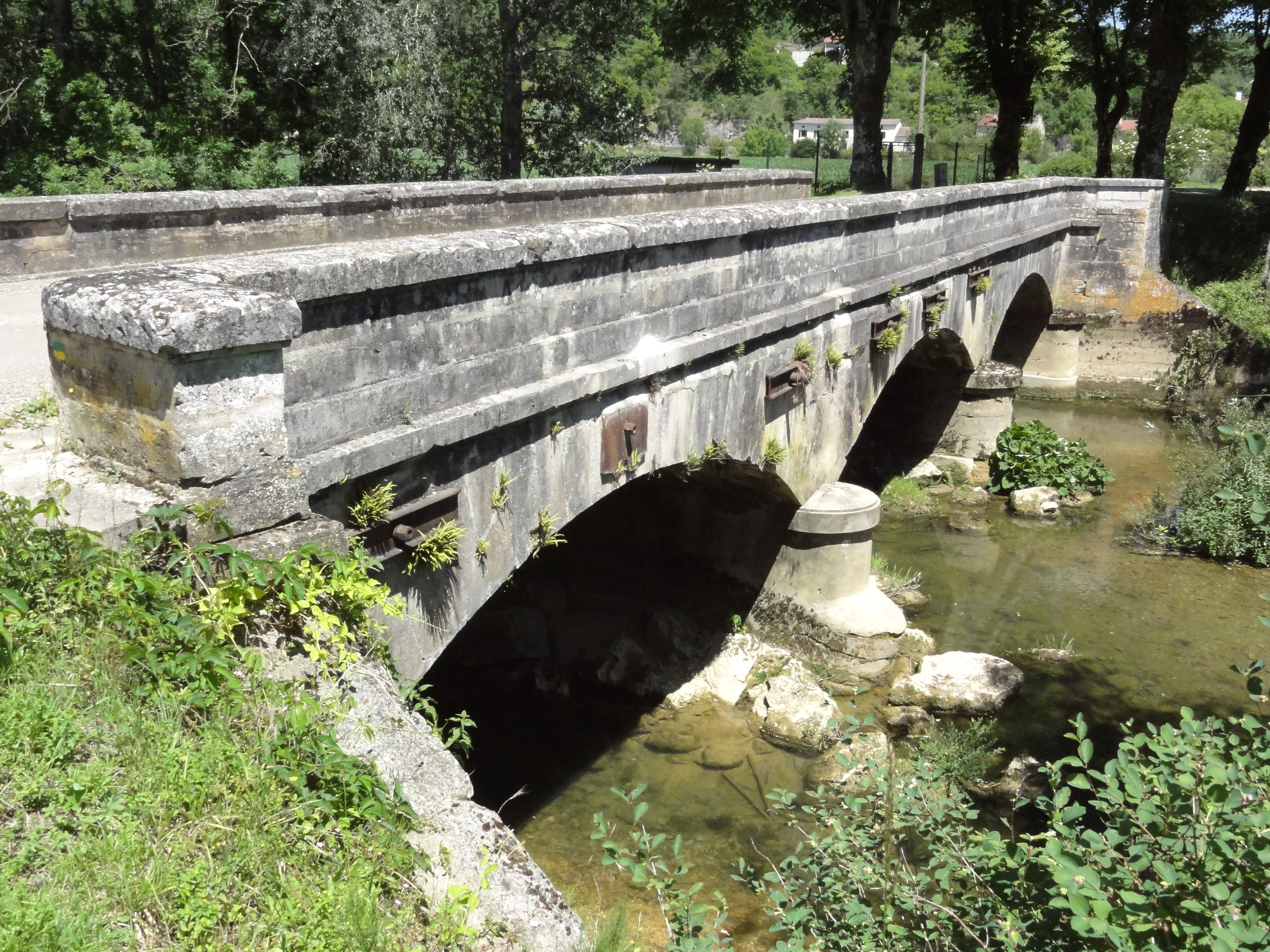
Pont de Saucourt sur le Rognon.
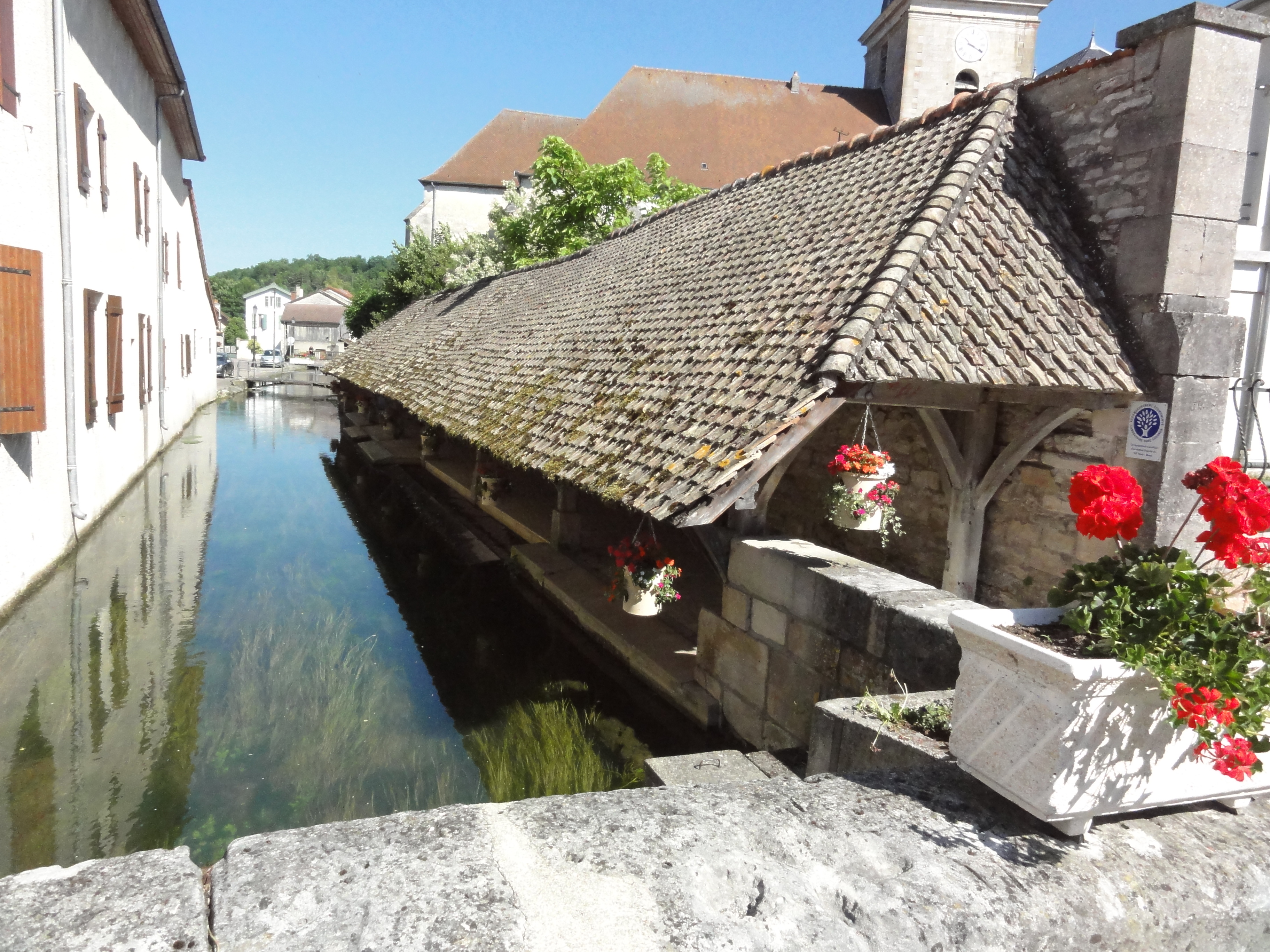
Lavoir de Doulaincourt.
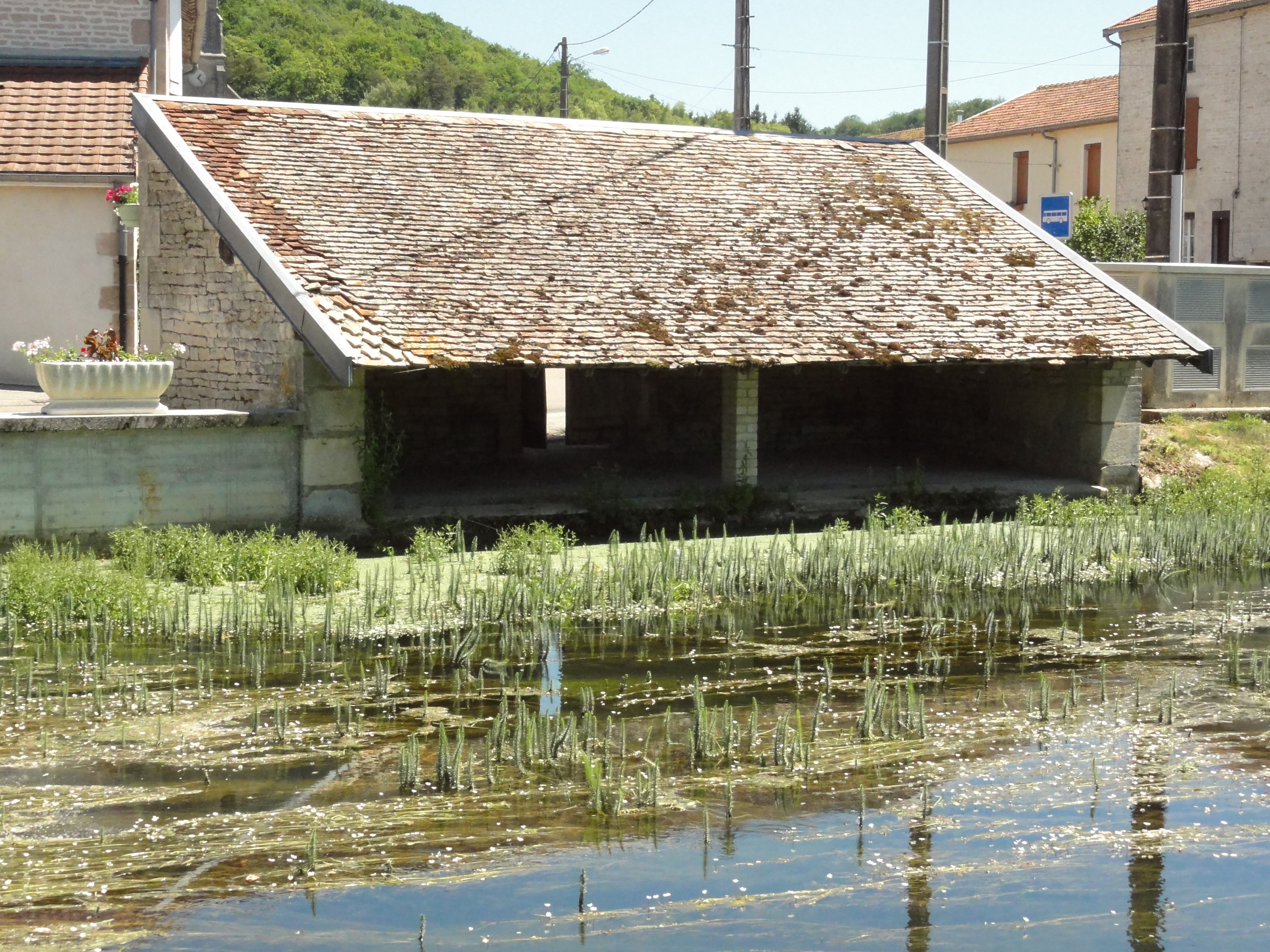
Lavoir de Saucourt.

#### Mémoriaux de guerre
- Monument aux morts de Doulaincourt.
- Plaque commémorative dans l'église de Doulaincourt.
- Plaque commémorative dans l'église de Saucourt.

Mémoriaux de guerre.
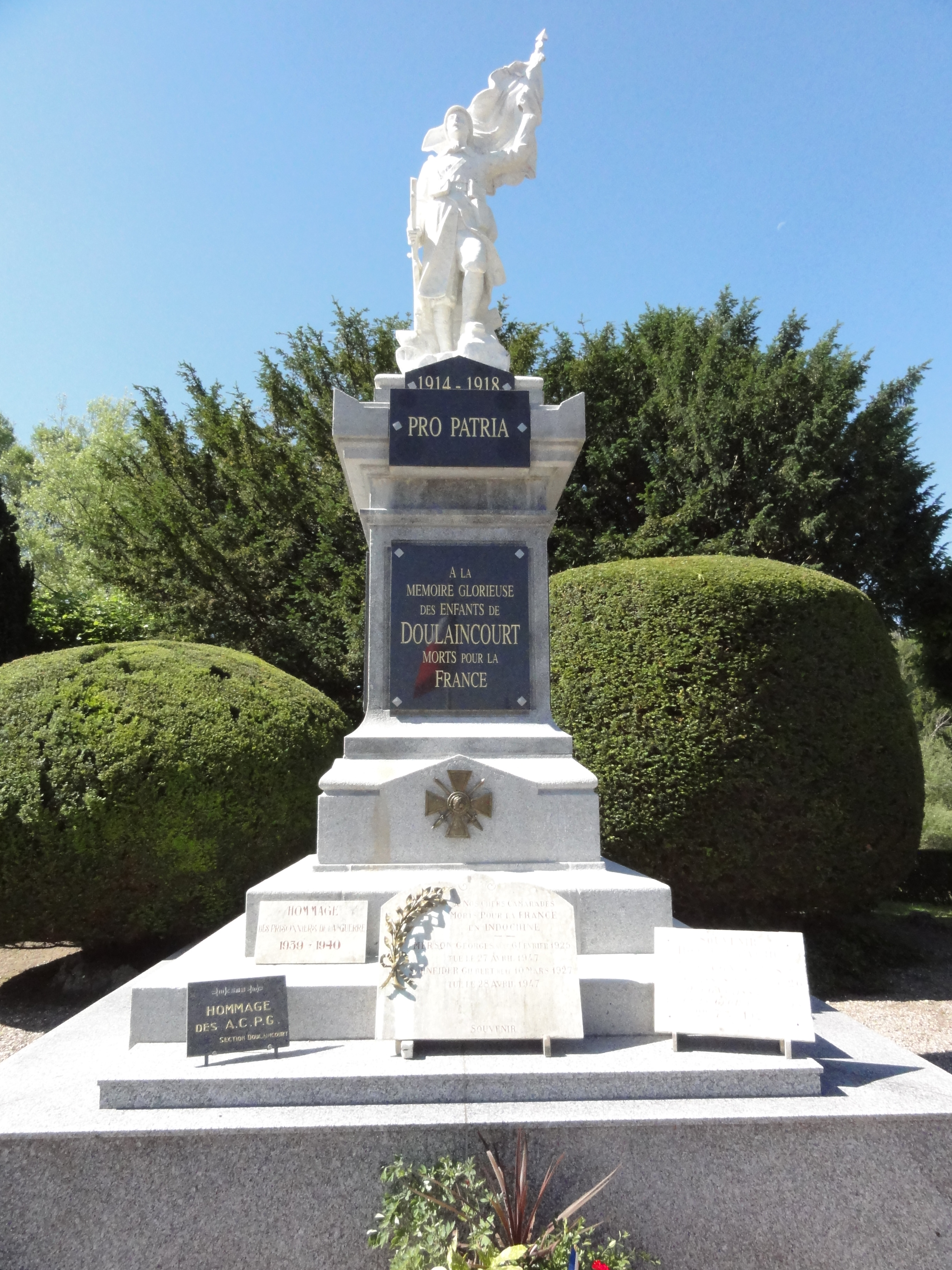
Monument aux morts de Doulaincourt.
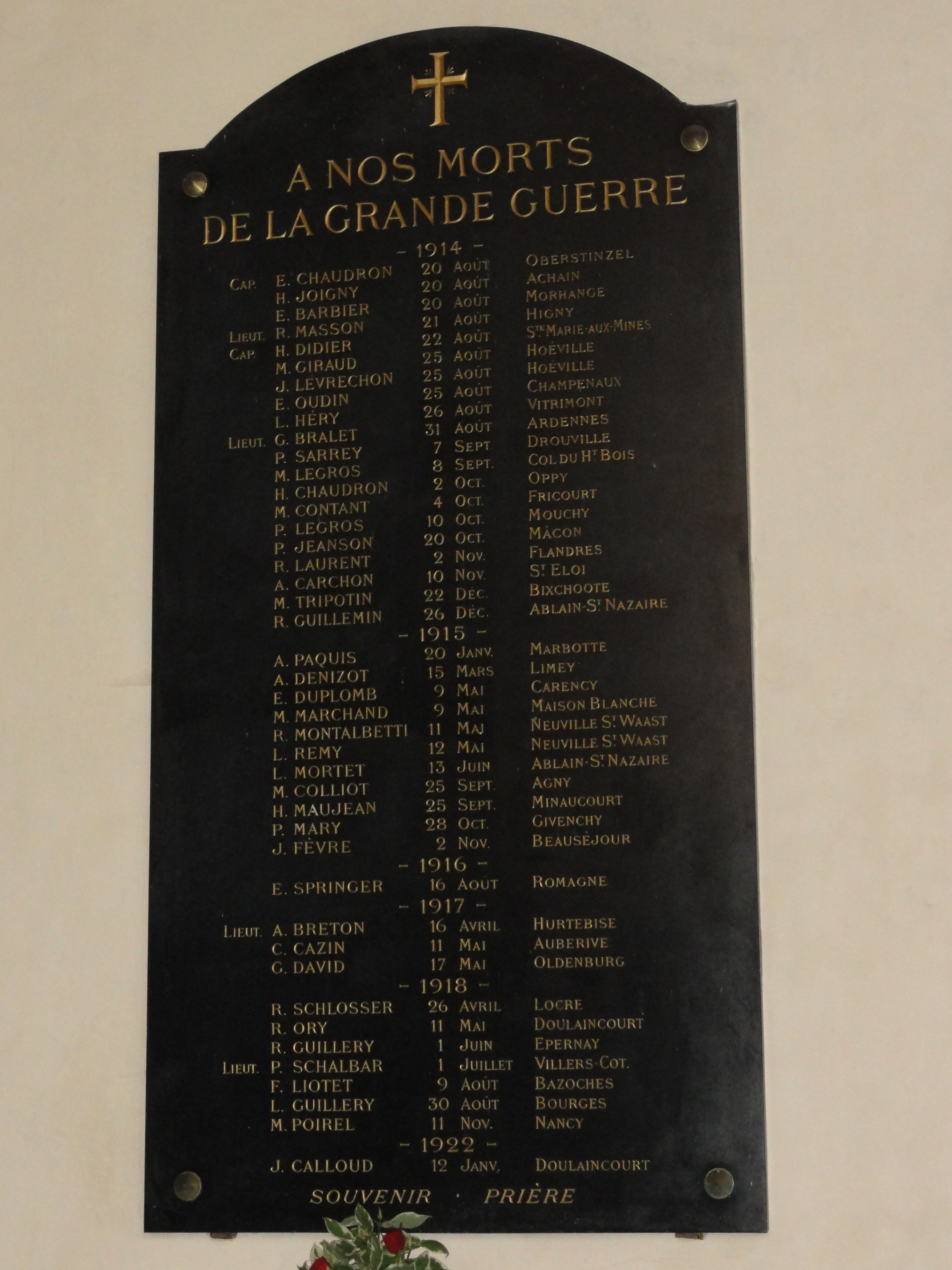
Plaque commémorative, église de Doulaincourt.
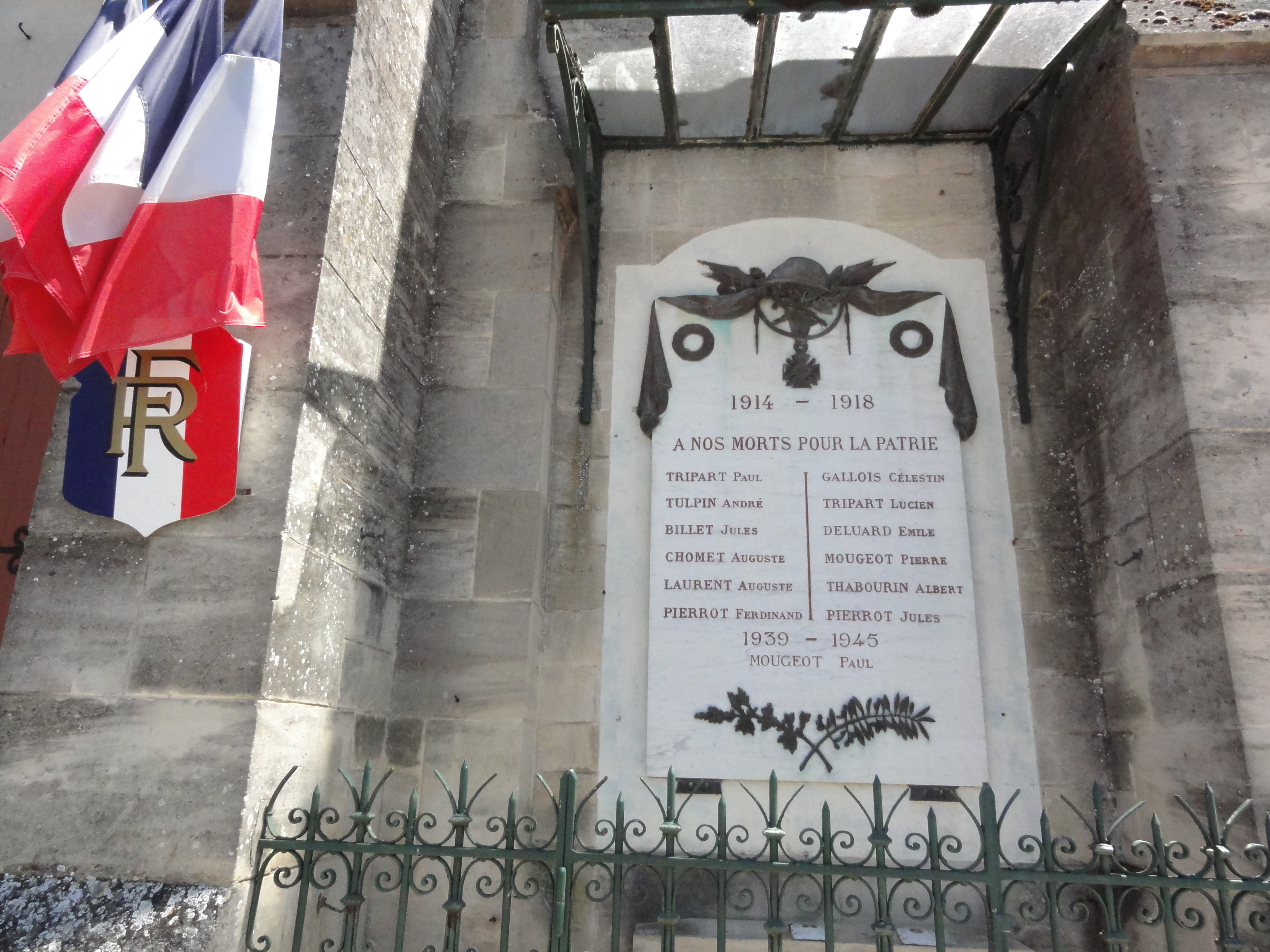
Plaque monument aux morts, église de Saucourt.

### Personnalités liées à la commune
- François Poisel (1822-1901), architecte, y est né.
- Marie Ambroise Ernest Pougny, (1828-1898 ?), préfet du Lot, de l'Hérault, de la Somme, de Lot-et-Garonne. Né à Doulaincourt, fils d' Ambroise Jean-Baptiste Pougny, notaire et maire[164]. La rue Pougny à Doulaincourt porte leur nom.
- Henri Ernest Chaudron (1857-20 août 1914) militaire, chevalier de la Légion d'honneur, médaille du Tonkin, chevalier de l'ordre du Dragon de l'Annam, mort pour la France pendant la bataille de Sarrebourg-Morhange[réf. nécessaire]. Né à Doulaincourt. La rue du Capitaine Chaudron porte son nom.
- Ernest Lorin, (1862-1914) industriel et inventeur, qui a breveté en 1904 un appareil de levage[165] et en 1907 un générateur de gaz[166]. Né à Doulaincourt. La rue Ernest Lorin à Doulaincourt porte son nom.

### Héraldique
| Armes de Doulaincourt-Saucourt | Les armes de Doulaincourt-Saucourt se blasonnent ainsi : « De gueules à la tour d'argent maçonnée de sable, ouverte et ajourée du champ, à la bordure cousue d'azur chargée de huit fleurs de lys d'or. » |

Les armes des de Gestas qui ont servi d'inspiration sont « D'azur semé de fleurs de lis d'or, à la tour ouverte, ajourée et crénelée d'argent, maçonnée de sable. »